# Православна церква
Правосла́вна це́рква, офіційно Правосла́вна католи́чна та апо́стольська це́рква (грец. Ορθόδοξη Καθολική και Αποστολική Εκκλησία) — третя за чисельністю (після католиків і мусульман-сунітів) релігійна спільнота у світі і друга за чисельністю внутрішньо єдина християнська спільнота з приблизно 220 мільйонами охрещених членів. Церква складається з ряду єдиних у теології помісних автокефальних церков, що перебувають між собою в євхаристійному спілкуванні. Богослужіння і віровчення христоцентричні. Кожну з церков очолює синод (собор) єпископів, чиє завдання полягає в збереженні віровчення, традиції та практики Вселенської церкви. Усі православні єпископи ведуть свою хіротонічну лінію до одного з дванадцяти апостолів. Канонічні помісні церкви записано в диптиху православних церков. Церква не має центральних доктринальних повноважень, аналогічних Римському єпископу, але Вселенський патріарх Константинопольський всіма визнаний як primus inter pares («перший серед рівних»). Як одна з найстаріших релігійних установ, що збереглися у світі, Православна церква зіграла визначну роль в історії та культурі Східної, Центральної та Південно-Східної Європи, Кавказу та Близького Сходу.
 

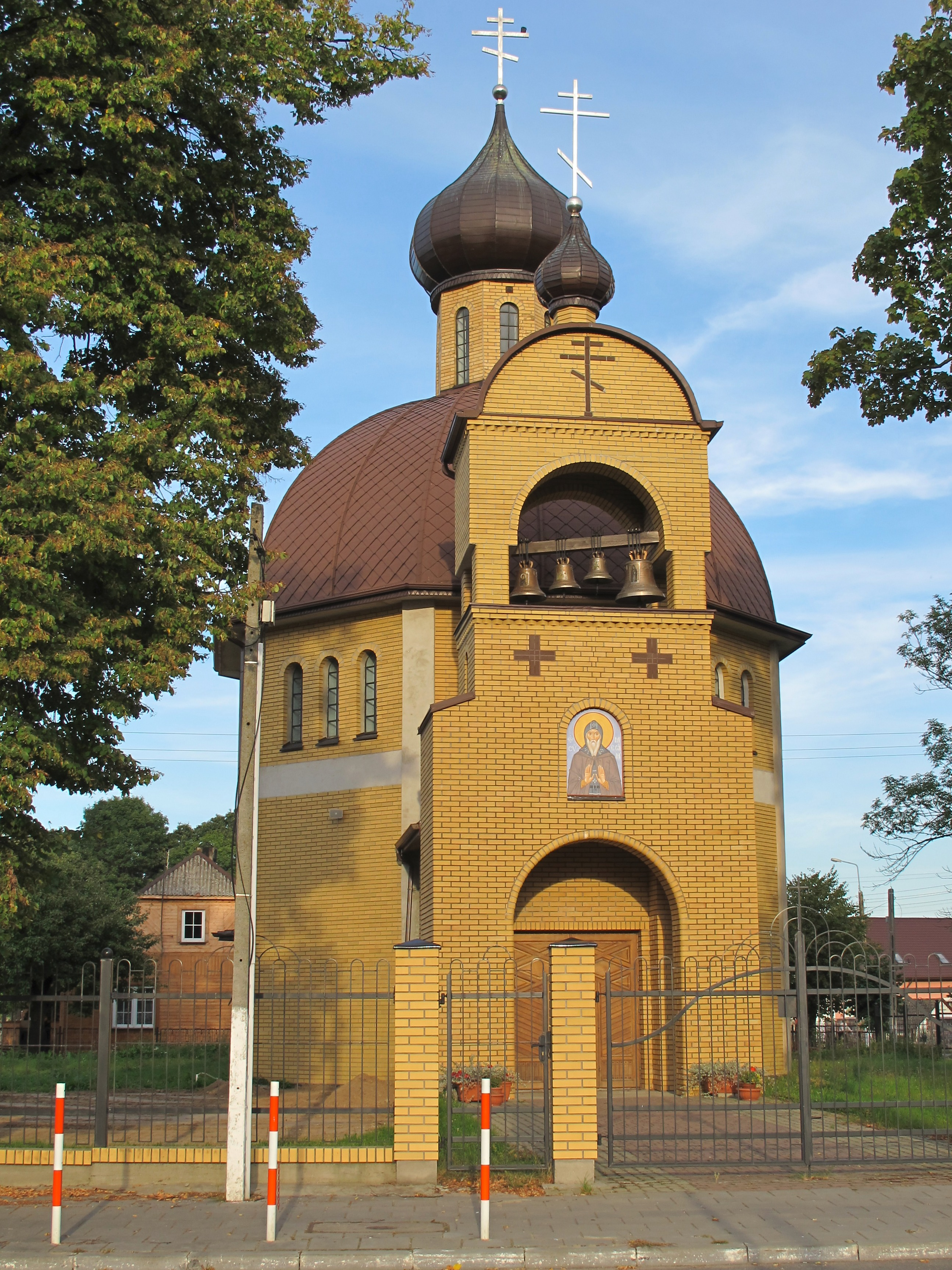
Православна церква Святого Шимона Стовпника у Бранську

Православна теологія ґрунтується на святій традиції, яка включає догматичні постанови семи Вселенських соборів, Святе Письмо та вчення Отців Церкви. Церква вчить, що це єдина, свята, соборна та апостольська церква, створена Ісусом Христом у Його великому дорученні, і що її єпископи є наступниками Христових апостолів. Вона стверджує, що сповідує первісну християнську віру, передану святою традицією. Його патріархати, що нагадують пентархію, та інші автокефальні та автономні церкви відображають різноманітну ієрархічну організацію. Вона визнає сім основних таїнств, головним із яких є євхаристія, що здійснюється літургійно в синаксісі. Церква вчить, що через освячення, на яке звертається священник, хліб і вино, що приносять жертву, стають тілом і кров'ю Христа. Діву Марію шанують у Православній церкві як Богородицю, шановану в богослужіннях.
Православна церква мала євхаристійне спілкування з Латинською церквою в державній церкві Риму аж до східно-західного розколу в 1054 р., особливо заперечуючи авторитет Папи Римського. До Ефеського собору в 431 р. Церква Сходу також брала участь у цьому спілкуванні, як і Орієнтальні православні церкви перед Халкедонським собором у 451 р., що розділив «Велику церкву» насамперед через розбіжності в христології.

## Назва та характеристики

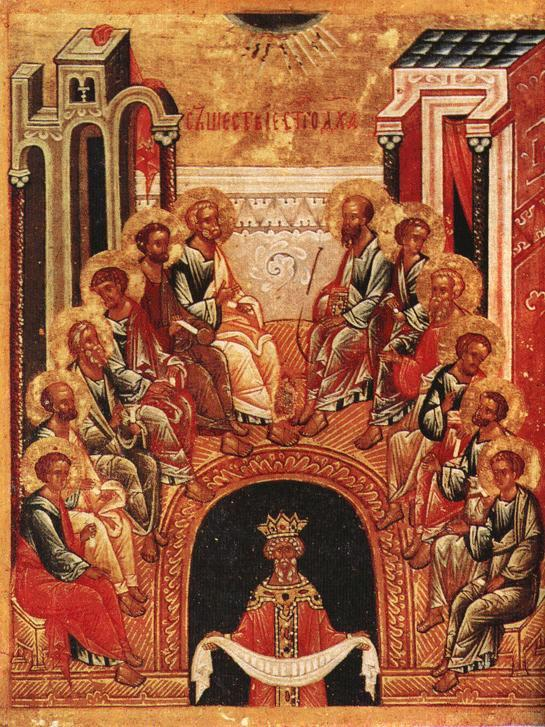
П'ятдесятниця — момент заснування церкви згідно з православним ученням

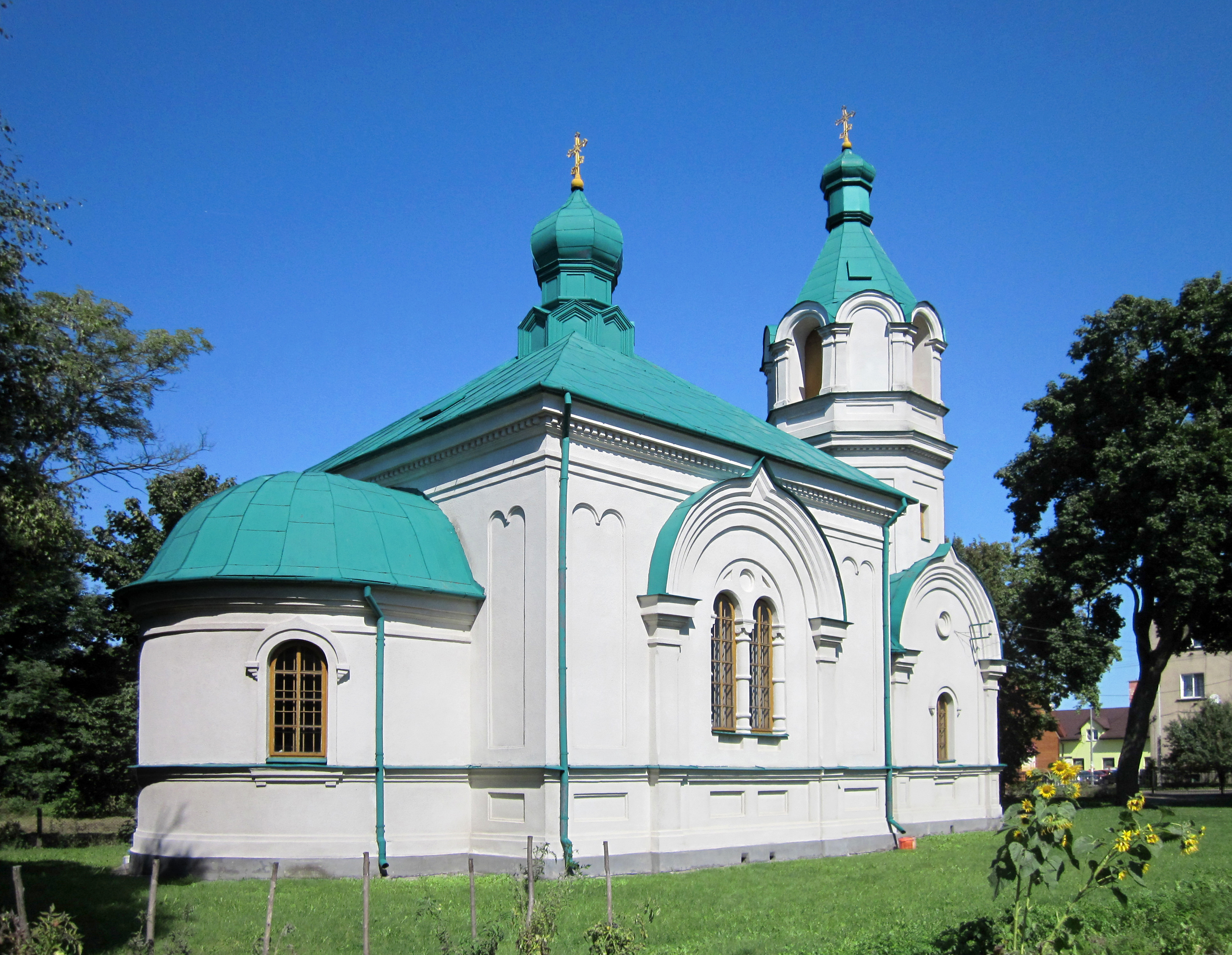
Православна церква Вознесіння Господнього (Цехановець)

Український переклад самоназви — Православна католична й апостольська церква (грец. Ορθόδοξη Καθολική και Αποστολική Εκκλησία), або скорочено й більш поширено — Православна церква. Інший варіант назви — Православна католична церква, що теологічно точніше, оскільки католична (грец. καθολική) і вселенська (грец. οικουμενική) — це різні богословські терміни. Слово «католична» у слов'янській традиції перекладається також як «соборна». Ще одна застаріла історична назва — «Греко-православна церква». У внутрішньому богословському вжитку мають поширення назви «Церква Христова», «Тіло Христове», «Єдина Свята Соборна Апостольська Церква» або просто «Церква». Поширена назва «Вселенське православ'я». Зазвичай саме в значенні Православної церкви вживається слово «православ'я». У полемічній літературі нового часу православ'я називалося «східною вірою».
Католицька церква, а саме Латинська церква теж вважає себе «православною» (ортодоксальною), хоч це й не відображено в її назві.
Загальноприйнята назва церкви «Православна церква» — це скорочена практичність, яка допомагає уникнути плутанини у користуванні. З давніх часів до першого тисячоліття грецька мова була найпоширенішою спільною мовою в демографічних регіонах, де процвітала Візантійська імперія, а грецька, будучи мовою, якою писався Новий Завіт, була основною літургійною мовою церкви. З цієї причини східні церкви іноді ідентифікували як «грецькі» (на відміну від «римської» або «латинської» церкви, яка використовувала латинський переклад Біблії), ще до Великого схизми 1054 р. Після 1054 р. «греко-православні» або «греко-католики» позначали церкву як спільну з Константинополем, як і «католицьку» для спілкування з Римом. Однак це ототожнення з грецькою з часом ставало дедалі заплутанішим. Місіонери принесли православ'я до багатьох регіонів без етнічних греків, де грецькою мовою не розмовляли. Крім того, боротьба між Римом та Константинополем за контроль над частинами Південно-Східної Європи призвела до перетворення деяких церков у Європі на «греко-католицькі», що вказувало на їх подальше використання візантійських обрядів. Сьогодні багато тих самих церков існують, тоді як дуже велика кількість православних не мають грецького національного походження і не використовують грецьку мову як культову.

### Ортодоксальність

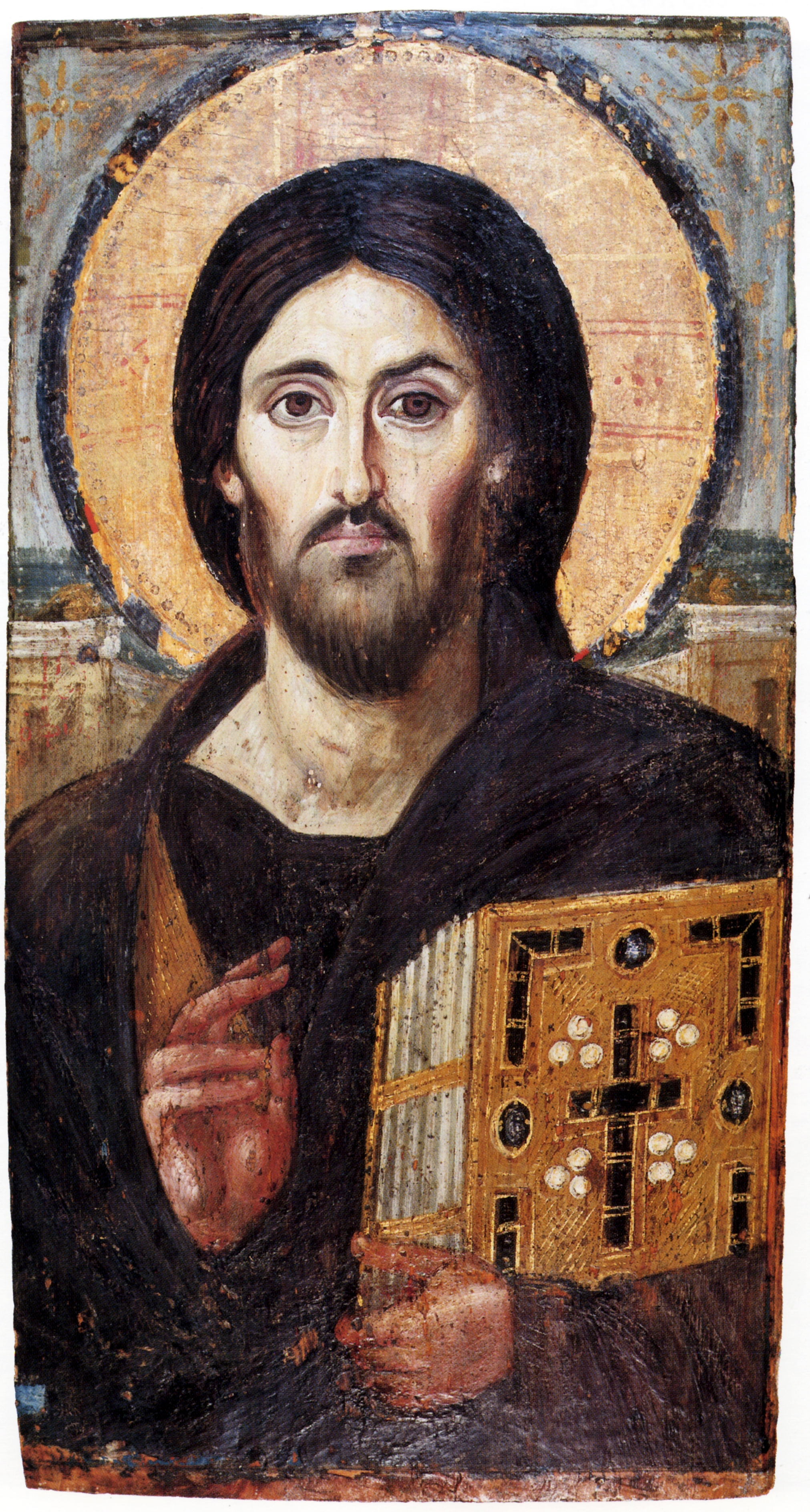
Христос Пантократор, 6 століття, монастир святої Катерини, Синай; найдавніша відома ікона Христа, в одному з найстаріших монастирів у світі.

Перше відоме використання фрази «католична церква» (he katholike ekklesia) відбулося в листі, написаному близько 110 р. від однієї грецької церкви до іншої (святий Ігнатій Антіохійський до Смірнанців). У листі сказано: «Де б не з'явився єпископ, там нехай будуть люди, навіть як там, де може бути Ісус, існує католична церква». Таким чином, майже з самого початку християни називали церкву «єдиною, святою, католичною (грец. καθολική — у цілому вселенською) та апостольською церквою». Православна церква стверджує, що сьогодні вона є продовженням та збереженням тієї самої ранньої церкви.
Ряд інших християнських церков також висуває подібні твердження: Римська католицька церква, англіканська спільнота, Ассирійська церква та орієнтальні православні. На думку православних, ассирійці та орієнтали покинули Православну церкву в роки після Третього Вселенського собору в Ефесі (431) та Четвертого Вселенського собору в Халкедоні (451), відповідно, у відмові прийняти христологічні визначення цих соборів. Подібним чином церкви в Римі та Константинополі розділилися в 1054 році, хоча це був скоріше поступовий процес, ніж раптовий розрив. Церква Англії вперше відокремилася від Католицької церкви, а не безпосередньо від Православної церкви, в 1530-х роках (і, після короткого возз'єднання в 1555 році, нарешті, знову в 1558 році). Таким чином, хоча воно було об'єднане з Православ'ям, коли було створено завдяки роботі святого Августина Кентерберійського на початку VII століття, його відділення від Православ'я відбулося опосередковано через Римський Престол.
Для всіх цих церков претензія на католичність (соборність, єдність із древньою Церквою) важлива з багатьох доктринальних причин, які мають більше значення в кожній церкві, ніж у їхньому відношенні до інших, які тепер відокремлені у вірі. Сенс дотримання віри, яка є істинною, є головною причиною того, чому твердження когось про те, яка церква відокремилася від якої іншої, взагалі має якесь значення; питання заглиблюються так само глибоко, як розколи. Глибина цього значення у Православній церкві реєструється спочатку при використанні самого слова «православна», об'єднання грецьких orthos («прямий», «правильний», «справжній», «правильний») та doxa («загальноприйняте переконання», від давнього дієслова δοκέω-δοκῶ, що перекладається «вірити», «думати», «вважати», «уявляти», «припускати»).
Подвійні значення doxa із «славою» або «прославленням» (Бога Церквою та Церкви Богом), особливо у поклонінні, дають пару «правильної віри» та «справжнього поклоніння». Разом вони виражають суть фундаментального вчення про нерозривність віри та поклоніння та їх роль у поєднанні церкви з Христом. Православна церква України та всі слов'янські церкви використовують назву «Православна», що означає «правильність прославлення», для позначення того, що є в англійському православ'ї, тоді як грузини використовують назву «Martlmadidebeli». Кілька інших церков у Європі, Азії та Африці також стали використовувати православні в своїх титулах, але все ще відрізняються від Православної церкви, як описано в цій статті.
Термін «Східна церква» (географічний схід у східно-західному схизмі) був використаний для відмежування її від західного загальновизнаного християнства (географічний Захід, який спочатку позначав католицьке спілкування, пізніше також різні протестантські та англіканські гілки). «Східний» використовується для позначення того, що найбільша концентрація присутності Православної церкви залишається у східній частині християнського світу, хоча вона зростає у всьому світі. Православні християни у всьому світі використовують різні етнічні чи національні юрисдикційні титули, або, зокрема, титул «східноправославний», «православний католик» або просто «православний».
Що об'єднує православних християн — це католична віра, яка переноситься через святу традицію. Ця віра виражається найбільш фундаментально в Писаннях і поклонінні, а останнє — по суті через хрещення та Божественну Літургію. Православні християни проголошують, що віра живе і дихає Божими енергіями у спілкуванні з церквою. Взаємоспілкування — це лакмусова папірка, за допомогою якої всі можуть побачити, що дві церкви мають однакову віру; відсутність взаємозв'язку (відлучення від церкви, буквально «поза спілкуванням») є ознакою різних вір, хоча деякі центральні теологічні моменти можуть бути спільними. Поділ вірувань може бути надзвичайно важливим, але це не є повною мірою віри, згідно з православними.
Рядки навіть цього тесту можуть розмитись, проте, коли виникають розбіжності не через доктрину, а через визнання юрисдикції. Оскільки Православна церква поширилася на захід та у всьому світі, церква в цілому ще не розібралася в усіх міжвідомчих питаннях, що виникли в процесі розширення, залишивши деякі області сумнівів щодо належного управління церквою. І як у стародавніх церковних переслідуваннях, наслідки переслідувань християн у комуністичних державах залишили за собою як певне управління, так і деякі питання віри, які ще не були повністю вирішені.
Усі члени Православної церкви сповідують одну і ту ж віру, незалежно від раси чи національності, юрисдикції чи місцевих звичаїв чи століття народження. Свята традиція охоплює розуміння та засоби, за допомогою яких ця єдність віри передається через межі часу, географії та культури. Це наступність, яка існує лише настільки, наскільки вона живе в самих християнах. Це не статичність, не спостереження за правилами, а скоріше обмін спостереженнями, що виникають як зсередини, так і у відповідності з іншими, навіть іншими, які жили давно минулим. Церква проголошує, що Святий Дух підтримує єдність і послідовність святої традиції, щоб зберегти цілісність віри в церкві, як це зазначено в обіцяннях з Писань.
Спільні вірування Православ'я та його теології існують в рамках святої традиції і не можуть бути відокремлені від неї, оскільки їх значення виражається не лише одними словами. Згідно з вченнями древньої Церкви, жодне поверхневе вірування ніколи не може бути ортодоксальним. Подібним чином примирення та єдність не є поверхневими, але їм моляться і доживаються.

### Католичність

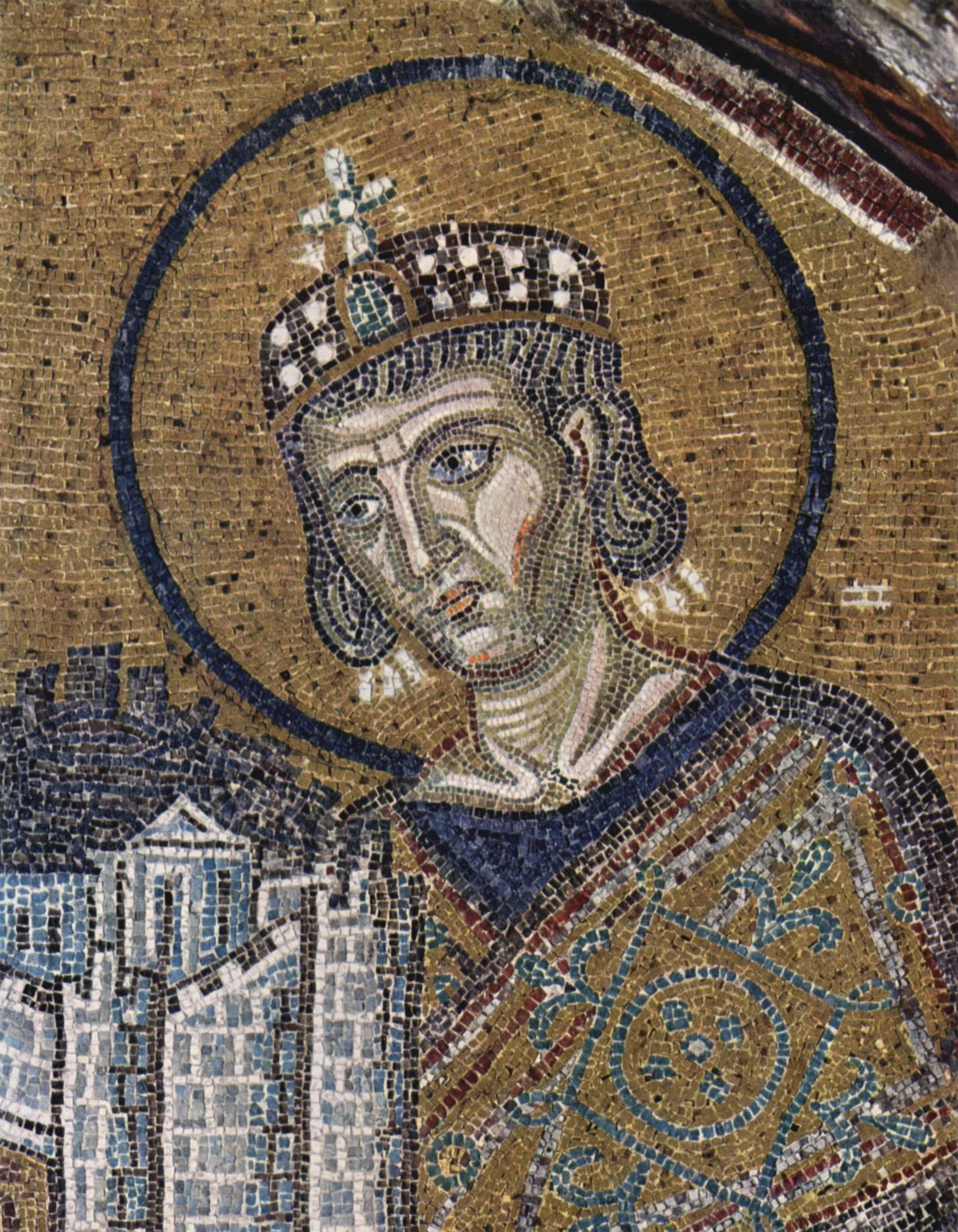
Імператор Костянтин представляє зображення Константинополя як данину престолу Марії та немовляті Ісусу в цій церковній мозаїці (Софія Софія, близько 1000)

Православна церква вважає себе одночасно православною і католичною. Вчення про католичність церкви, похідне від Нікейського символу віри, є важливим для східно-православної еклезіології. Термін католичність церкви (грецький Καθολικότης τῆς Ἐκκλησίας) використовується у своєму первісному значенні як позначення соборности церкви, зосередженої навколо Христа. Отже, східно-православна концепція соборности не зосереджена навколо жодного окремого місця, на відміну від Католицької церкви, яка має один земний центр.
Через вплив Католицької церкви на заході, де розвинулась сама англійська мова, іноді слова «католицька» та «католичність» використовуються для позначення цієї церкви. Однак найбільш відомим словниковим змістом, що надається для загального користування, як і раніше залишається той, який поділяють інші мови, маючи на увазі широту та соборність, що відображає всебічний обсяг. У християнському контексті християнська церква, як ототожнюється з первісною церквою, заснованою Христом та його апостолами, вважається соборною (або католичною) щодо свого єднання з Христом у вірі. Подібно до того, як Христос неподільний, так і єднання з Ним та віра в нього, завдяки чому церква є «католичною», не відокремленою та всеосяжною, включаючи всіх, хто розділяє цю віру. Православний єпископ Калістос Вейр назвав це «простим християнством». Саме в тому сенсі раннього та патристичного використання церква зазвичай називає себе «католичною церквою», чия віра є «православною вірою». Це також значення у фразі «єдина, свята, соборна та апостольська церква», яка зустрічається в Нікейському символі віри та згадується в православному богослужінні, наприклад в єктенії катехуменів у Божественній Літургії.
Внаслідок взаємного відлучення східно-західної Великої схизми в 1054 р. церкви в Римі та Константинополі вважали іншу церквою такою, що відійшла від справжньої церкви, залишивши на місці меншу, але все-таки католичну церкву. Кожен з них зберіг «католичну» частину свого титулу, «Римську католицьку церкву» (або просто Католицьку церкву), з одного боку, і «Православну католичну церкву», з іншого, кожна з яких визначалася з точки зору взаємозв'язку з або Рим, або Константинополь. Хоча Православна церква визнає спільне з іншими церквами, включаючи Католицьку церкву, вона розглядає соборність із точки зору повного єднання у спілкуванні та вірі з церквою протягом усього часу.

## Устрій і головування

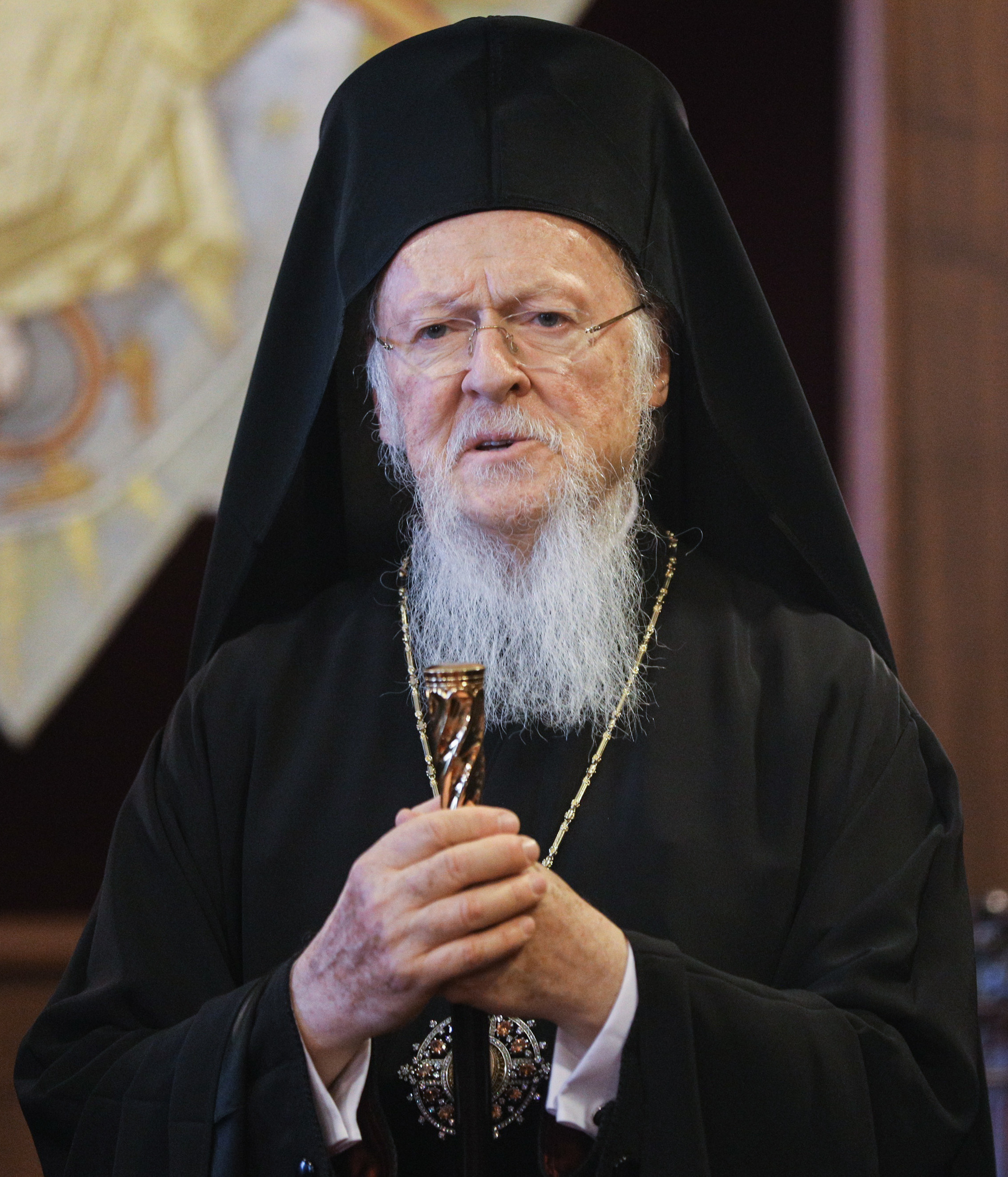
Вселенський патріарх Константинополя Варфоломій I, 2018

Релігійною владою для східного православ'я не є Патріарх, як у католицизмі Папа Римський, і не Біблія, як у протестантизмі, а Писання, як їх тлумачать сім Вселенських соборів Імператорської Римської церкви. Православна церква — це спільнота «автокефальних» (грецькою мовою означає самоглавних) церков, причому Вселенський патріарх Константинополя є єдиним автокефальним головою, який має титул primus inter pares, що означає «першим серед рівних» на латині. Константинопольський патріарх має честь першости, але його титул є лише першим серед рівних і не має реальної влади над церквами, крім Константинопольської. Часом посада Вселенського патріарха була звинувачена в Константинопольському або Східному папізмі. Православна церква вважає Ісуса Христа головою церкви, а церкву — його тілом. Вважається, що влада і благодать Божа безпосередньо передаються православним єпископам і духовенству через покладання рук — практика, розпочата апостолами, і що цей неперервний історичний та фізичний зв'язок є важливим елементом справжньої церкви. Православна церква стверджує, що апостольська спадкоємність вимагає апостольської віри, а єпископи без апостольської віри, які перебувають у єресі, відмовляються від претензії на апостольську спадкоємність.
Східно-православне спілкування організоване в декілька регіональних церков, які є автокефальними церковними органами, об'єднаними в богослов'я та богослужіння. Сюди входять п'ятнадцять автокефальних церков Константинополя, Александрії, Антіохії, Єрусалиму, Грузії, Кіпру, Болгарії, Сербії, Росії, Греції, Польщі, Румунії, Албанії, Чехії та Словаччини й України. Кожна церква має правлячого єпископа та святий синод, який керуватиме своєю юрисдикцією та керуватиме православною церквою у збереженні та навчанні апостольських та патристичних традицій та церковних практик.
Кожен єпископ має територію, якою він керує. Його головний обов'язок — забезпечити збереження традицій і звичаїв Православної церкви. Єпископи мають рівні повноваження і не можуть втручатися в юрисдикцію іншого єпископа. В адміністративному порядку ці єпископи та їх території об'єднуються в різні автокефальні групи або синоди єпископів, які збираються разом принаймні два рази на рік, щоб обговорити стан справ у відповідних державах. Хоча єпископи та їх автокефальні синоди мають можливість керувати керівництвом в окремих випадках, їх дії, як правило, не створюють прецедентів, які впливають на всю Православну церкву. Єпископи майже завжди обираються з монастирських чинів і повинні залишатися неодруженими.

### Церковні собори

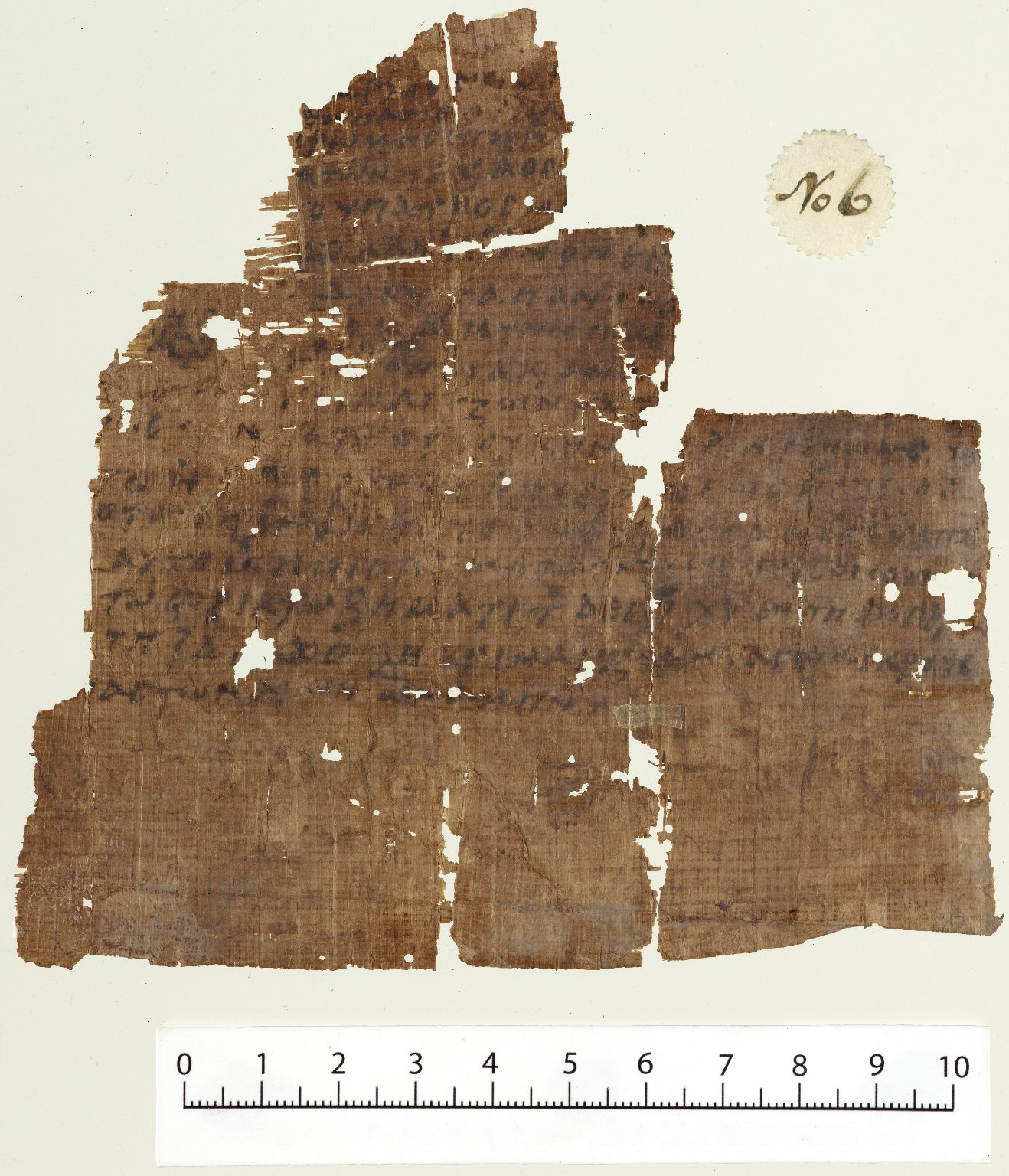
Найдавніший збережений рукопис Нікейського віросповідання, датований V ст.

Було кілька разів, коли виникали альтернативні теологічні ідеї, щоб кинути виклик православній вірі. У такі часи православне спілкування вважало за необхідне скликати загальний або «великий» собор усіх доступних єпископів у всьому світі. Православна церква вважає, що сім вселенських соборів, що проходили між IV і VIII століттями, є авторитетними.
Вселенські собори мали демократичну форму, кожен єпископ мав один голос. Хоча присутні і мали право виступати перед радою, члени Імператорського римсько-візантійського суду, абати, священники, диякони, ченці та миряни не мали права голосувати. Першочерговою метою цих великих синодів було перевірити та підтвердити основні вірування Великої християнської церкви як істину та усунути як єресь будь-які фальшиві вчення, які могли б загрожувати церкві. У той час Римський Папа Римський займав позицію primus inter pares («перший серед рівних»), і хоча він не був присутній на жодному з соборів, він продовжував носити цей титул до східно-західного розколу 1054 року.
Інші собори допомогли визначити східно-православну позицію, зокрема Трулльський собор, Константинопольські собори 879–880, 1341, 1347, 1351, 1583, 1819 і 1872, Ясський собор 1642; Всеправославний синод в Єрусалимі, 1672; Всеправославний собор, який відбувся у Греції у 2016 році, був єдиним подібним східно-православним собором у наш час.
Згідно з православним вченням, позиція «першого серед рівних» не надає додаткової влади чи повноважень єпископу, який її виконує, а скоріше, що ця особа є організаційним головою ради рівних (як президент). Його слова та думки не мають більше розуміння чи мудрості, ніж будь-який інший єпископ. Вважається, що Святий Дух керує Східною православною церквою через рішення всього собору, а не однієї людини. Крім того, рішення собору повинні бути прийняті всією Православною церквою, щоб вони були дійсними.
Одним із рішень, прийнятих Першим Константинопольським собором (другим Вселенським собором, засіданням 381 р.) І підтриманим пізніше такими соборами, було те, що Константинопольському Патріарху слід надати однакову честь Римському Папі, оскільки Константинополь «Новий Рим». Відповідно до третього канону другого вселенського собору: «Оскільки [Константинополь] — це новий Рим, єпископ Константинополя повинен користуватися почесними привілеями після єпископа Риму». Це означає, що обидва користуються однаковими привілеями, оскільки обидва є єпископами імперських столиць, але єпископ Риму буде передувати єпископу Константинополя, оскільки Старий Рим передує Новому Риму.

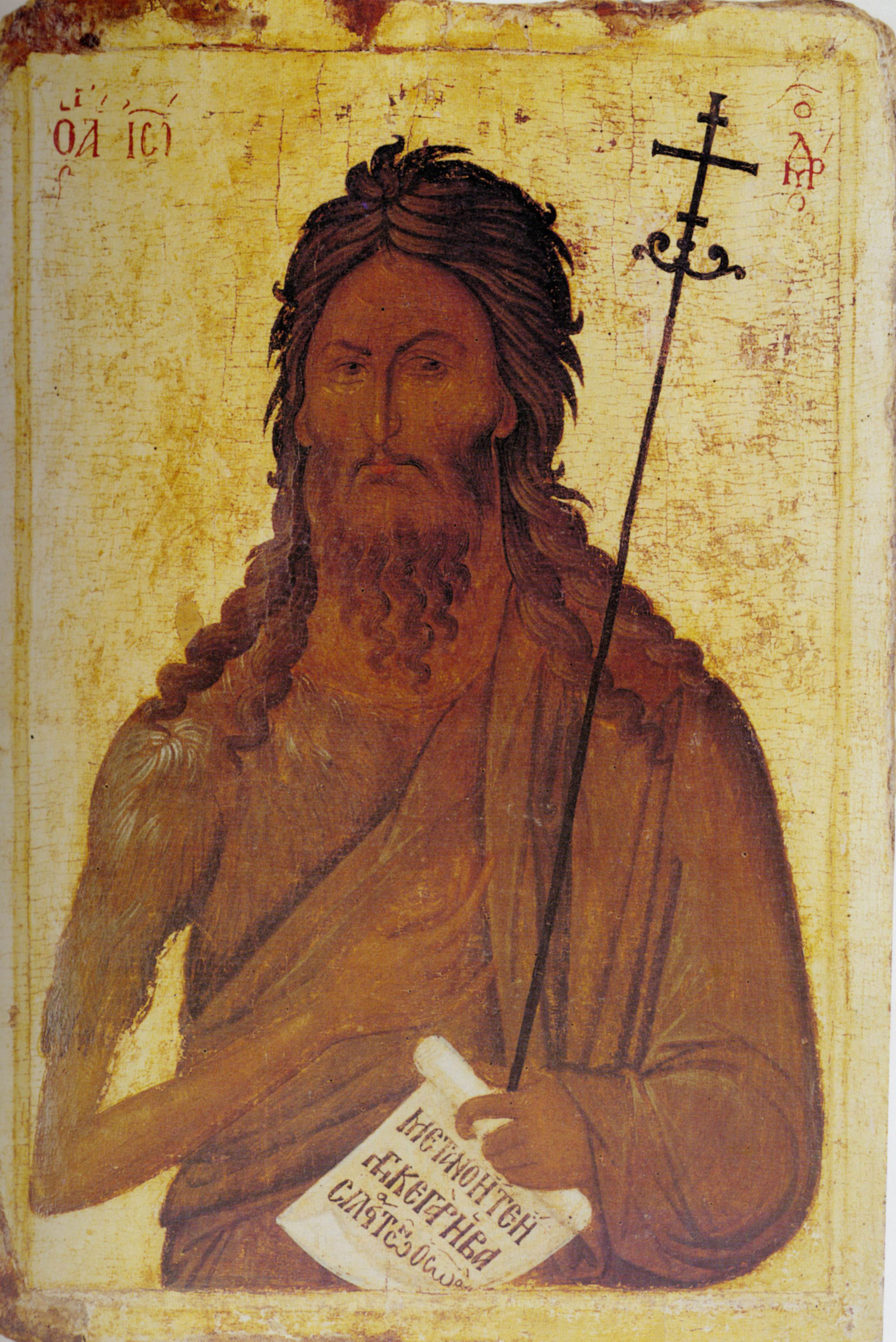
Ікона святого Івана Хрестителя, XIV століття, Північна Македонія

28-й канон четвертого Вселенського собору пояснив цей момент, сказавши: «Отці справедливо надавали привілеї престолу Старого Риму, оскільки це було королівське місто. І Сто п'ятдесят найрелігійніших єпископів (тобто другий Вселенський собор у 381), приведений в дію з тим самим розглядом, дав рівні привілеї найсвятішому престолу Нового Риму, справедливо судячи з того, що місто, яке вшановується Суверенітетом і Сенатом і яке користується рівними привілеями зі старим імператорським Римом, повинно було б і в церковних справах бути збільшеною такою, якою вона є».
Через розкол східні православні вже не визнають першості Римського Папи. Тому Константинопольський патріарх, як і Папа Римський до нього, зараз користується титулом «першого серед рівних».

### Кількість вірян
Політика, війни, переслідування, утиски та пов'язані з ними потенційні загрози можуть ускладнити отримання точного підрахунку членства в православних, у кращому випадку в деяких регіонах. Історично склалося так, що примусові міграції також змінили демографічні показники за відносно короткі періоди часу. На сьогоднішній день за найнадійнішими оцінками кількість православних прихильників становить близько 220 мільйонів у всьому світі, що робить східне православ'я другим за величиною християнським причастям у світі після Католицької церкви. Численні протестантські групи у світі, якщо взяти їх у сукупності, значно перевершують східних православних, але вони різняться теологічно і не складають єдиного спілкування. Згідно з Щорічником міжнародної релігійної демографії за 2015 рік, кількість східно-православного населення в 2010 році зменшилась до 4 % від загальносвітового населення з 7,1 % від світового населення у 1910 році. За тим же джерелом, у перерахунку на загальну кількість християнського населення відсотки становили 12,2 % та 20,4 % відповідно.
Більшість членів сьогодні зосереджені в Південній Європі, Східній Європі та Азійській Росії, крім значних меншин у Центральній Азії та Леванті, хоча Православ'я поширилося у глобальну релігію до Західної Європи та Нового Світу, а церкви в більшості країн і основні міста. Прихильники становлять найбільшу єдину релігійну віру в найбільшій країні світу — Росії, де проживає приблизно половина східних православних християн. Вони є релігією більшості в Україні, Румунії, Білорусі, Греції, Сербії, Болгарії, Молдові, Грузії, Північній Македонії, Кіпрі та Чорногорії. Значні меншини східних православних присутні в Боснії та Герцеговині (абсолютна більшість у Республіці Сербській), Латвії, Естонії, Казахстані, Киргизії, Лівані, Албанії, Сирії та багатьох інших країнах.
Втім, у Македонії та Чорногорії значна частина населення відносить себе до невизнаних православних спільнот МПЦ і ЧПЦ, які не є частиною Вселенської православної церкви (перебувають поза євхаристійним спілкуванням з нею).

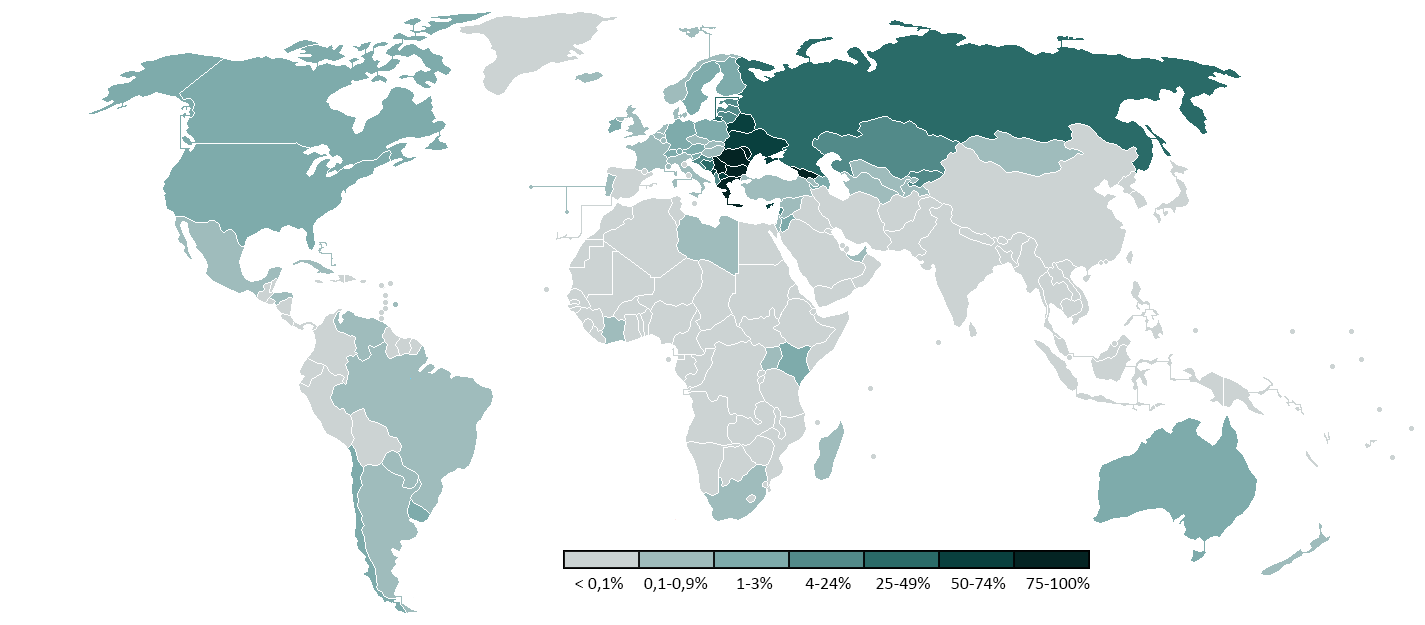
Православна церква за відсотком вірних у країні (за даними RCS-Dem/ARDA на 2015 рік).

Відсоток християн у Туреччині впав з 19 % у 1914 році до 2,5 % у 1927 році, головним чином через переслідування, включаючи геноцид вірмен, грецький геноцид, ассирійський геноцид та подальший обмін населеннями між Грецією та Туреччиною, обмін населеннями між Болгарією та Туреччиною та пов'язана з ними еміграція християн до зарубіжних країн (переважно в Європі та Америці). Сьогодні налічується понад 160 000 людей (близько 0,2 %) різних християнських конфесій.
Завдяки переважно трудовій міграції зі Східної Європи та певним наверненням, православне християнство є найбільш швидкозростаючою релігійною групою в деяких західних країнах, наприклад, в Ірландській Республіці, але православ'я не є «центральним маркером ідентичності меншини» для мігрантів. У США кількість православних парафій зростає.

## Віровчення

### Трійця

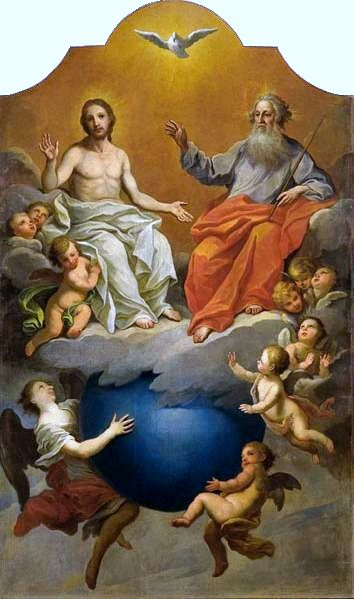
Свята Трійця, зображена Шимоном Чеховичем (1756—1758)

Православні християни вірять у єдиного Бога у трьох проявах (іпостасях): Бог-Отець — причина або джерело Божества, що вічно і безначально перебуває, від нього вічно і безначально народжується Бог-Син та вічно і безначально сходить Бог-Дух Святий. Свята Трійця — це три окремі особи (іпостасі), без перекриття чи подібності між ними, що є однією божественною сутністю (усією) — нествореною, нематеріальною та вічною. Православна доктрина про Святу Трійці викладена у Символі Віри.
У дискусіях щодо відношення Бога до «його творіння», Православ'я дотримується концепції розрізнення вічної сутності Бога, що «є повністю непізнаваною», та нествореними енергіями (благодаттю) через які він діє на створений світ і людей. Проте це умовне розрізнення, а не реальне розділення. Бог непізнаваний і Бог, що досягає нас — один і той же Бог.
«Вершина православ'я в тому, щоб у чистоті споглядати і знати дві догми віри — себто Трійцю і Двійцю. Споглядати і пізнавати Трійцю в одиниці як незлитну й нероздільну, а Двойцю Христових природ в одній іпостасі, себто єдиного Сина ісповідувати у двох природах і до Воплочення, і після нього, і знати у двох волях — божественній і людській — незлитно славленого» — св. Григорій Синаїт.

### Гріх, спасіння та втілення

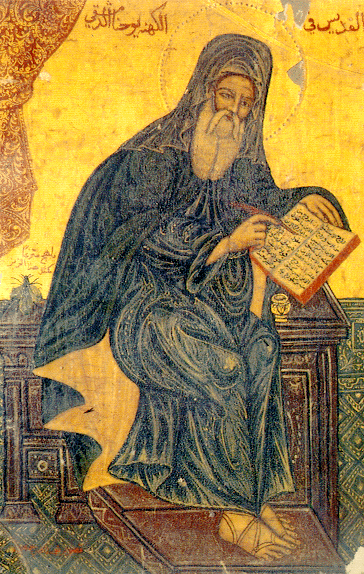
Іван Дамаскин

Згідно зі східною православною вірою, у певний момент на початку людського існування людство постало перед вибором: дізнатися різницю між добром і злом за допомогою спостереження чи участі. Біблійна історія про Адама та Єву стосується цього вибору людством участі у злі, здійсненого через непокірність Божому наказу. І намір, і дія були окремі від Божої волі; саме ця розлука визначає і позначає будь-яку операцію як гріх. Розлука з Богом спричинила втрату (падіння) Його благодаті, відірвання людства від свого творця та джерела його життя. Кінцевим результатом стало зменшення людської природи та її схильність до смерті та корупції, подія, яку зазвичай називають «падінням людини».
Коли православні християни посилаються на занепалу природу, вони не говорять про те, що людська природа сама по собі стала злом. Людська природа все ще формується за образом Бога; люди все ще є Божим творінням, і Бог ніколи не створював нічого злого, але впала природа залишається відкритою для злих намірів і вчинків. Іноді серед православних говорять, що люди «схильні до гріха»; тобто люди вважають деякі гріховні речі привабливими. Природа спокуси зробити так, щоб грішні речі здавалися більш привабливими, і саме впала природа людей прагне або піддається привабливості. Православні християни відкидають позицію Августина про те, що нащадки Адама та Єви насправді винні у первородному гріху своїх предків. Але як будь-який вид породжує собі подібних, так і впалі люди породжують впалих людей, і з самого початку існування людства люди лежать відкритими для гріха за власним вибором.
Тоді від падіння людини людство постало перед дилемою, що жодна людина не може відновити свою природу до єднання з Божою благодаттю; необхідно було, щоб Бог здійснив чергову зміну в людській природі. Православні християни вірять, що Христос Ісус був і Богом, і Людиною абсолютно і цілком, маючи дві природи неподільно: вічно народжений від Отця в його божестві, він народився в своїй людяності жінки, Марії, за її згодою, через зішестя Святого Дух. Він жив на землі, у часі та історії, як людина. Як чоловік він також помер і пішов до місця загиблих, тобто Аїда. Але будучи Богом, ні смерть, ні Аїд не могли його утримати, і він знову ожив у своїй людяності силою Святого Духа, знищуючи тим самим силу Аїду та самої смерті. Завдяки Божій участі в людстві людська природа Христа, вдосконалена і поєднана з Його божественною природою, піднялася на небо, щоб царювати у спілкуванні з Отцем і Святим Духом.
Цими актами спасіння Христос забезпечив полегшеному людству шлях до порятунку від його грішної природи. Православна церква вчить, що через хрещення у смерть Христа і смерть людини до гріха в покаянні, з Божою допомогою людство може також піднятися разом із Христом на небо, зцілившись від порушення людської впалої природи і повернувшись до Божої благодаті. Для православних християн цей процес означає те, що означає «спасіння», яке складається з християнського життя. Кінцевою метою є теоза про ще більш тісний союз з Богом і більш близьку подобу до Бога, ніж існував в Едемському саду. Цей процес називається обожненням або «Бог став людиною, щоб людина стала богом». Однак слід підкреслити, що православні християни не вірять, що людина стає Богом за своєю суттю, або Богом за своєю природою. Точніше, спасительна робота Христа дозволяє людині в її людській натурі стати «учасниками Божественної природи» (2 Петр. 1:4); тобто людина єднана з Богом у Христі.
Завдяки знищенню Христом сили Аїда утримувати людство в заручниках, він зробив шлях до порятунку для всіх праведників, які померли від початку часів, врятувавши багатьох, зокрема Адама та Єву, яких у церкві згадують як святих.
Східні православні відкидають ідею, що Христос помер, щоб дати Богові «задоволення», як навчав Ансельм, або як каральний замінник, як навчали реформатори. Гріх (відокремлення від Бога, котрий є джерелом усього життя) — це власне покарання, здатне ув'язнити душу в існуванні без життя, без нічого доброго та без надії: пекло будь-якою мірою. Життя на землі — це Божий дар, щоб дати людству можливість здійснити свій вибір: розлуку чи єднання.

### Воскресіння Христа
Православна церква розуміє смерть та воскресіння Ісуса як справжні історичні події, як це описано в євангеліях Нового Завіту. Вважається, що Ісус Христос, Син Божий, згідно з православним вченням, у своєму людстві буде (тобто в історії) розп'ятий і помер, зійшовши в Аїд (Шеол), місце мертвих, як це роблять усі люди. Але він, один серед людей, має дві природи, одну людину, одну божественну, які неподільні та невіддільні. Аїд не міг стримати безмежного Бога. Христос у своїй божественній природі захопив ключі Аїду і розірвав узи, які ув'язнили людські душі, які були там, через їх відділення від Бога.
Також смерть не могла утримати Сина Божого, джерела життя, який виник із смерті навіть у його людській природі. Не тільки це, але він відкрив ворота Аїда всім праведним мертвим минулих віків, врятувавши їх від загиблої людської природи і повернувши їх до природи благодаті з Богом, повернувши їх до життя, цього разу в Божому небесному царстві. І цей шлях він відкрив усім, хто вирішив піти за ним у часі, який ще має прийти, тим самим врятувавши людський рід. Так східні православні щороку під час Паски (Великодня) проголошують, що Христос «смертю смерть подолав, а тим, хто в гробах, життя дарував».
Святкування Воскресіння Христового є центральною подією в літургійному році Православної церкви. Згідно з православною традицією, кожна людина може прийняти це безсмертя, яке було б неможливим без Воскресіння; це головна обіцянка, дана Богом у Новому Завіті. Кожен святий день східно-православного літургійного року прямо чи опосередковано стосується Воскресіння. Кожна неділя особливо присвячена святкуванню Воскресіння та триєдиного Бога. У літургійних пам'ятях Страстей Христових під час Страсного тижня часто згадуються про остаточну перемогу після її завершення.

### Християнське життя
Церковне вчення полягає в тому, що православні християни через хрещення вступають у нове спасительне життя через покаяння, метою якого є участь у житті Бога завдяки ділу Святого Духа. Східно-православне християнське життя — це духовне паломництво, у якому кожна людина, наслідуючи Христа та ісихазм, культивує практику невпинної молитви. Кожне життя відбувається в житті церкви як члена тіла Христа. Тоді завдяки вогню Божої любові під дією Святого Духа кожен член стає більш святим, більш цілісно поєднаним із Христом, починаючи з цього життя і продовжуючи в наступному. Церква вчить, що кожен, народжений за образом Божим, покликаний до теозису, здійснення образу за подобою до Бога. Бог-Творець, маючи божественність за своєю природою, пропонує кожній людині участь у божественності, спільно приймаючи Його дар благодаті.
Православна церква, розуміючи себе як Тіло Христове, і так само розуміючи християнське життя, яке веде до об'єднання в Христі всіх членів Його тіла, розглядає церкву як охоплює всіх членів Христа, тих, хто зараз живе на землі, а також усіх тих, хто через віки перейшов до небесного життя. До церкви входять християнські святі всіх часів, а також судді, пророки та праведні євреї першого завіту, Адам та Єва, навіть ангели та небесні війська. На православних богослужіннях земні члени разом з небесними членами поклоняються Богу як єдиній спільноті у Христі, в союзі, який перевершує час і простір і приєднує небо до землі. Цю єдність церкви іноді називають спілкуванням святих.

### Діва Марія та святі

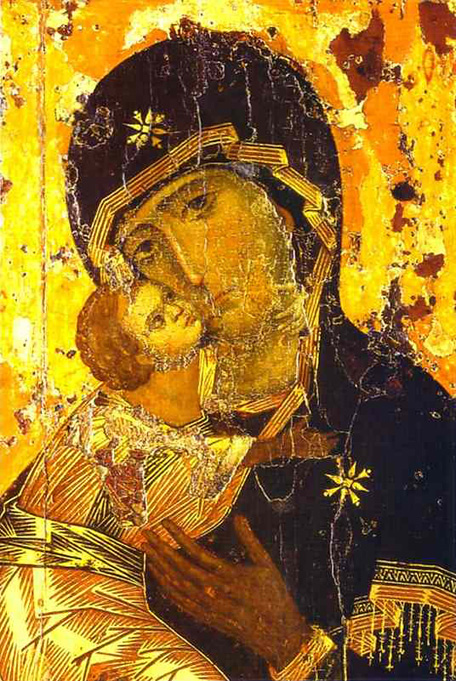
Володимирська ікона Божої Матері — одна з найбільш шанованих у Православ'ї

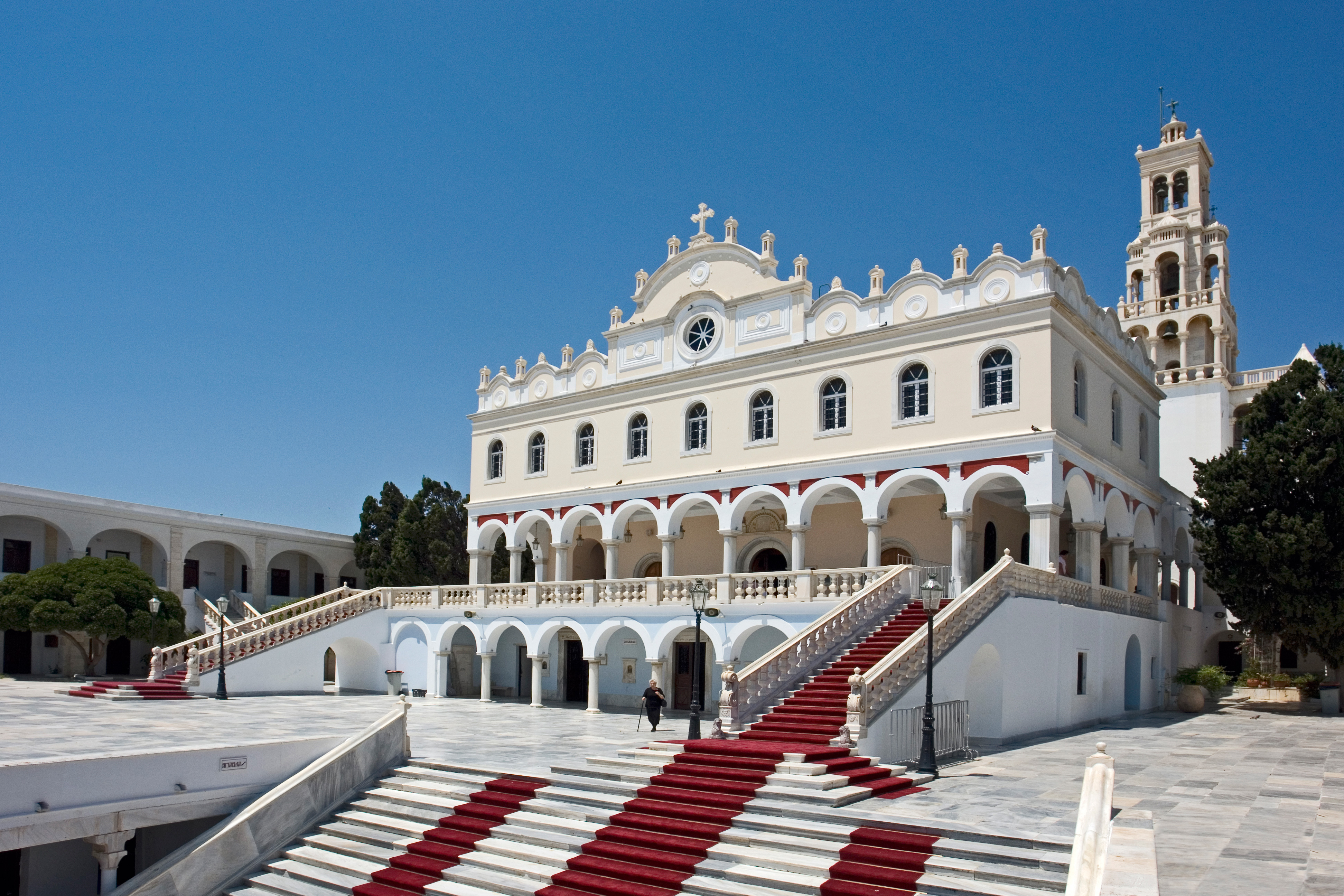
Богоматір Тіноська — головна маріанська святиня Греції

Православна церква вірить, що смерть та розділення тіла і душі є неприродними, результатом людського падіння. Тому спільнота церкви включає не лише живих, а й померлих. Усі люди, які зараз перебувають на небі, вважаються святими, незалежно від того, відомі їхні імена. Однак є такі святі відзнаки, яких Бог виявив як особливо добрі приклади. Коли святий виявляється і в кінцевому рахунку визнається великою частиною церкви, святкується служба офіційного визнання (прославлення).
Це не «робить» людину святою; воно просто визнає факт і повідомляє його решті церкви. Призначається день для святкування святого, складання гімнів та створення ікон. У кожен день року відзначають численні святі. Їх шанують (виявляють велику повагу та любов), але їм не поклоняються, бо поклоніння належить лише Богові (цього погляду дотримуються також Орієнтальні православні церкви та Католицька церкви). Проявляючи святим любов і просячи їх молитви, східні православні виявляють свою віру, що таким чином святі допомагають у процесі спасіння для інших.
Найвидатнішою серед святих є Діва Марія (яку зазвичай називають Богородицею або Благославенною) («Мати Божа»). У православному богослов'ї Богородиця — це сповнення старозавітних архетипів, виявлених у Ковчегу Завіту (бо вона несла Новий Завіт в особі Христа) та палаючого куща, що з'явився перед Мойсеєм (символізуючи Богородицю носіння Бога, не поглинаючись). Відповідно, східні православні вважають Марію Ковчегом Нового Завіту і віддають їй повагу та шану як такі. Богородиця, у православному вченні, була обрана Богом, і вона вільно співпрацювала в цьому виборі бути Матір'ю Ісуса Христа, Боголюдиною.
Східні православні вірять, що Христос з моменту свого зачаття був і повністю Богом, і повністю людиною. Марію, таким чином, називають Богородицею або Богородицею як підтвердження божественності того, кого вона народила. Вважається також, що її незайманість не була порушена під час зачаття втіленого Бога, що їй не було завдано шкоди і що вона назавжди залишилася незайманою. Біблійні посилання на «братів» Христа тлумачаться як споріднені, враховуючи, що слово «брат» вживалося по-різному, як і термін «батько». Завдяки своєму унікальному місцю в історії спасіння, Марію шанують понад усіх святих і особливо шанують за велику справу, яку Бог здійснив через неї.
Православна церква вважає тіла всіх святих святими, зробленими такими за участю у святих таїнствах, особливо причасті святого тіла і крові Христа, та поселенням Святого Духа в церкві. Дійсно, те, що особи та фізичні речі можна освятити, є наріжним каменем доктрини Втілення, що виявляється також безпосередньо Богом у часи Старого Завіту через його житло в Ковчегу Завіту. Отже, фізичні предмети, пов'язані зі святими, також вважаються святими через їхню участь у земних справах цих святих. Згідно з церковним вченням і традицією, сам Бог свідчить про цю святість мощей святих через безліч пов'язаних з ними чудес, про які повідомлялося протягом історії з біблійних часів, часто включаючи зцілення від хвороб та травм.

### Есхатологія

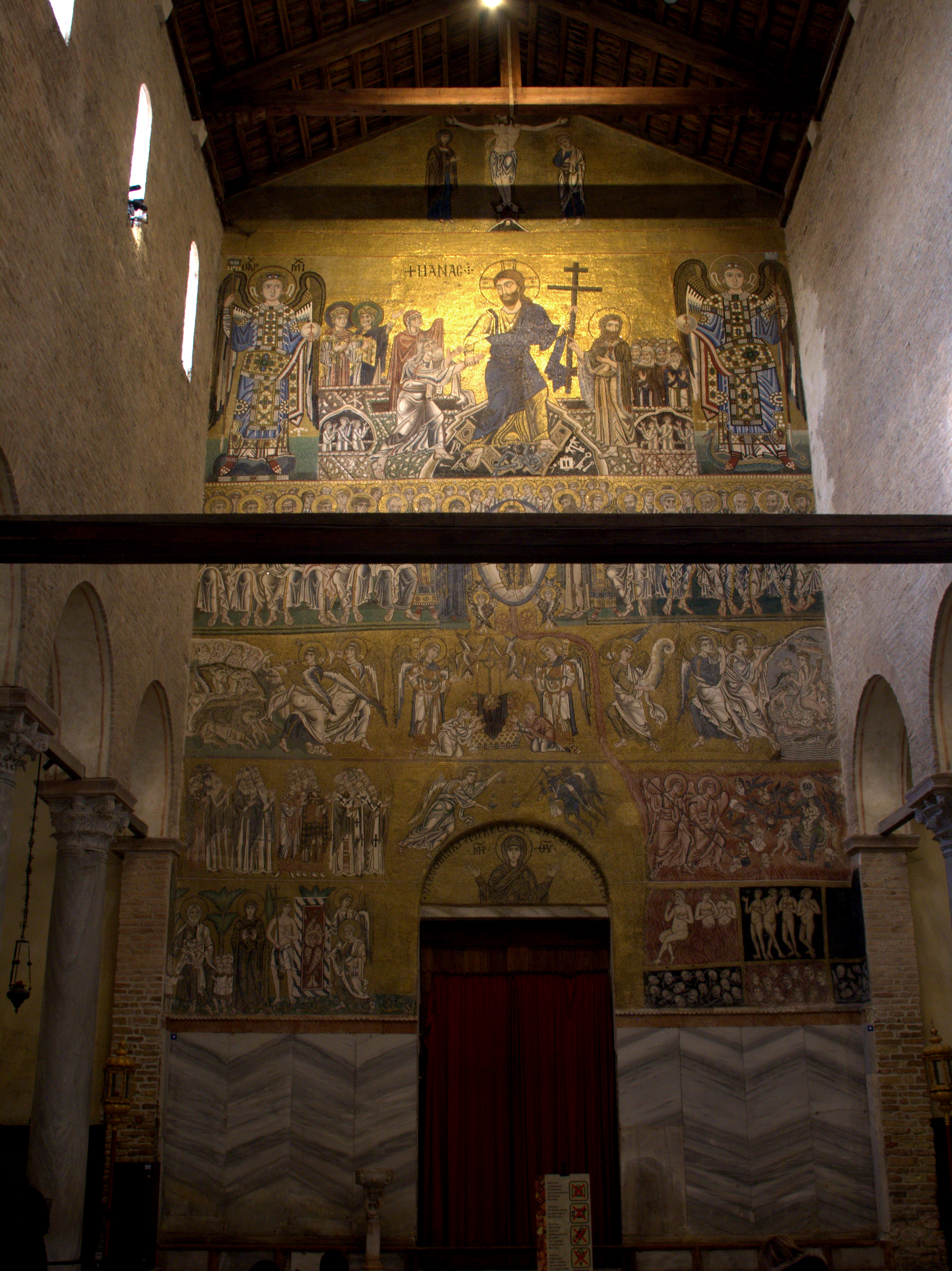
Останній суд: візантійська мозаїка XII століття з собору Торчелло

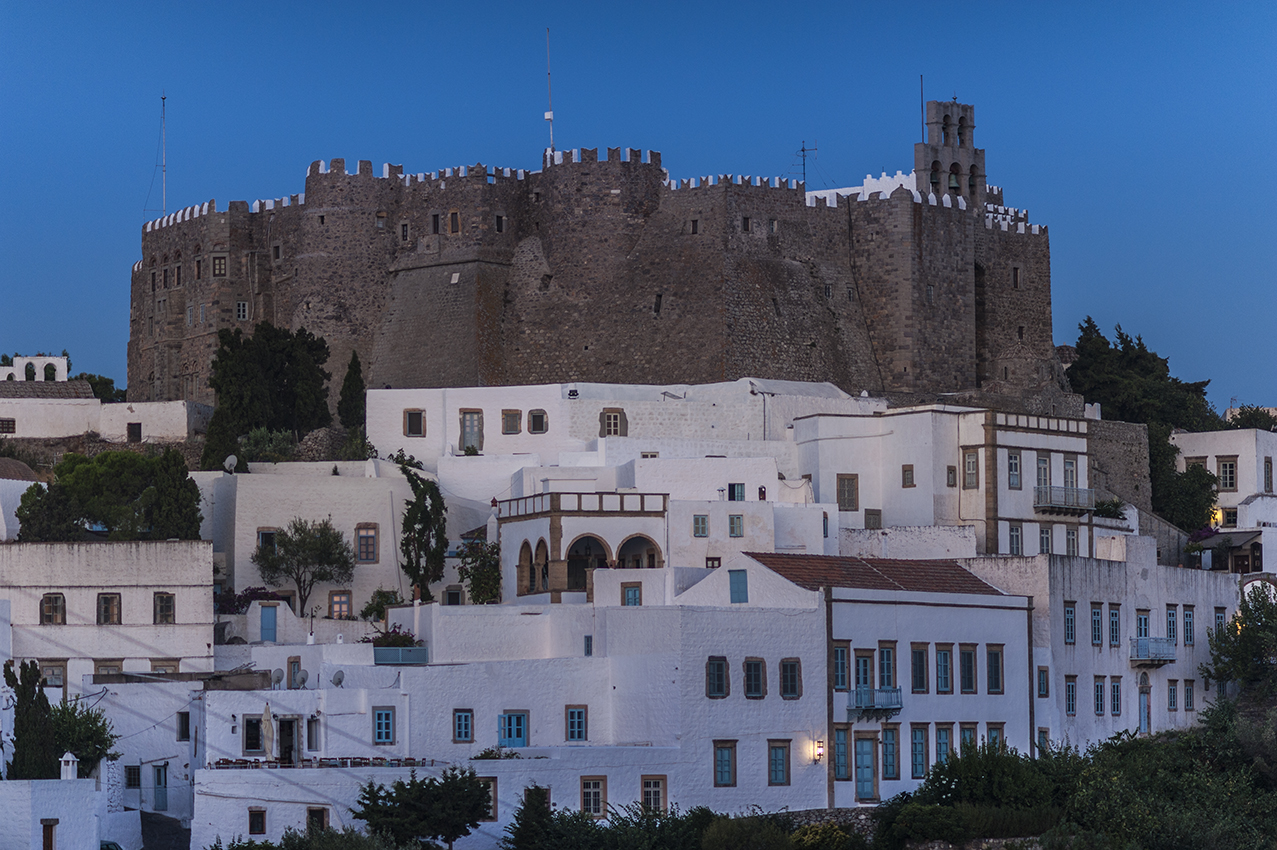
Монастир Івана Богослова в Патмосі, де була написана Книга Одкровення

Есхатологічні пророцтва, відомі ще з книг Старого Заповіту, займають одне з центральних місць Євангелій та є головною темою книги Об'явлення Івана Богослова. Вважається, що християни перших віків очікували швидкого кінця світу, який мав статись за їхнього життя.
Згідно з православним вченням, Христос має повернутись на Землю, що буде знаменувати остаточну поразку зла та створення Нового Світу. Православ'я відкидає буквальну віру у тисячолітнє царство, згідно з яким перед Страшним судом Христос буде правити світом тисячу років.
На відміну від католицтва, православ'я не має догматизованого погляду на питання вічності мук грішників та меж спасіння. Більш популярною є віра в те, що грішники не зможуть увійти в Царство Небесне та отримають вічні муки. Ідею спасіння всіх (та заперечення вічності адських мук) пропагували Ориген, Григорій Ніський, Ісаак Сирин та на її захист стали кілька авторів XX ст..
Есхатологія може розглядатись як процес, який вже почався від Воскресіння Христа (довершена есхатологія), так і як подія, яка має відбутись у майбутньому (футуристична есхатологія). Обидва погляди мають обґрунтування у цитатах з Нового Заповіту та антиномічно співіснують.
Іконографічні зображення Страшного суду традиційно розміщуюються на задній (західній) стіні будівлі церкви. Так само його часто малюють на стінах Трапези (трапезної) в монастирі.
За одним з поширених поглядів у Східному православ'ї, Пекло, хоча його часто описують у метафорі як покарання, завдане Богом, насправді є відмовою душі від нескінченної Божої любові, яка пропонується вільно і рясно кожному.
Східні православні вважають, що після Страшного суду:
- Усі душі возз'єднаються зі своїми воскреслими тілами.
- Усі душі повністю відчують свій духовний стан.
- Досконалі, святі назавжди прогресують до глибшої і повнішої любові до Бога, яка прирівнюється до вічного щастя.

### Біблія
Офіційна Біблія Православної церкви містить текст Септуагінти Старого Завіту з Книгою Даниїла, поданою у перекладі Теодотіона. Патріарший текст використовується для Нового Завіту. Православні християни вважають, що Біблія є словесною іконою Христа, проголошеною на 7-му Вселенському соборі. Вони позначають Біблію як святе Письмо, що означає твори, що містять основоположні істини християнської віри, якими Христос і Святий Дух відкрили її богонатхненних людських авторів. Святе Письмо є основним і авторитетним письмовим свідченням святої традиції і є важливим як основа для всіх православних вчень і вірувань. Біблія містить єдині тексти, які вважаються придатними для читання на православних богослужіннях. Через багато цитат з Писань, вбудованих у самі тексти богослужінь, часто говорять, що східні православні моляться Біблії, а також читають її.

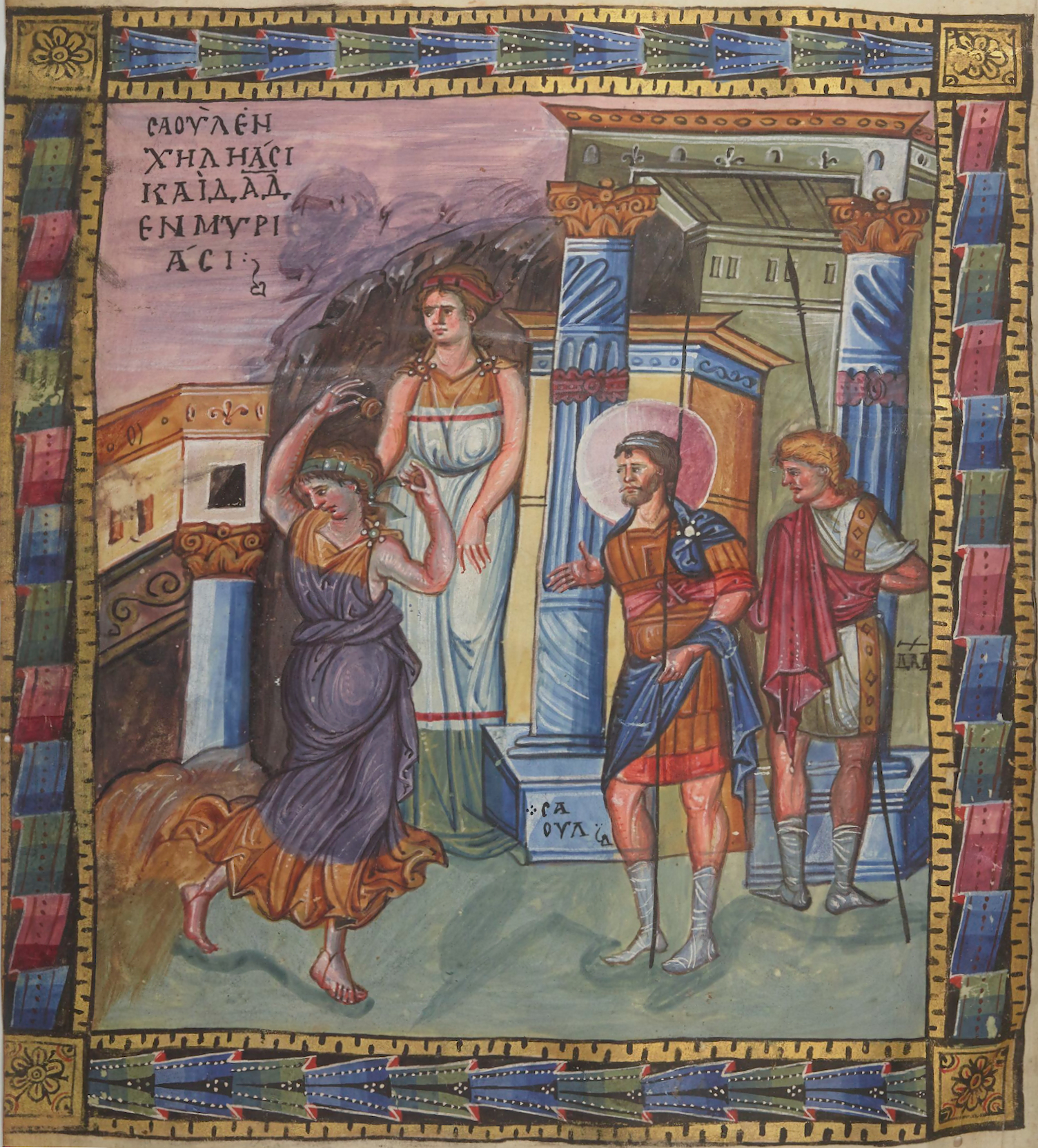
Давид, прославлений ізраїльськими жінками з Паризького Псалтиря, приклад македонського мистецтва (візантійського) (іноді його називають македонським Відродженням)
Святий Ієронім завершив відомий переклад Вульгати латинською мовою лише на початку V століття, приблизно в той час, коли прийняті списки Писань були вирішені на заході. На вирішенні списків, що там використовувались, на схід пішло більше століття, і закінчився прийняттям кількох додаткових праць Септуагінти, які не з'явились у списках Заходу. Відмінності були незначними і, як вважалося, не порушували єдности віри, поділеної між Сходом та Заходом. Вони не зіграли ролі в розколі в XI столітті, який відокремив Латинський Престол від Константинопольського та інших апостольських православних церков, і, як мінімум, залишився без суперечок на Сході чи Заході щонайменше тисячу років. Лише в XVI столітті протестанти Реформації оскаржили списки, проголосивши канон, який відкидав ті книги Старого Завіту, які не з'являлися в єврейській Біблії III століття. У відповідь католицька та Православна церкви підтвердили прийняті списки Писань у більш офіційних канонах.
Ніколи не виникало жодних сумнівів, що Православна церква вважає повний перелік книг шанобливим і корисним для читання та вивчення, хоча неофіційно деякі книги мають більшу пошану, ніж інші, чотири євангелії найвищі з всіх. Із підгруп, досить важливих для того, щоб їх назвати, «Анагностномена» (ἀναγιγνωσκόμενα, «те, що читається») включає десять книг Старого Завіту, відхилених у протестантському каноні, але визнаних східними православними достойними для читання на богослужіннях, хоча вони поважають менше, ніж 39 книг єврейського канону. Найнижчий рівень містить решту книг, не прийнятих ні протестантами, ні католиками, серед них, Псалом 151. Хоча це псалом і є в книзі псалмів, він не класифікується як такий, що знаходиться в Псалтирі (перші 150 псалмів), а отже, не бере участі в різних літургійних та молитовних вжитках Псалтиря.
У дуже суворому сенсі не зовсім православно називати святе Письмо «Словом Божим». Це назва, яку Православна церква зберігає для Христа, як це підтверджується в самих Писаннях, найбільш чітко в першому розділі Євангелія від Івана. Боже Слово не є порожнім, як людські слова. Бог сказав: «Нехай буде світло „; і було світло». Це Слово, яке створило Всесвіт і звучить у творінні без зменшення протягом усієї історії, Слово божественної сили.
Наскільки Православна церква шанує і залежить від Писань, вони не можуть порівнятися зі Словом Божої явної дії. Але східні православні вірять, що священні писання свідчать про явні дії Бога в історії, і що завдяки своєму божественному натхненню Боже Слово виявляється як у самих Писаннях, так і в спільній участі людей, що їх склали. Саме в цьому сенсі східні православні називають Писання як «Боже Слово».
Православна церква не погоджується з протестантською доктриною sola scriptura. Церква визначила, що таке Писання; воно також інтерпретує, що його значення. Христос пообіцяв: «Коли Він, Дух правди, прийде, Він проведе вас до всієї істини». Тоді Святий Дух є безпомилковим керівництвом церкви до тлумачення Святого Письма. Церква залежить від тих святих, які життям, наслідуючи Христа, досягнувши теосозу, можуть слугувати надійними свідками керівництва Святого Духа. Індивідуальне тлумачення відбувається всередині церкви і про це повідомляє церква. Це раціонально та обґрунтовано, але не досягається лише за допомогою дедуктивних міркувань.
Розуміється, що Святе Письмо містить історичний факт, поезію, ідіому, метафору, порівняння, моральну байку, притчу, літературу пророцтва та мудрості, і кожне з них враховує своє тлумачення. Хоча текст натхненний Богом, він складається зі слів людськими мовами, розташованих у визнаних по-людськи формах. Православна церква не виступає проти чесного критичного та історичного вивчення Біблії. У біблійній інтерпретації вона не використовує припущення, сугестивні теорії або неповні вказівки, не виходячи за межі того, що відомо повністю.

### Свята традиція та патристичний консенсус

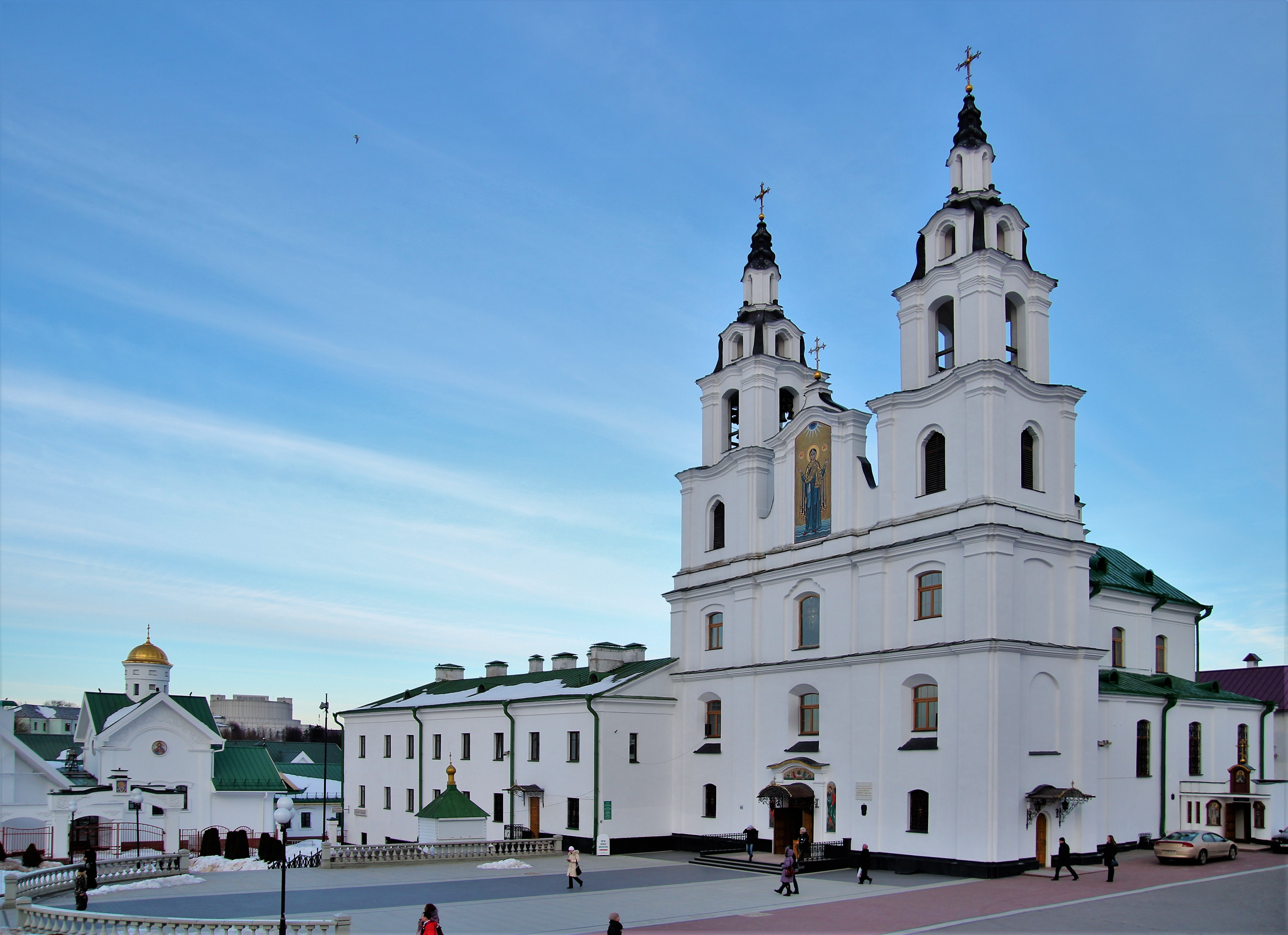
Собор Сходження Святого Духа (Мінськ)

„Та віра, у яку вірили скрізь, завжди і всіма“, віра, яку Ісус навчав апостолів, дарувала життя Святим Духом у П'ятидесятницю і передавалась майбутнім поколінням без доповнень і без віднімань, відома як свята традиція. Свята традиція не змінюється у Православній церкві, оскільки вона охоплює ті речі, які не змінюються: природу єдиного Бога в Трійці, Батька, Сина і Святого Духа, історію взаємодії Бога з його народами, Закон, як дано для ізраїльтян — усе вчення Христа, дане учням та євреям і записане в Писаннях, включаючи притчі, пророцтва, чудеса та його власний приклад людству в його надзвичайній смиренності. Це також охоплює поклоніння церкві, яка виросла із поклоніння синагозі та храму і була розширена Христом на останній вечері, а також стосунки між Богом та його народом, які виражає це поклоніння, про що також свідчать між Христом та його учнів. Вона включає владу, яку Христос наділив своїм учням, коли зробив їх апостолами, для збереження та навчання віри, а також управління організацією та поведінкою церкви (в управлінні нею єпископами).
Свята традиція тверда, навіть непоступлива, але не жорстка і не легалістична; натомість воно живе і дихає всередині церкви. Наприклад, Новий Завіт був повністю написаний ранньою церквою (переважно апостолами). Уся Біблія була прийнята як Писання за допомогою святої традиції, яка практикувалася в межах ранньої церкви. Написання та прийняття зайняло п'ять століть, до цього часу самі Священні Писання стали цілком частиною святої традиції. Але свята традиція не змінилася, оскільки „та віра, якій вірили скрізь, завжди і всіма“, залишалася послідовною, без доповнень і без віднімань. Історичний розвиток Божественної літургії та інших богослужінь та богослужбових практик церкви є подібним прикладом розширення та зростання «без змін».
Безперервність і стабільність православного богослужіння протягом століть — це один із засобів, за допомогою якого свята традиція виражає єдність цілої церкви протягом часу. Сьогодні східні православні можуть не тільки відвідувати церкву в місці, яке розмовляє невідомою для відвідувачів мовою, але служіння залишається їм знайомим і зрозумілим, але те саме справедливо, якби хтось міг відвідати минулі епохи. Церква прагне зберегти святу традицію «незмінною», щоб вона могла висловити єдину незмінну віру на всі прийдешні часи.
Окрім цього, свята традиція включає доктринальні визначення та твердження про віру семи вселенських соборів, включаючи Нікейсько-Константинопольський символ віри, та деяких пізніших місцевих соборів, патристичні писання, канонічне право та ікони. Не всі частини святої традиції вважаються однаково сильними. Деякі — насамперед священні Писання, певні аспекти богослужіння, особливо в Божественній Літургії, доктринах вселенських соборів, Нікейсько-Константинопольському Символі віри — володіють перевіреною владою, яка триває вічно, безповоротно. Однак, місцеві ради та патристичні праці церква застосовує вибіркові рішення. Деякі ради та письменники час від часу впадали в помилки, а деякі суперечать один одному.
В інших випадках думки розходяться, консенсус не існує, і всі вільні у виборі. Однак за згодою між Отцями Церкви авторитет інтерпретації зростає, і повний патристичний консенсус є дуже сильним. З канонічним правом (яке, як правило, дуже суворе і дуже суворе, особливо щодо духовенства), незмінна обґрунтованість також не застосовується, оскільки канони мають справу з життям на землі, де умови завжди змінюються, і кожен випадок може майже нескінченно відрізнятися від наступний. Навіть тоді, коли і де їх колись застосовували з повною суворістю, їх застосування не було абсолютним і здійснювалось для осіб, які перебувають під пастирською опікою свого єпископа, який мав повноваження вирішувати, коли індивідуальна дисципліна була задоволена. Це теж є частиною святої традиції.
За традицією Православна церква, стикаючись з питаннями, які є більшими, ніж може вирішити один єпископ, проводить помісний собор. Єпископи та інші, які можуть бути присутніми, збираються (як святий Павло закликав коринтян) шукати розуму церкви. Потім декларації або укази ради відображають її консенсус (якщо такий можна знайти). Екуменічна рада скликається лише з питань такого імпорту, труднощів чи поширеності, що менших рад недостатньо для їх вирішення. Декларації і канони Вселенських соборів мають вагому вагу в силу їх представництва по всій церкві, завдяки чому можна легко побачити розум церкви. Однак не всі питання настільки складні, щоб вимагати вирішення Вселенського собору. Деякі доктрини або рішення, не визначені у офіційній заяві або проголошені офіційно, тим не менше, церква тримається непохитно і одностайно без внутрішніх порушень, і вони, що також відображають розум церкви, настільки ж твердо безвідкличні, як офіційна декларація Вселенський собор. Відсутність офіційності не означає відсутність авторитету в рамках святої традиції. Приклад такої одностайності можна знайти у прийнятті у V столітті списків книг, що містять святе Письмо, справжній канон без офіційного штампа.

### Територіальна експансія та догматична цілісність

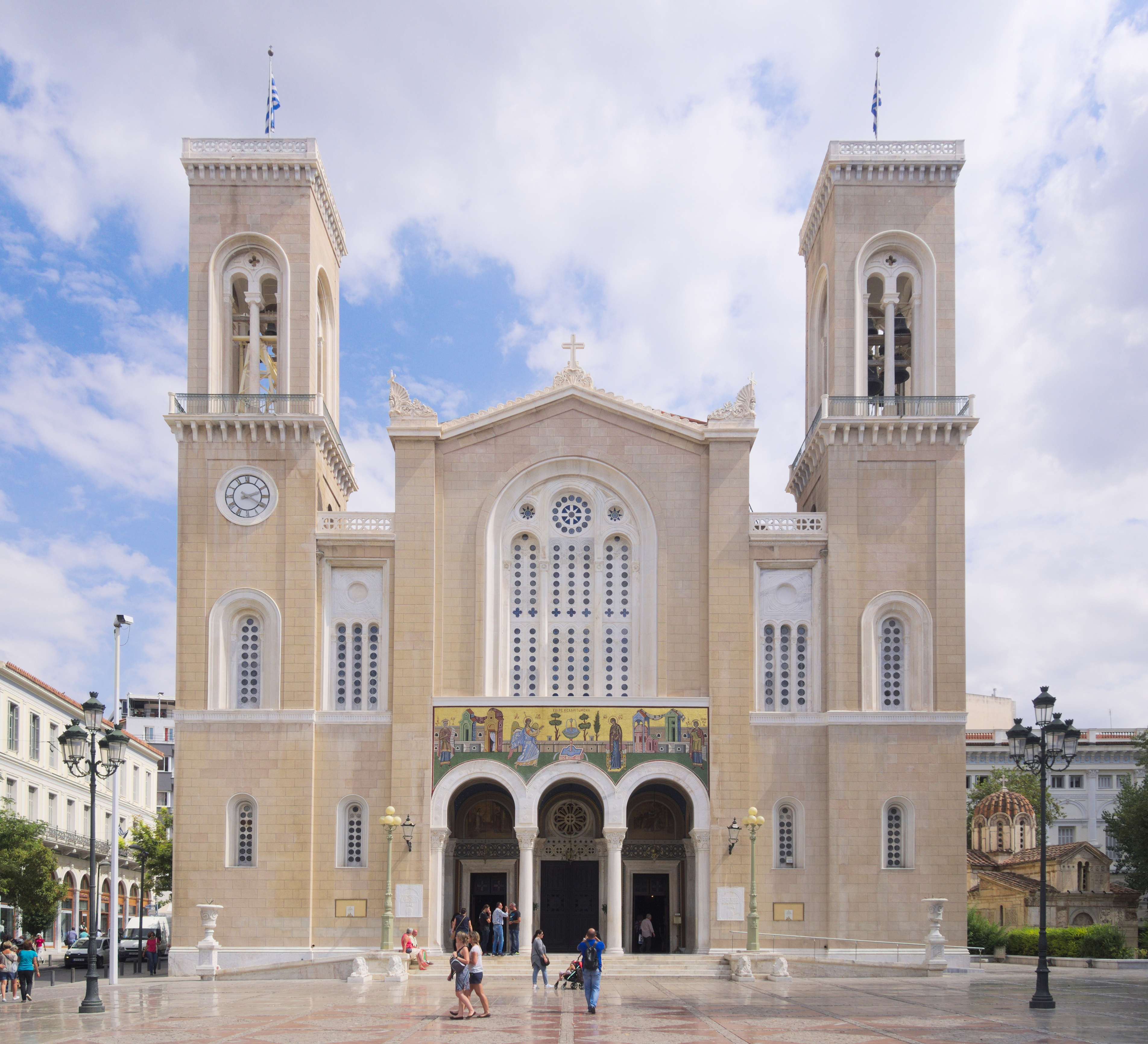
Катедральний собор Благовіщення Пресвятої Богородиці в Атенах

Протягом ранньої церкви було багато послідовників, які прив'язали себе до Христа та Його місії тут, на Землі, а також послідовники, які зберігали чіткий обов'язок бути дорученим збереженню якості життя та уроків, виявлених досвідом Ісус живе, вмирає, воскрешає і возноситься серед них. Що стосується практичного розмежування та логістики, людям з різними дарами надавали місця в структурі громади — починаючи від безлічі трапез агапе (спільно з братньою та батьківською любов'ю), закінчуючи пророцтвами та читанням Святого Письма, проповідуванням та тлумаченнями та надання допомоги хворим та бідним. Десь після П'ятидесятниці церква виросла до такої міри, що апостолам стало неможливо служити самотужки. Для подальшої місії церкви були призначені наглядачі (єпископи) та помічники (диякони та дияконеси).
Церква визнала зібрання цих ранніх церковних громад як найбільше в районах відомого світу, які славились своїм значенням на світовій арені — або як осередки інтелектуального дискурсу, великі обсяги торгівлі, або близькість до первісних священних місць. Ці місця були націлені на ранніх апостолів, які визнали необхідність гуманітарних зусиль у цих великих міських центрах і прагнули залучити якомога більше людей до церкви — таке життя розглядалося як форма звільнення від декадентського способу життя, що пропагувався впродовж усього життя Східна та Західна Римські імперії.
У міру того, як церква збільшувалась у розмірах протягом століть, логістична динаміка функціонування таких великих утворень змінювалась: патріархи, митрополити, архімандрити, абати та ігумені, усі піднімалися, щоб охопити певні пункти управління.
У результаті посиленого розкриття та популярності філософських шкіл (греків) греко-римського суспільства та освіти, синоди та ради були змушені залучати такі школи, які прагнули прийняти мову та привід християнської віри, щоб здобути потужність та популярність для власної політичної та культурної експансії. Як результат, вселенські собори були проведені, щоб спробувати відновити солідарність, використовуючи силу віддалених правовірних свідків, щоб пом'якшити інтенсивний місцевий вплив певних філософських шкіл у певній області.
Хоча спочатку він мав на меті служити внутрішньою перевіркою та рівновагою для захисту догматики, розробленої та розповсюдженої апостолами до різних церков проти дефектної місцевої догматики, часом церква знаходила своїх єпископів та імператорів, які ставали жертвами місцевих конвенцій. У ці найважливіші моменти історії церкви вона виявилася здатною відбудовуватися на основі віри, оскільки її зберігали і підтримували монастирські громади, які існували, не покладаючись на спільноту держави чи популярну культуру, і, як правило, не зазнавали змін матеріалізмом та риторикою, які часто домінували та загрожували цілісності та стабільності церков.
У цьому сенсі мета соборів не полягала в розширенні чи підживленні популярної потреби в більш чіткій або відповідній картині первісного апостольського вчення. Навпаки, богослови виступали для вирішення питань зовнішніх шкіл мислення, які бажали спотворити простоту та нейтральність апостольського вчення заради особистої чи політичної вигоди. Послідовність Православної віри цілком залежить від святої традиції прийнятого корпусу вірувань — рішень, ратифікованих отцями семи Вселенських соборів, і це робиться лише на початку послідовного собору, щоб наслідки рішення попереднього собору можуть бути перевірені та перевірені як концептуально обґрунтовані, так і прагматично здійсненні та корисні для церкви в цілому.

## Богослужіння

### Церковний календар

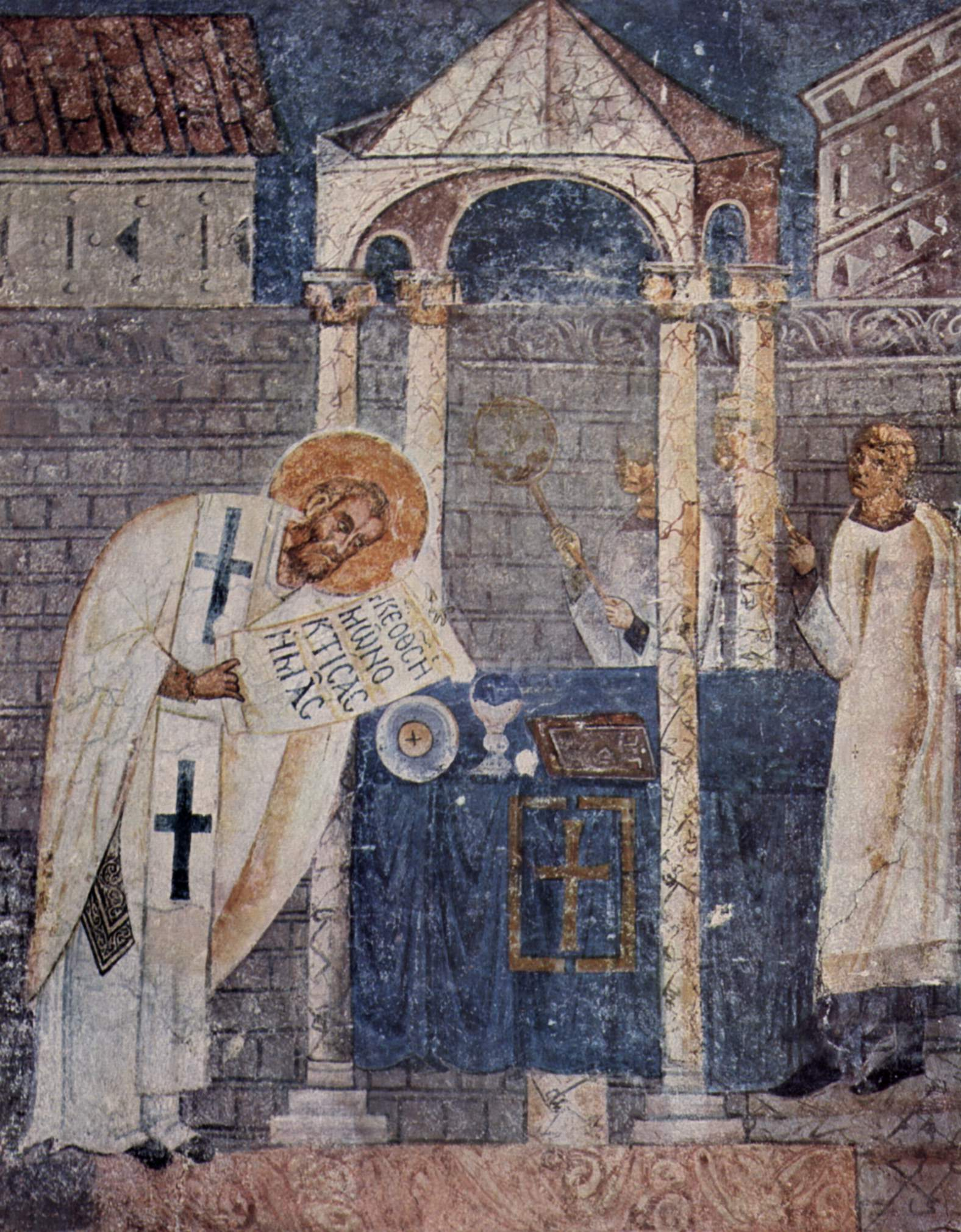
Фреска Василія Великого, в церкві святої Софії, Охрид. Святий показаний, як освячує Дари під час Божественної Літургії, яка носить його ім'я.

Дев'ять автокефальних православних церков дотримується новоюліанського календаря, а інші сім — юліанського календаря. Автономна церква Фінляндії Вселенського патріархату використовують григоріанський календар. Багато церковних традицій, включаючи графіки богослужінь, свят та постів, структуровані церковним календарем, який забезпечує суворо дотримується змішаний набір циклів різної тривалості. Фіксований річний цикл починається 1 вересня і встановлює час для всіх річних обрядів, визначених за датою, наприклад Різдвом. Річний пасхальний цикл встановлюється щодо різної дати Пасхи кожного року і впливає на час таких обрядів, як сама Пасха, Великий піст, Страсний тиждень та свята Вознесіння і П'ятидесятниці.
Менші цикли також працюють в парі з річними. Тижневий цикл днів передбачає конкретну спрямованість кожного дня на додаток до інших, які можна спостерігати.

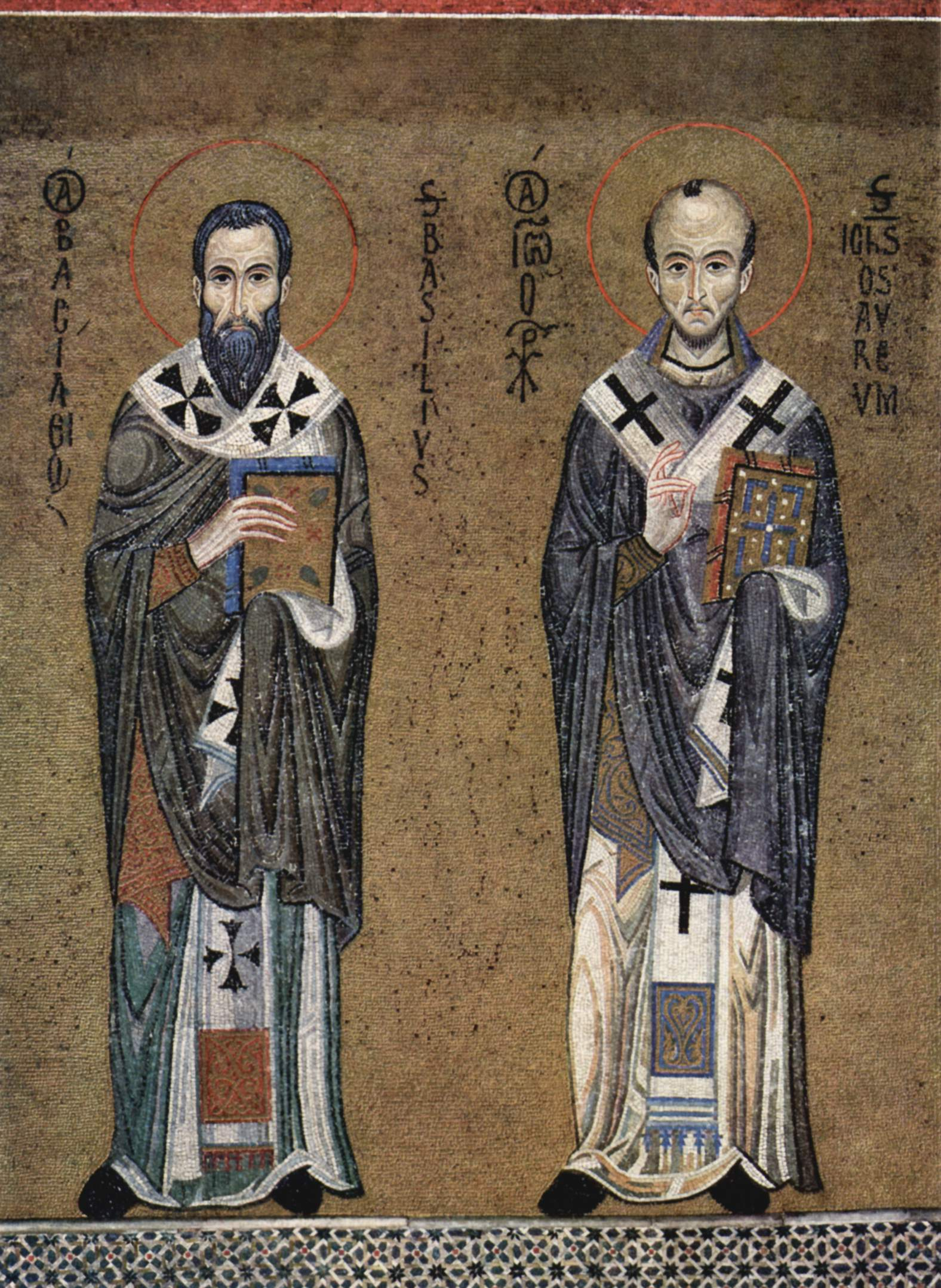
Ікона св. Василій Великий (ліворуч) та Іван Золотоуст, приписувані авторам двох найбільш часто використовуваних східних православних божественних літургій, бл. 1150 (мозаїка в Палатинській капелі, Палермо)

### Церковні служби
Богослужіння у церкві повинні відбуватися щодня, слідуючи жорсткому, але змінному річному розкладу (тобто частини богослужіння залишаються однаковими, але різні деталі змінюються відповідно до дня року). Служби здійснюються у храмі і передбачають участь як священнослужителів, так і віруючих. Богослужіння не може бути проведене однією людиною, обов'язково повинен бути присутній ще хтось. Зазвичай, усі служби в повному обсязі проводяться лише в монастирях та катедральних соборах, а в парафіяльних церквах здійснюються лише суботні та недільні богослужіння, а також головні свята. На деякі великі православні свята (і, відповідно до деяких традицій, щонеділі) служиться Всеношна (Agripnia), що проводиться з вечора у день свята до наступного ранку. Через свій святковий характер вона зазвичай завершується святковою трапезою для усіх, хто брав участь.
Богослужіння, особливо Божественна Літургія, можуть бути здійснені лише один раз на день на одному вівтарі (деякі храми мають кілька вівтарів, аби мати можливість проводити більше богослужінь). Кожен священник може проводити літургію лише раз на день. За давньою єврейською традицією, літургічний день розпочинається на заході сонця. Традиційний денний цикл богослужінь наступний:
- Вечірня — проводиться ввечері, на початку літургічного дня.
- Повечер'я — після вечірньої служби до часу для сну.
- Полуношниця — служиться опівночі, зазвичай лише у монастирях.
- Утреня — перша ранкова служба, зазвичай розпочинається після сходу сонця.
- Часи — Перший, Третій, Шостий та Дев'ятий — проводяться у відповідні години (за єврейським поділом дня), або як доповнення до інших служб. В останньому випадку перший час співається напередодні утрені, третій та шостий перед літургією, а дев'ятий перед вечірнею.

Денний цикл богослужінь задумувався як одночасно освячення часу (гр. хронос) та вихід до вічності (гр. кайрос). Він складається з великої кількості читань Псалтиря з вступними молитвами, тропарями та іншими молитвами і піснеспівами. Псалми розташовуються так, щоб увесь Псалтир прочитувався щотижня, а протягом Великого Посту — двічі за тиждень.
Божественна Літургія — це святкування євхаристії (причастя). Вона зазвичай проводиться між Шостим та Дев'ятим часом, але не вважається частиною добового циклу служб, оскільки відбувається за межами звичайного часу. Божественна Літургія не повинна святкуватись з понеділка до п'ятниці першого тижня Великого Посту через радісний і вдячний характер літургії. У деяких місцях літургія також не святкується у будні під час посту. Посилені молитви та часте прийняття причастя вважається особливо корисним у час Великого посту, тому щосереди і щоп'ятниці протягом цього періоду відпраляється Літургія Напередосвячених Дарів. Це врочиста Всеношна, поєднана з розподіленням елементів євхаристії, освячених та збережених попередньої неділі.
Піснеспіви

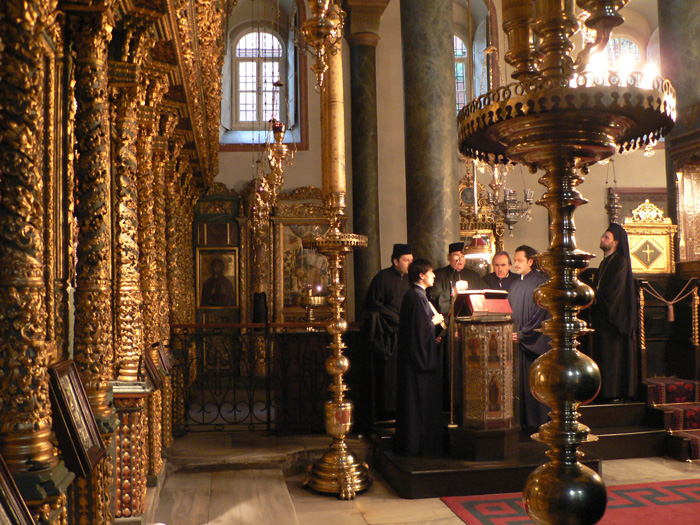
Співаючі на кліросі в церкві Святого Георгія, Константинопольський Патріархат

Православні служби майже цілком співаються. Служби складаються з діалогу між кліром та людьми (яких часто представляє хор або читець). У обох випадках текст проспівується або прочитується за певною музичною формою. Майже нічого не читається звичайним розмовним голосом, за винятком житія, якщо таке входить у службу. Церква розвинула вісім ладів або тонів (Октоїх), що звуться гласами. Відповідно до них і проводяться піснеспіви, у залежності від часу року, святкових днів чи інших вимог Типікону. Існують численні версії та стилі, що є традиційними та прийнятними. Вони сильно відрізняються у церквах різних культур. Є звичним, зокрема у Сполучених Штатах, коли хор вивчає багато різних стилів та змішує їх, співаючи якусь частину грецькою, потім англійською, потім церковнослов'янською тощо.
Ладан
Як частина спадщини, що надійшла з юдейського коріння, ладан використовується протягом усіх служб у Православній церкві. Він є пропозицією поклоніння Богу, як це робилось у Першому та Другому Єрусалимському храмі (Вихід, глава 30). Традиційно, основою ладану є смола Boswellia thurifera (ладану), але іноді використовується і смола ялини. Смола, зазвичай, змішується з різними рослинними ефірними оліями, що надають їй приємного запаху. Ладан символізує молитви святих, що підносяться до Бога (Псалми 141, 2; Одкровення 5, 8). Ладан горить у пишно прикрашеному і часто позолоченому кадилі, яке висить на трьох ланцюжках, що представляють Святу Трійцю. У грецькій традиції на цих ланцюжках підвішені 12 дзвоників, що символізують дванадцятьох апостолів. Кадило використовується (гойдається в боки і вперед) священником чи дияконом для кадіння перед усіма чотирма сторонами вівтаря, Святими Дарами, священнослужителями, іконами, зібранням віруючих та у храмі в цілому.

### Піст
Кількість пісних днів змінюється щороку, але загалом православні християни проводять трохи більше пів року у посту різного рівня строгості. Існують духовні, символічні і навіть суто практичні причини для посту. Після гріхопадіння людство отримало плотську природу, тобто стало підлягати пристрастям. За допомогою посту православні християни намагаються повернути стосунки любові та покірність Богу, що мали Адам і Єва у раю, шляхом приборкання своєї мови (Йн. 3: 5–6), сповідання гріхів, утримання в їжі, молитви і милостині.
Піст є вправою у самозреченні та християнській покірності, що допомагає віруючому звільнитися від пристрастей (які сучасні люди звуть „згубними звичками“), виховати свою силу волі та самоконтроль. Це часто не дуже інтенсивні і слабко помітні згубні звички у пристрасті до їжі, телебачення чи інших неспокійних розваг, до сексу, до інших всепоглинаючих пошуків задоволення і насолоди, які є найбільш помітними перешкодами для людини, що прагне єднання з Богом (теозису). Під час духовної боротьби (аскези) віруючий усвідомлює свою слабкість і схильність до гріха — початковий етап для щирого покаяння.
Усі православні християни намагаються постувати протягом визначених церквою строків. Вони не сприймають піст як труднощі і випробування, а навпаки як перевагу і радість. Православне вчення визначає як час, так і строгість посту, що вважається мінімумом для кожного члена церкви. Для більшої аскези охочі можуть взагалі утримуватись від їжі протягом короткого періоду часу. Повний триденний піст на початку та в кінці постового періоду не є незвичним, і дехто повністю постує навіть протягом тривалішого часу, але зазвичай таке практикується лише у монастирях. Втім, існують обставини, коли за фізіологічної необхідності допускається звільнення від посту чи його послаблення: для вагітних і немічних, для дітей і старих людей, для тих, хто не може контролювати своє харчування (солдати, ув'язнені). Правильний піст ніколи не завдає шкоди здоров'ю, а лише тренує і освячує тіло (Рим. 6:12; Рим. 8:5–8; 1 Кор. 6:12–20; 1 Кор. 9:27 тощо) та бере під контроль плоть (тобто ту частину особистості, що схильна до згубних пристрастей).
Зазвичай піст означає утримання від м'яса та м'ясних продуктів, яєць, молочних продуктів, риби, рослинної олії та вина. Вино та олія і, рідше, риба у багатьох випадках під час посту дозволяються, але м'ясні і молочні продукти завжди заборонені. Подружні пари також утримуються від сексуальних стосунків під час посту, натомість вони мають присвячувати себе молитві (1 Кор. 7:5).
Час і тип постів загальний для всіх православних християн. Періоди посту є частинами церковного календаря, а типи постів встановлені святими канонами (правилами) та священною традицією. Є чотири основних періоди посту протягом року:
- Різдвяний піст (адвент, зимовий піст), що триває 40 днів перед Різдвом Ісуса Христа, що починається 15 листопада і триває до 24 грудня. Цей піст стає строгішим після 20 грудня, а святий вечір (24 грудня) є днем найстрогішого посту.
- Великий піст, що складається з шести тижнів (40 днів) і передує Вербній неділі та Страсному тижню, які передують Пассі (Великодню).
- Петрів піст (Апостольський піст), довжина якого змінюється з 0 до 4 тижнів. Він починається у понеділок після неділі Всіх святих (перша неділя після П'ятидесятниці) і продовжується до свята святих апостолів Петра і Павла 29 червня.
- Успінський піст триває два тижні з 1 до 14 серпня і передує святу Успіння Богородиці.

### Милостиня
Милостинею зветься кожна доброчинна дія, коли матеріальні речі (гроші, їжа, одяг тощо) даються тим, хто їх потребує. Поряд з молитвою і постом, милостиня є однією з основ особистої духовної практики у православній традиції. Милостиня особливо важлива протягом періоду посту, коли православний віруючий сподівається поділитись своїми грошовими заощадженнями (у результаті зменшення витрат під час посту) з тими, хто потребує матеріальної допомоги. Як і у випадку посту, хваління своєю доброчинністю вважається надзвичайно огидним вчинком, або й гріхом.

## Традиції

### Чернецтво

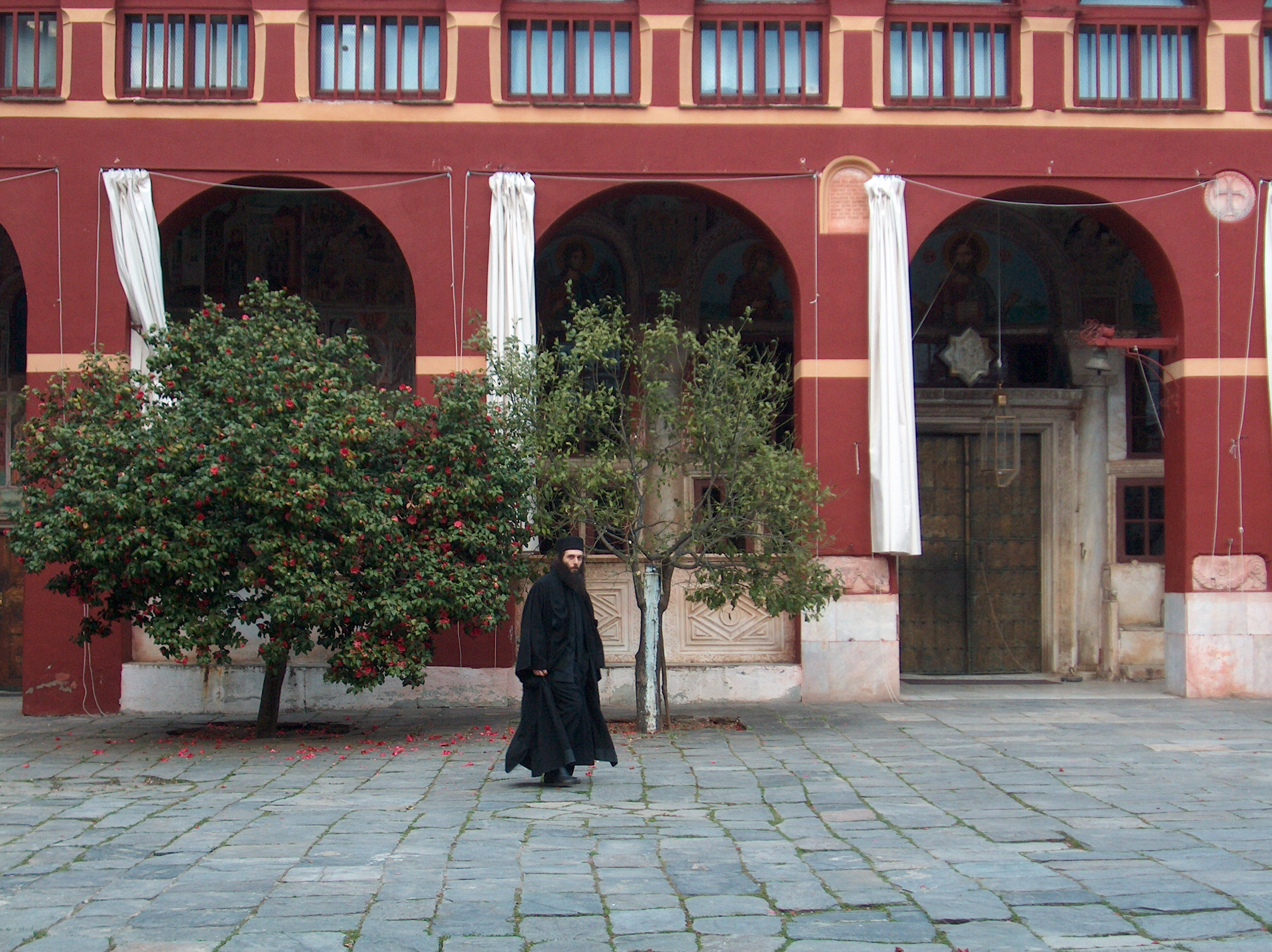
Чернець у Ватопедському монастирі (Гора Атос)

Від усіх православних християн очікується участь у певній аскетичній роботі, як відповідь на заповідь Христа: «приходь та й іди вслід за Мною, узявши хреста» (Марк 10:21). Отже, усі покликані наслідувати, тим чи іншим способом, самого Христа, який відмовився від себе на шляху добровільної самопожертви, що образно передається через вислів «нести хрест». Втім, від мирян не очікується життя у крайньому аскетизмі, оскільки це майже неможливо у світському житті. Ті, хто бажають цього, віддаляються від світу і живуть як монахи: ченці та черниці. Оскільки аскетизм використовує зброю молитви і посту у духовній війні проти власних пристрастей, чернецтво займає вкрай особливе і важливе місце у церкві. Цей спосіб життя зазвичай розглядається як непоєднуваний з будь-яким видом світської активності, навіть такими, що вважаються доброчесними. Соціальна робота, викладання та подібне, як правило, покладається лише на мирян.
У Православ'ї поширений також погляд, що чернецтво і життя в миру розрізняються лише одним — наявністю чи відсутністю шлюбу. При цьому різниця у цих двох шляхах є не моральною чи духовною, а суто практичною, тобто кожен може обрати той шлях, до якого має більшу схильність. Вимоги ж однакові і до мирян, і до ченців, оскільки ідеал Христа, який необхідно наслідувати, один.

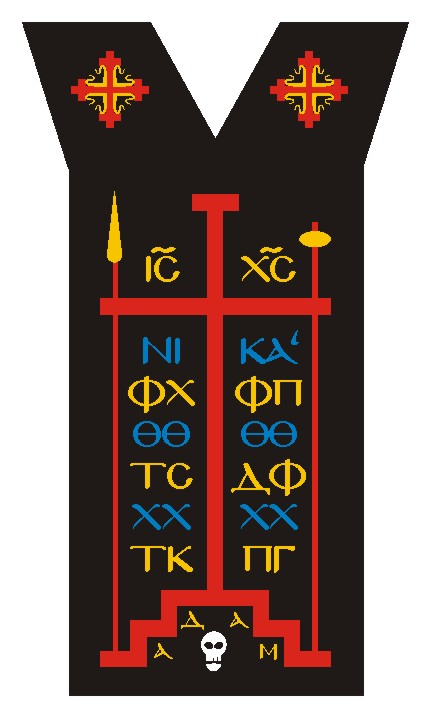
Чернеча схима, яку носять окремі монахи.

Існує три основні типи чернецтва. Ті, хто живуть у монастирях за звичайним уставом є кенобітними (що живуть спільно). Кожен монастир може складати свій власний устав. У Православ'ї не існує релігійних орденів, лише окремі шановані чернечі центри як Свята Гора Атос або Оптина пустинь мають широкий вплив. Еремітні (самітні) ченці (або відлюдники, затворники, пустельники) живуть окремо. Вони зазвичай відносяться до якогось великого монастиря, але живуть у самотності на певній відстані від головної общини. Іноді монастирі доглядають за їхніми фізичними потребами, намагаючись турбувати їх якомога менше. Вони зазвичай живуть у більш екстремальних умовах і практикують особливо суворий аскетизм. Щоб стати самітником для ченця чи черниці є обов'язковим підтвердити свою духовну готовність для цього перед своїм духовним керівництвом. Існує також проміжний тип напів-самітницьких общин, або скитів, де один або кілька ченців живуть окремо, але поблизу один одного, збираючись спільно лише у храмі на богослужіння.

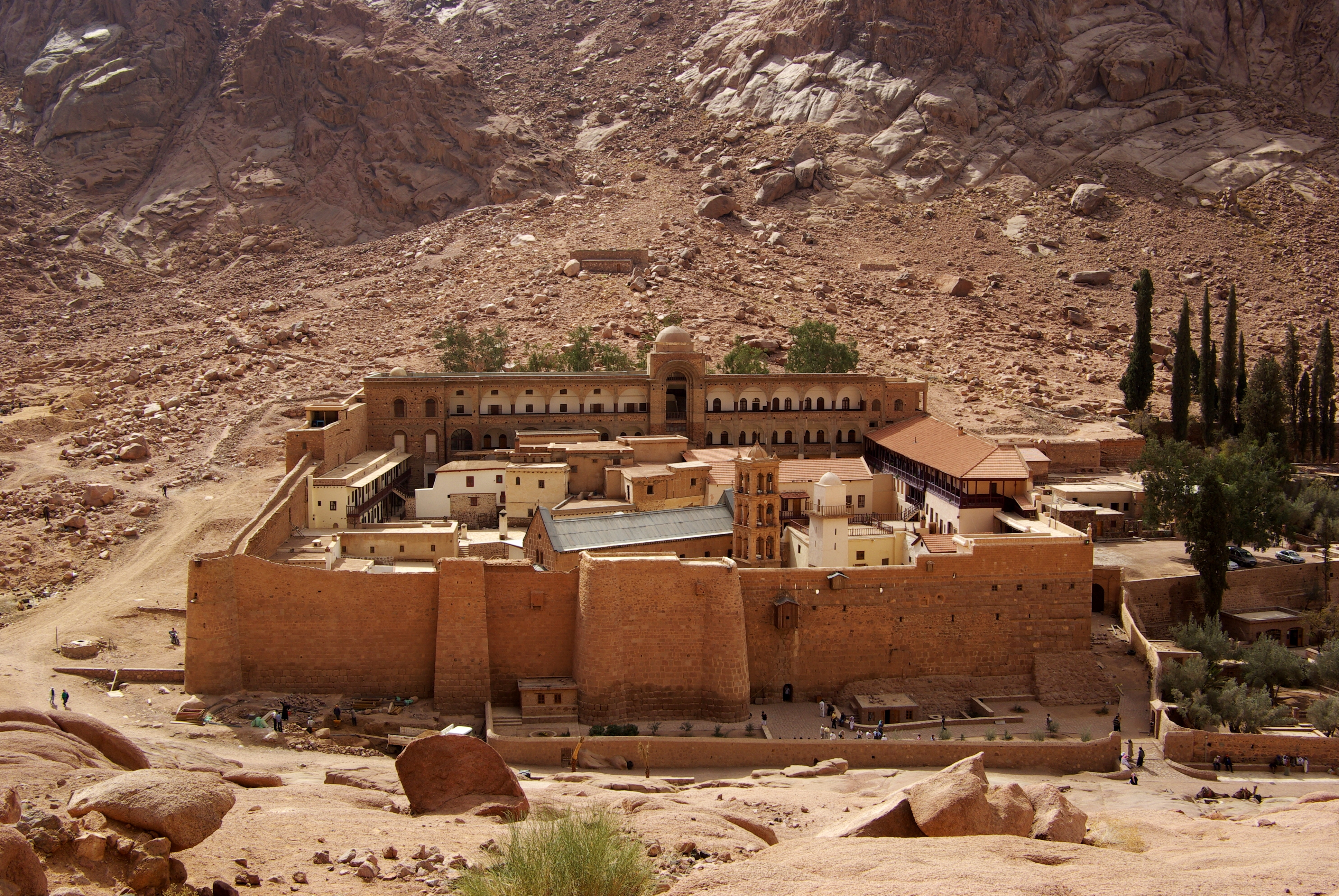
Монастир святої Катерини (VI століття), Синайський півострів, Єгипет

Духовна проникливість, що досягається завдяки аскетичній праці, надає чернецтву перевагу у місіонерській роботі. Єпископи зазвичай теж обираються серед ченців.
Багато православних семінарій прикріплені до монастирів, поєднуючи наукову підготовку до рукоположення з участю у духовному житті общини. Ченці, які рукопокладаються у священники, називаються ієромонахами (священник-монах). Ченці, які рукопокладаються у диякони, звуться ієродияконами (диякон-монах). Не всі монахи живуть у монастирях, деякі ієромонахи служать священниками на парафіях.
Культурні особливості дещо відрізняються у різних регіонах, але звернення «отець» є коректним відносно пострижених у чернецтво, тоді як до новіціїв (послушників) звертаються «брат». Відповідно, «мати» («матушка») — це правильне звертання до постриженої у чернецтво, а «сестра“ — до послушниці. Черниці живуть таким же самим аскетичним життям, як і ченці.

### Ікони й символи

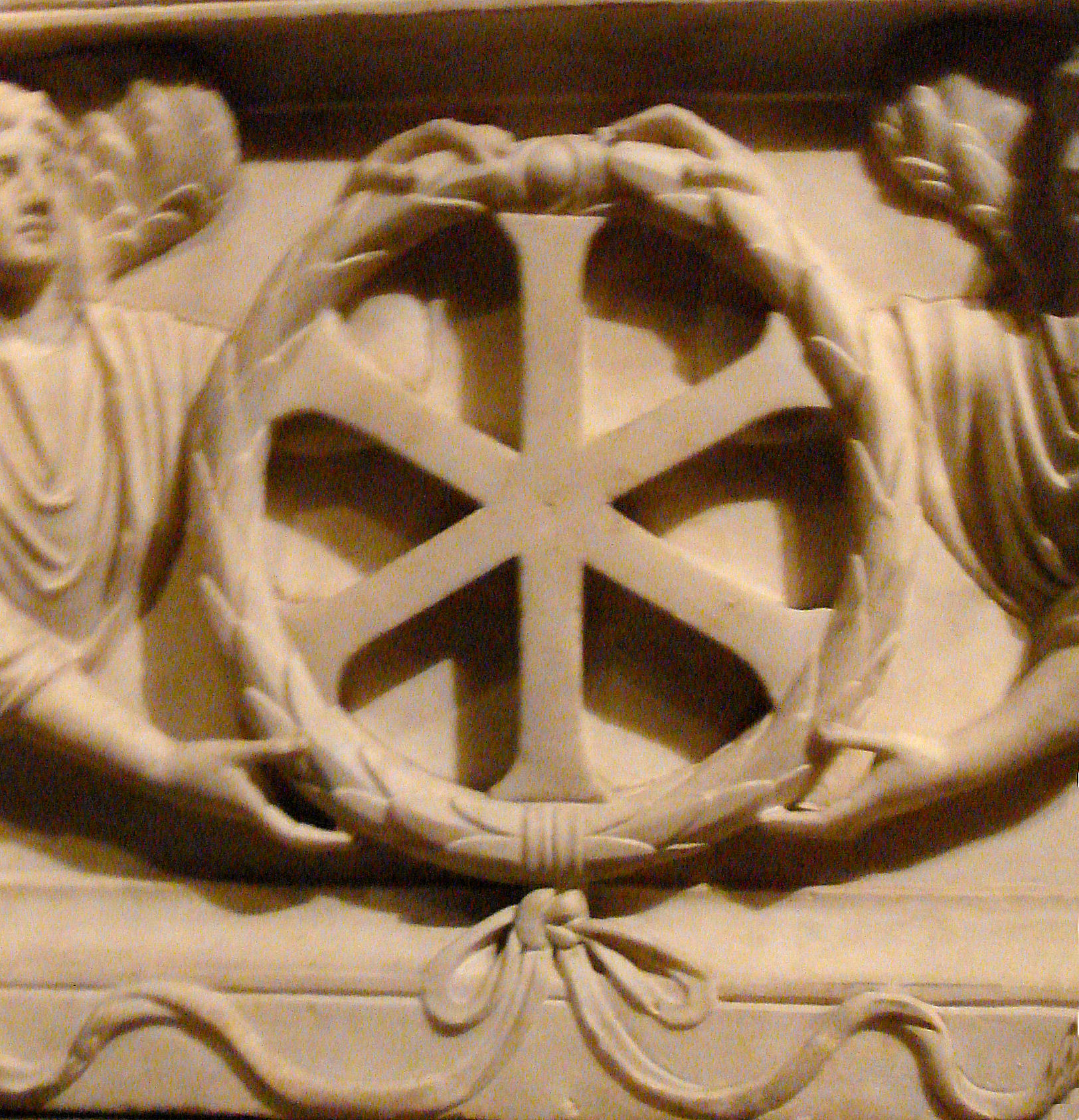
«IX» (Ісус Христос) монограма із саркофага IV століття з Константинополя

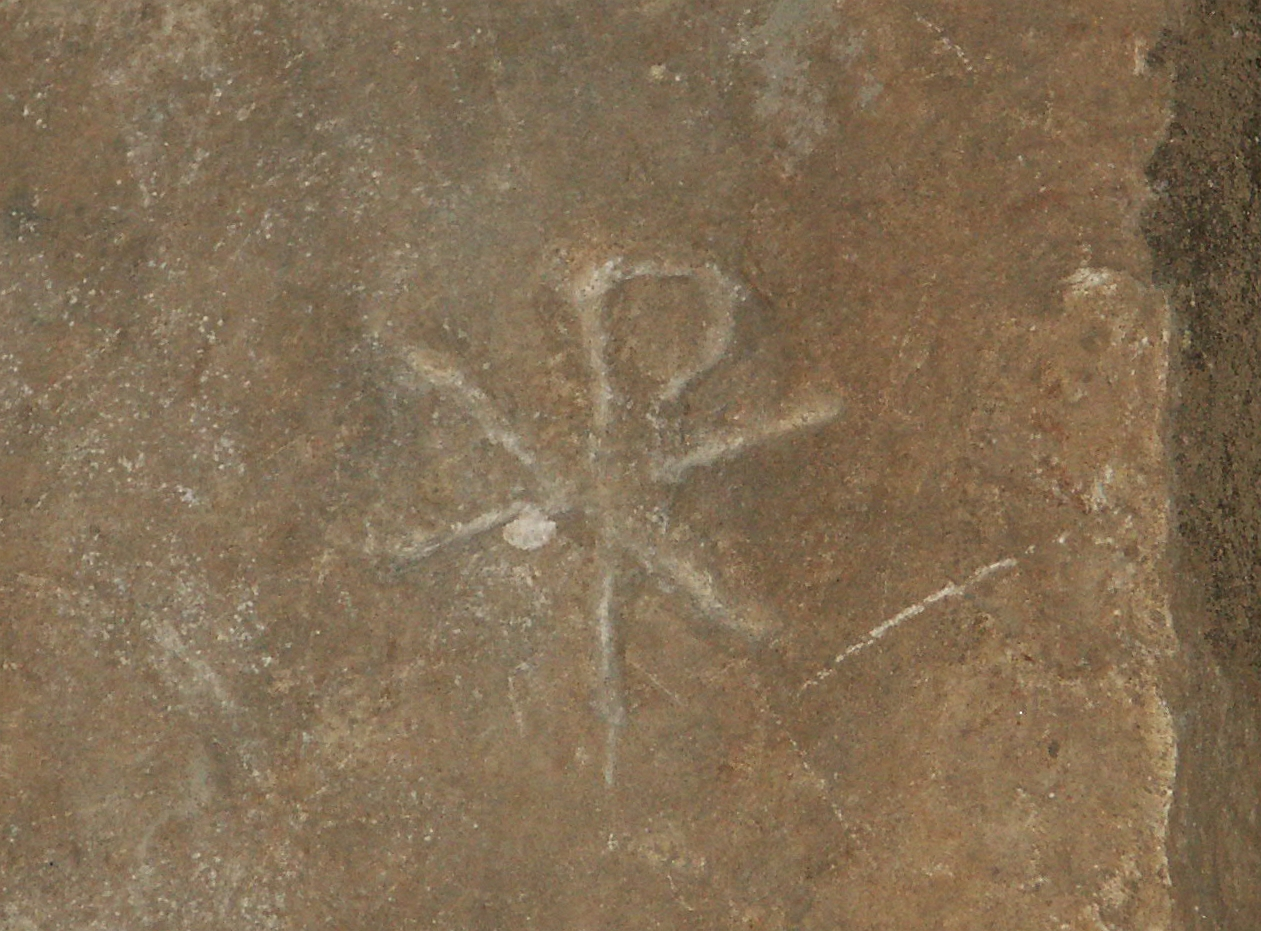
Символ «Хризми», катакомби Сан-Каллісто, Рим

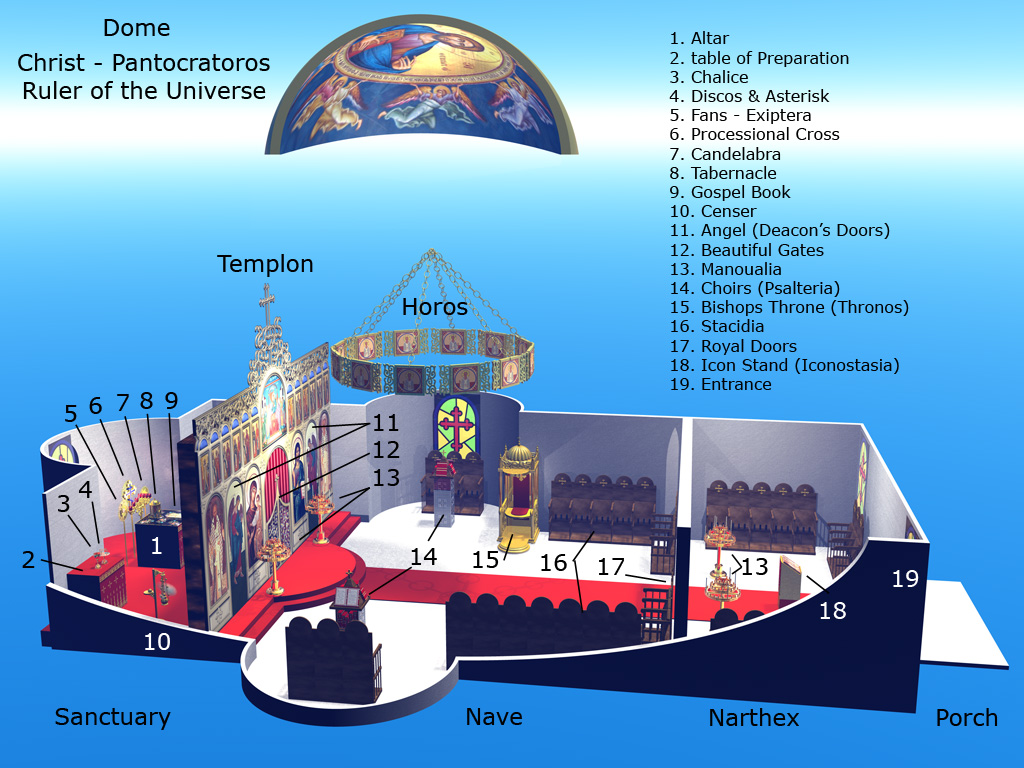
Ілюстрація традиційного інтер'єру православної церкви

Все у Православній церкві має ціль і значення, що відкривають Боже одкровення людині. На фасаді, або на східному кінці церкви, знаходиться піднятий даг із покритою іконами ширмою або стіною (іконостасом або темплоном), що відокремлюють неф від святині. У центрі цієї стіни знаходиться вхід до вівтаря, відомого як «Королівські двері», через який може проходити лише духовенство.
На передній частині іконостаса є права і ліва бічні двері, на одній зображені архангел, Михаїл, а на другій Гавриїл. Хлопці-священники та вівтарі входять і виходять через ці двері під час відповідних частин Божественної Літургії. Відразу праворуч від головних воріт ви завжди знайдете ікону Ісуса Христа, зліва — ікону Богородиці (Богородиці). Інші ікони, зображені на іконостасі, — святий Іван Предтеча та святий, на честь якого названа церква.
Перед іконостасом знаходиться єпископське крісло — почесне місце, де під час відвідування церкви часто буде сидіти приїжджий єпископ або митрополит. Православний священник, стоячи біля вівтаря під час Божественної літургії, звернений обличчям до вівтаря (як правило, на схід) і належним чином веде свою громаду, тоді як вони разом здійснюють містичну жертву і моляться Богові.
Святиня містить Святий вівтар, що представляє місце, де православні християни вірять, що Христос народився від Діви Марії, розп'ятий під Понтієм Пілатом, покладений у гробницю, зійшов у пекло, воскрес із мертвих на третій день, вознісся на небо, і повернеться знову при його другому приході. Окремо стоячий хрест, що несе тіло Христа, може стояти за вівтарем. На вівтарі — полотняне покривало, велика книга, що містить читання Євангелія, що виконуються під час богослужінь, ковчег, що містить освячені божественні дари (хліб і вино), роздані дияконом або священником тим, хто не може прийти до церкви, щоб прийняти їх, і кілька білі свічки з бджолиного воску.
Ікони

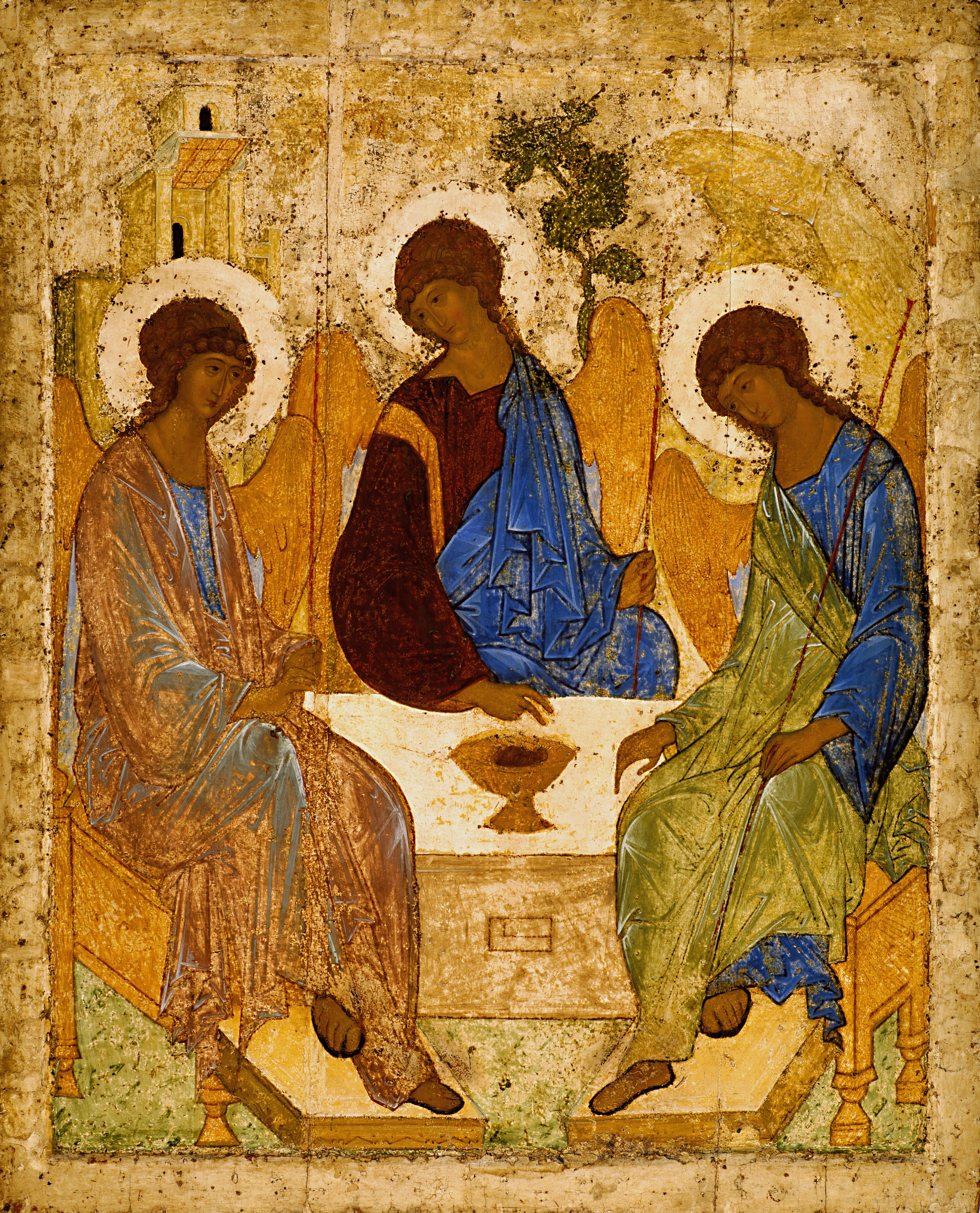
Трійця одна з найвідоміших ікон Святої Трійці роботи Андрія Рубльова

Термін «ікона» походить з дав.-гр. εἰκών і означає «образ». Ікони передають інформацію про зображену особу або подію, виступаючи таким чином «Святим Письмом для неписьменних». Часто говориться і про «богослов'я ікони», оскільки ікони несуть також певний теологічний зміст, розкриваючи православне віровчення. У традиційній візантійській стилістиці іконопису (так званій канонічній, тобто відповідній стародавнім усталеним правилам, канонам, за традиційними церковними зразками) люди й події зображуються «з погляду вічності», розкриваючи за допомогою історично розвинутої символіки їхню духовну й вічну природу. Цьому певною мірою сприяють так звана «обернена перспектива», золоте тло, на якому часто пишеться ікона і яке символізує Царство Небесне, сповнене Божественного світла, композиційні правила тощо.
З XVII століття традиційна середньовічна стилістика в православному іконопису починає витіснятися так званою академічною під впливом західноєвропейського релігійного живопису, де такий перехід відбувся століттями раніше. Особливо сильних впливів зазнав український іконопис, що вплинув у свою чергу на російську ікону синодальної доби. Грецький іконопис також зазнав впливів західного романтичного мистецтва. У цей період релігійний живопис максимально наближається до світського, долаючи історично створений розрив. Подібні ікони називаються живописними або академічними іконами. Інколи вони критикуються православними богословами та іконописцями, але це не має жодних підстав у догматі про іконошанування. З початку XX століття в західному світі виникає інтерес до традиційної православної ікони, що стимулювало повернення до її традицій у Православній церкві.
Релігійна скульптура як вид церковного мистецтва у Православ'ї не поширена, але всупереч помилковій думці, не заборонена. У Візантійський період були популярні рельєфи, звідтоді також походить традиція огортати написані ікони срібною або золотою «ризою», задля збереження образу. Ризи зазвичай залишають лише зображення обличчя та рук святих, вкриваючи усю іншу поверхню ікони. В українській традиції елементи скульптури представлені дещо ширше, ніж у сучасній балканській. Наприклад, іконостаси нерідко увінчуються скульптурами чи площинними фігурами Голгофи, тоді як у грецьких і південнослов'янських церквах це, як правило, хрест з живописним зображенням Розп'яття та ікони Богородиці й апостола Іоана на окремих дошках, що тримаються на рельєфних фігурах драконів (тобто скульптурі відводиться суто декоративне значення, відмежоване від сакрального іконопису). В Росії існувала традиція народної дерев'яної скульптури (образи Христових страстей, святих тощо), використання якої в церквах, однак, було заборонене у Синодальний період в XVIII столітті (водночас з поширенням скульптурних елементів у барокових та ампірних іконостасах). Деякі старообрядці-безпопівці визнають, навпаки, лише рельєфні (різьбярні) ікони, відкидаючи «фарбовані».
Ікони не визначаються Православ'ям як ідоли або об'єкти поклоніння. Принципи їхнього використання були чітко визначені на Сьомому Вселенському соборі. Виправдання їхнього вживання обґрунтовується так: доки Господь Ісус Христос не прийняв людське тіло, жодного матеріального відображення Бога не могло бути, оскільки Він був непізнаваний. Коли Христос став людиною, його вже можна було зображати. І оскільки Він був Богом, цілком виправдано створювати образ Божого Втілення. Проте шанування ікон є не шануванням дерева чи фарби. Це шанування того, що зображено. Відомий вислів святого Василія Великого, що шанування образу переходить на її першообраз (тобто адресоване йому, а не самому зображенню), сказаний їм про церемоніальне зображення царя, увійшов до тексту догмата про іконошанування (на противагу тезі, нібито образ повинен мати онтологічний зв'язок з першообразом, якою обґрунтовувалося як поклоніння ідолам, так і заперечення можливості зображення Боголюдини іконоборцями).
Ікони розташовуються усередині церков й іноді повністю вкривають інтер'єр. Вдома православні зазвичай мають місце, де розташовуються ікони для сімейних молитов.
Ікони часто освічуються свічкою або лампадою. Надається перевага бджолиному воску для свічок та рослинної олії для лампад, оскільки це природні матеріали, які ясно горять. Окрім практичної цілі освітити ікони у зазвичай темній церкві, свічки та лампади символізують Світло для Світу, яким є Христос.
Існує багато історій про чудотворні ікони, які пересувались, говорили, плакали, стікали кров'ю або миром. Вважається, що подібне трапляється для укріплення віри людей та для попередження про якісь події. Деякі чудотворні ікони, чия слава тримається довгий час, є об'єктами паломництва, як і місця, де вони зберігаються. Як свідчили православні богослови та святі, чудотворність ікони полягає не в матеріалі, з якого вона виготовлена, а в славі святого, який на ній зображений. Ікона, за словами о. Павла Флоренського, є вікном у духовний світ і поєднана зі славою того, кого вона представляє.

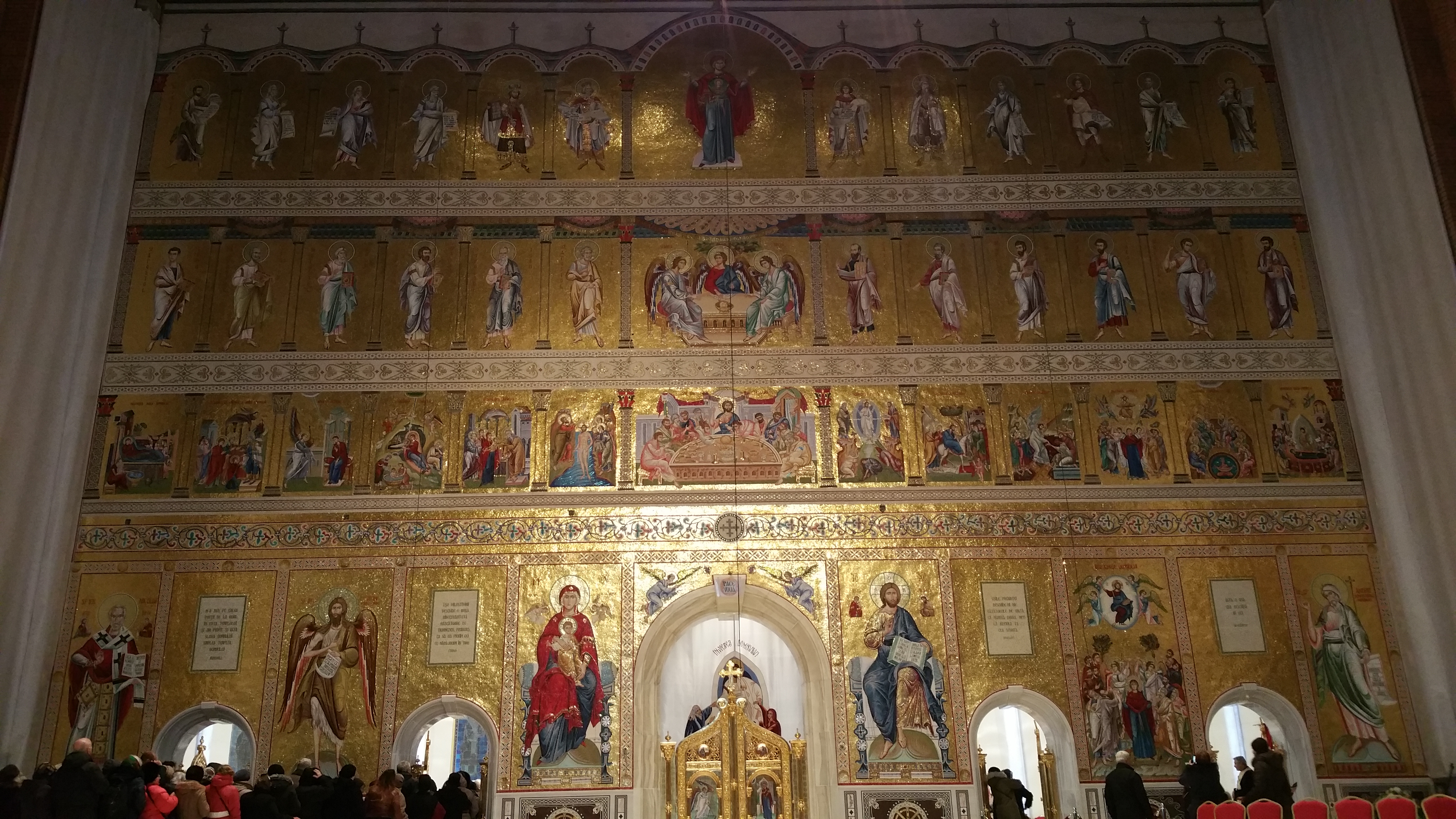
Іконостас в румунському Соборі спасіння нації

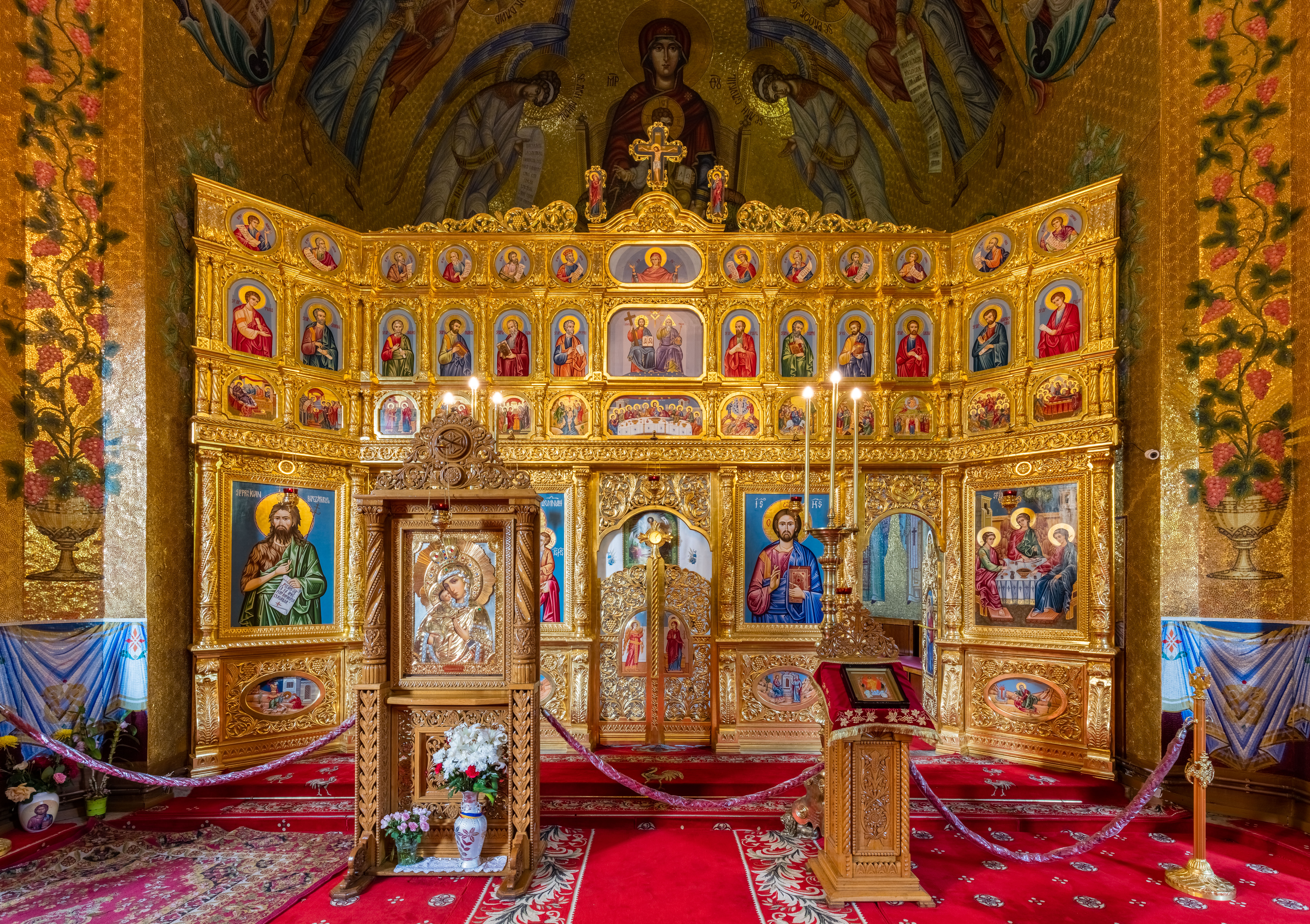
Православний іконостас, монастир м. Ісакча

Іконостас
Іконостас — це стіна з ікон та релігійних картин, що відділяє нав (головну частину храму) від Святая Святих. Іконостасом також називають пересувний набір ікон (у вигляді стійки або полиць), що може бути поставлений у церкві, або вдома для сімейних молитов. Сучасний іконостас походить з візантійської храмової перегородки XI століття. Розвиток іконостасу завдячує ісихазму XIV століття та талановитим майстрам по дереву Російської православної церкви. Перший високий п'ятирівневий іконостас був створений Андрієм Рубльовим у Володимирському катедральному соборі у 1408 році.
Хрест
Зображення хреста в Православній церкві численні і часто дуже орнаментовані, але його використання не поширюється на всі православні традиції. Деякі мають особливе значення.
Трихрестковий хрест, популярний у Росії та Білорусі, але поширений у східному православному світі, якщо побачити праворуч, має три такти. Його витоки — у ранньовізантійській церкві IV століття нашої ери. Маленька верхня поперечина являє собою знак того, що Понтій Пілат прибив над головою Христа. На ньому часто вказується абревіатура «INRI», латинська, що означає «Ісус із Назарета, єврейський цар» або «INBI», грецька, «Ісус з Назарету, єврейський цар»; однак його часто замінюють або посилюють фразою «Цар Слави», щоб відповісти на висловлювання Пілата твердженням Христа: «Моє Царство не від цього світу». Також є нижня похила планка, яка має кілька пояснень. Докази свідчать, що для розп'яття існувала невелика дерев'яна такта, щоб стояти на вазі; у випадку Ісуса його ноги були прибиті пліч-о-пліч до цієї платформи по одному цвяху, щоб продовжити тортури хреста. Прямі докази цього в основному беруться з двох джерел, а саме Біблії (щоб жертва швидше померла, ноги були зламані, тому вони не могли витримати його ваги, і він задихнувся) та іконографія (все рано зображення розп'яття показують це розташування, а не пізніше з ногами зверху з одним цвяхом). Деякі експерти також вказували на те, що прибиті цвяхами руки тіла, розп'ятого у спосіб, який часто демонструється в сучасному світському мистецтві, не витримає ваги тіла і прорветься. Платформа для ніг позбавить цю проблему. Те, що нижня смуга похилене, має два пояснення: представляти цілком справжню агонію, яку пережив Христос на хресті, і означати, що злодій праворуч від Христа вибрав правильний шлях, тоді як злодій на ліві не зробив це.
Інші хрести, пов'язані зі Східною православною церквою, — це більш традиційні однохрестові хрести, окуліровані візерунки, грецький хрест, латинський хрест, єрусалимський хрест (хрест патте), кельтські хрести, козацький хрест тощо.

Грецький хрест
Латинський хрест
Кельтський хрест
Сербський хрест
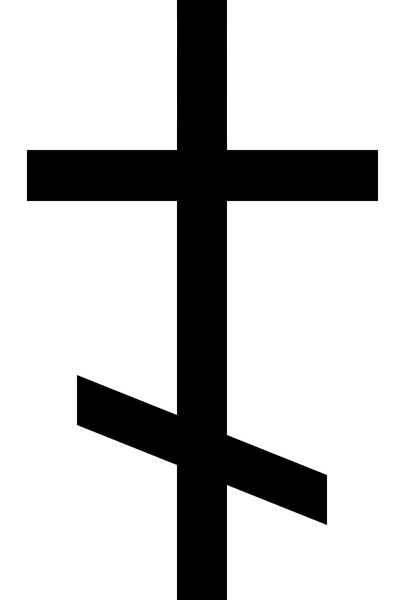
Московський хрест
Православний хрест
Македонський хрест
Патріарший хрест
Єрусалимський хрест
Козацький хрест

### Мистецтво та архітектура

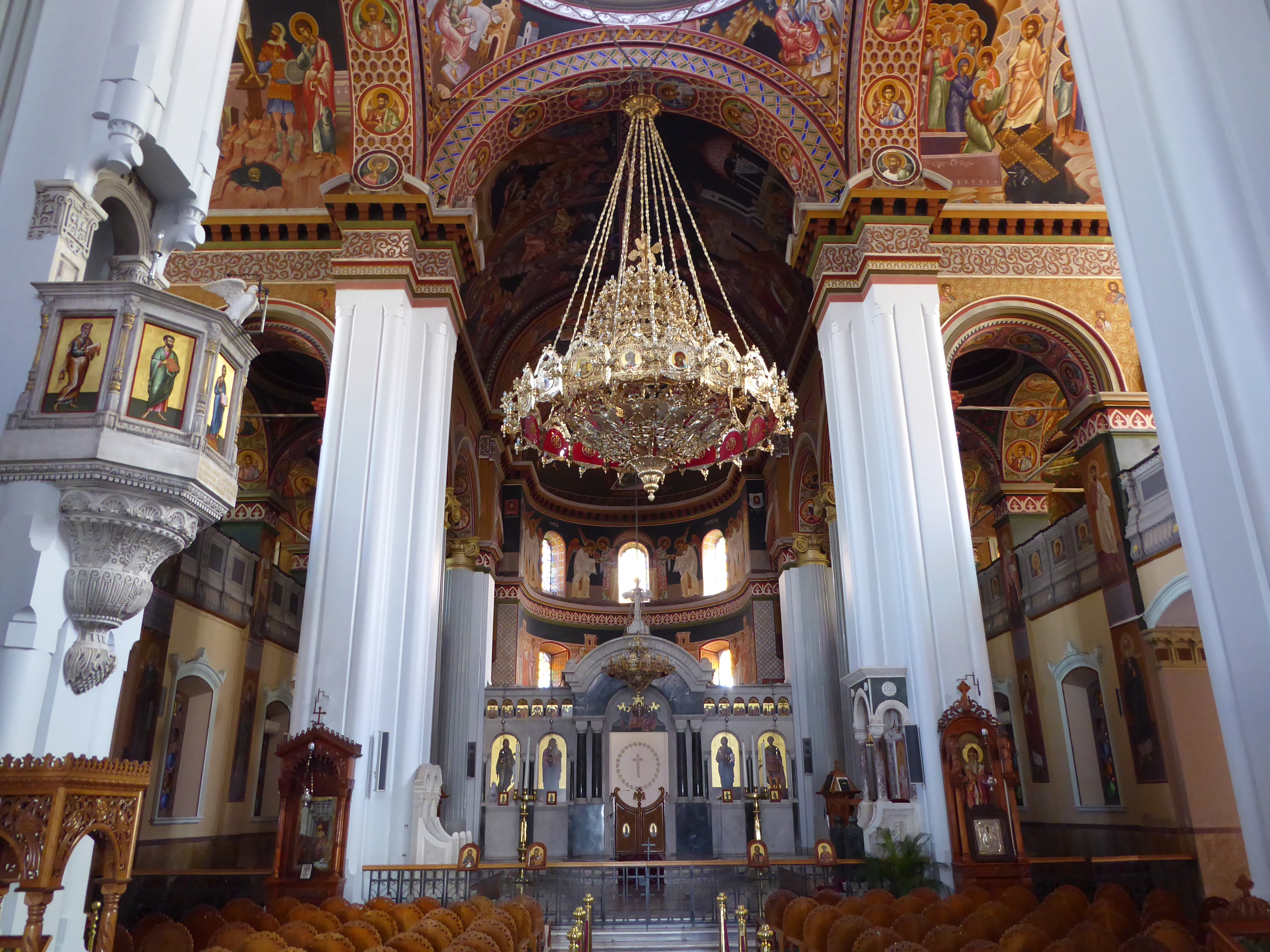
Інтер'єр собору Агіос Мінас, Іракліон

Будівля церкви має багато символічних значень; мабуть, найдавнішою та найвизначнішою є концепція, що церква — це Ковчег (як у Ноя), в якому світ рятується від потоку спокус; тому більшість православних церков мають прямокутний дизайн. Інша популярна конфігурація, особливо для церков з великими хорами, — це хрестоподібна або хрестоподібна форма, або те, що називається «грецьким хрестом».
Архітектурні візерунки різняться за формою та складністю, каплиці іноді додаються навколо головної церкви або потрійні вівтарі; але загалом символічне планування церкви залишається незмінним. Кожна церква створена з визначеною кваліфікацією на основі того, що сказали апостоли в Біблії. Ці кваліфікації включають, наскільки великий повинен бути храм.
Будівля церкви поділена на три основні частини: нартекс (тамбур), неф і святилище (також зване вівтарем або святим місцем). Нартекс — це місце, де традиційно просили катехуменів та відвідувачів, які не є православними, під час богослужінь. Він відокремлений від нави «Царськими воротами». По обидва боки від цих воріт стоять підставки для свічок (меналії), що представляють вогняні стовпи, що йшли перед єврейським народом, що рятувався від Єгипту.
Неф — це місце, де під час богослужінь стоїть більша частина збору. Традиційно чоловіки стоять праворуч, а жінки — ліворуч. Це з ряду причин:
1. Враховуючи сімейну одиницю минулих століть, чоловік був домінуючим; таким чином, стоячи на однаковій відстані від вівтаря, наголошується на рівності.
2. Ідея поділу статей була успадкована від єврейської традиції робити це в синагогах
3. Поділ статей також слідувало практиці хорів, в яких різні рівні голосу розміщуються в групах для сприяння гармонії.

Загалом, чоловіки та жінки одягаються шанобливо, як правило, одягаючи «найкращу неділю» для входу до церкви. Часто жінки покривають голову, як це наказав Павло 1 Кор. 11:13. Діти вважаються повноправними членами церкви і уважно і тихо стоять під час богослужінь. Часто є хорова зона збоку або в горищі ззаду. На додаток до хору, спереду завжди присутній співець, який повторює відповіді та гімни, які є частиною Божественної літургії, яку пропонує священник. У стелі зазвичай є купол із іконою Христа, зображеною як Володар Всесвіту (Пантократор).
Архієпархіальний собор Святої Трійці на верхньому Іст-Сайді в Нью-Йорку є найбільшою православною християнською церквою в Західній півкулі.
Окрім ікон, східно-православні церкви та монастирі часто прикрашають фрески та мозаїки.

### Місцеві звичаї

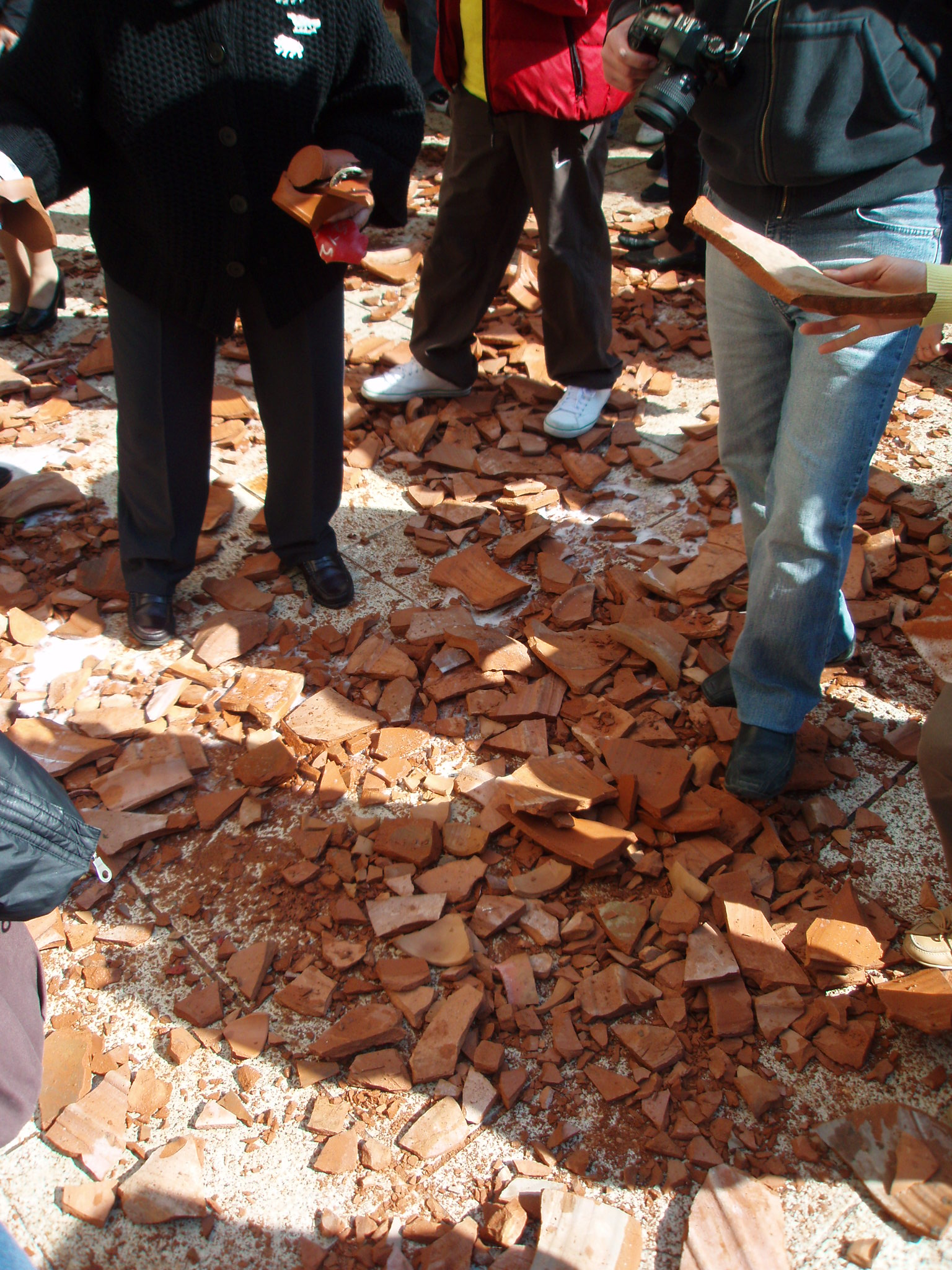
Осколки керамічних ваз на вулиці після викидання з вікон сусідніх будинків. Традиція святої суботи на Корфу.

Православна церква також має багато пов'язаних традицій (іноді їх називають просто звичаями), сумісних з її життям та функціями, але не обов'язково настільки тісно пов'язаних із самою вірою. Зазвичай вони не розглядаються як частина святої традиції, хоча суворої лінії поділу не проводиться. Поки підтримується сумісність, загальна практика часто тяжіє до дозвільного, а не до обмежувального, місцевий священник або єпископ вирішує питання.
Багато з цих звичаїв є місцевими або культурними, а деякі навіть не особливо релігійні, але складають частину стосунків церкви з людьми в той час і в тому місці, де вона існує. Там, де зовнішні звичаї впливають на такі церковні обряди, як богослужіння, пильніше стежать за охороною цілісності богослужінь, але відповідні місцеві відмінності вітаються і відзначаються радісно. Місцеві церковні звичаї, особливо богослужбові, називаються відмінностями в типиці (стилі).
Місцевість також виражається в регіональних термінах церковної юрисдикції, яка часто також проводиться за національною лінією. Багато православних церков приймають національний титул (наприклад, албанські православні, болгарські православні, антиохійські православні, грузинські православні, греко-православні, чорногорські православні, румунські православні, російські православні, сербські православні, українські православні тощо), і цей титул може визначити, якою використовується на богослужіннях, які єпископи очолюють, а за типікою йдуть конкретні збори. На Близькому Сході православних християн зазвичай називають православними ромами («римськими») через їх історичний зв'язок зі Східною Римською (Візантійською) імперією.
Відмінності в практичній діяльності («практика»), як правило, незначні, включаючи такі речі, як порядок співу певного набору гімнів або час, коли святкується певна служба. Але святкування днів святих місцевих святих частіше відзначається у спеціальних службах в межах певної місцевості, як і деякі національні свята, такі як День незалежності Греції. У Північній Америці святкування Дня Подяки збільшується.
Члени церкви повністю об'єднані у вірі та священних таємницях з усіма православними громадами, незалежно від національності та місцезнаходження. Загалом, православні християни могли подорожувати земною кулею та відчувати знайомство з послугами, навіть якщо вони не знали мови, якою користуються.
У Леванті християнські православні служби та ідентичність часто поєднують як візантійські грецькі, так і корінні (арабські та арамейські) традиції. Інші православні громади можуть ідентифікувати себе одночасно з двома східними православними церквами, наприклад, кавказькі греки та понтійські греки в Росії часто ототожнюються як з Грецькою православною церквою, так і з Російською православною церквою в результаті багатовікової асиміляції та шлюбних відносин з етнічними росіянами та іншими християнами-православними громади переважно на півдні Росії.

## Святі таїнства
Згідно з православним богослов'ям, ціль християнського життя — це досягнення містичного єднання людини з Богом («теозис»). Єднання розуміється одночасно як колективне та індивідуальне. Св. Афанасій Александрійський писав відносно Боговтілення, що «Він (Ісус) став людиною, аби ми могли стати богом (θεοποιηθῶμεν)». Усе життя Церкви зорієнтовано, аби зробити це можливим і полегшити цей шлях.
У Православній церкві терміни «Таїнство» чи «Таїнства» стосуються цього процесу єднання з Богом. Вважається, що Бог може зробити будь-що негайно і невидимо, також вважається, що він зазвичай використовує матеріальні субстанції як посередників для досягнення людей. Обмеження у цьому залежить від людей, а не від Бога. Матерія не вважається злом у Православ'ї. Вода, олія, хліб, вино тощо, все це використовується Богом, аби допомогти людям наблизитися до нього. Як цей процес відбувається під час Таїнства людськими поняттями висловити неможливо, вважає Православна церква. Хоча Таїнства сповнені молитвами і символікою, але вони мають реальну силу і тому їхнє істинне значення не можна забувати.
У Православ'ї виділяють сім основних Таїнств. Проте це число не обмежується так суворо, як в католицизмі та протестантських групах — часто до Таїнств відносять й деякі інші. Основні Таїнства — це Святе Причастя (найпряміше поєднання з Богом), Хрещення, Миропомазання, Сповідь, Єлеосвячення (Соборування), Шлюб та Рукоположення (Священство). Зрідка «Таїнствами» називають інші священнодії та обряди — постриження у ченці, освячення води, піст, роздачу милостині тощо (проте поширенішою для них є назва «обряд»).

### Євхаристія

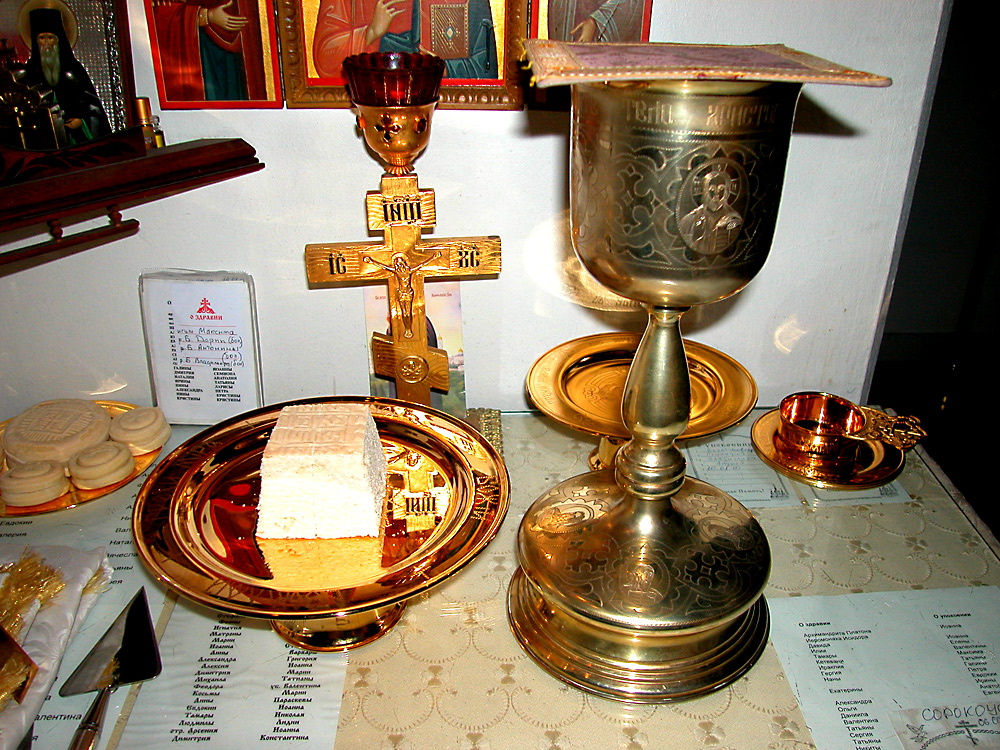
Євхаристійні елементи, підготовлені до Божественної літургії

Євхаристія (Святе Причастя) — це центр Православного християнства. На практиці це вживання Тіла і Крові Ісуса Христа посередині Божественної Літургії членами церкви. Православні вірять, що хліб і вино дією Святого Духа стають істинним Тілом і Кров'ю Ісуса Христа. Православна церква ніколи точно не описувала як саме це відбувається і не вдавалась у деталі, як це робили Римсько-католицька і протестантські церкви. Доктрина про перехід субстанції (transubstantiation) була сформульована вже після розколу католицької та православної церков і Православні церкви ніколи офіційно ані приймали її, ані заперечували, надаючи перевагу простому визначенню, що це «Таїнство».
Причастя подається лише хрещеним, миропомазаним православним християнам, що готувались до нього за допомогою посту, молитви та сповіді. Священник дає Дари особі, що причащається, ложкою у вуста прямо з чаші. Немовлят і малих дітей для отримання Святого Причастя підносять до чаші на руках.
У Православ'ї існує консервативна точка зору, що часте причастя є духовно небезпечним, оскільки призводить до браку благоговіння і побожності перед прийняттям найважливішого Таїнства, а це може зашкодити душі. Проте, багато духовних наставників захищають часте причастя за умови збереження належної підготовки до нього і духовної уваги. Часте прийняття Дарів є поширенішим нині, ніж протягом кількох попередніх століть. Це є спробою відродити давню традицію, адже в ранній церкві віруючі причащались на кожній Літургії, де були присутні.

### Хрещення

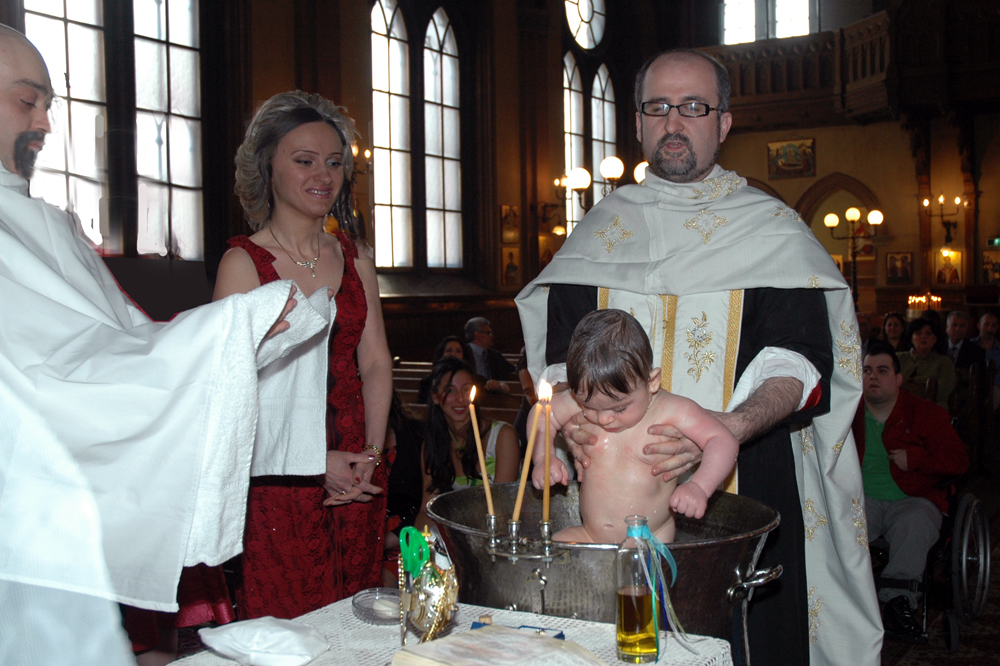
Православне хрещення

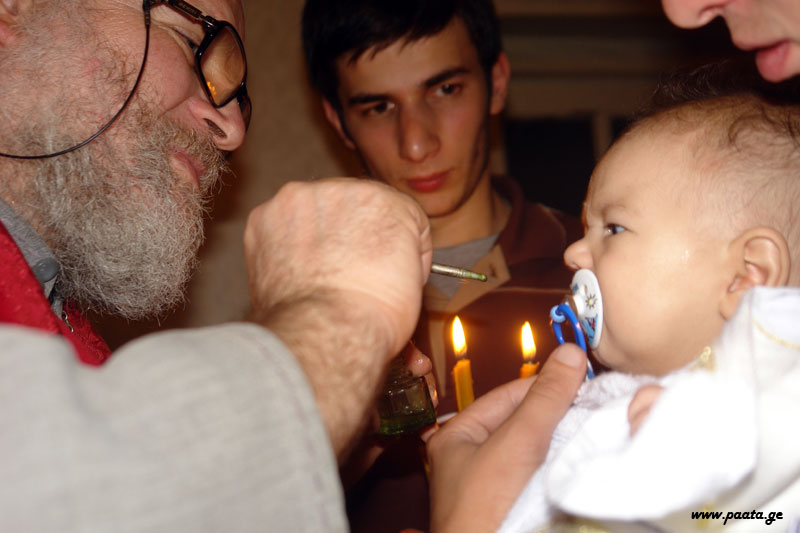
Миропомазання

Хрещення — це таїнство, що перетворює стару грішну людину на нову і чисту. Колишнє життя, здійснені гріхи та помилки зникають і душа людини стає немов чиста дошка. Через хрещення людина приєднується до Тіла Христового, стає членом Православної церкви. Протягом служби вода благословенна. Хрещуваного повністю занурюють у воду тричі в ім'я Святої Трійці. Це розглядається як смерть «старої (ветхої) людини» через участь у розп'ятті та похованні Христа і відродження до нового життя у Христі через участь у його воскресінні. У хрещенні людині дається нове ім'я.
Діти у православних родинах зазвичай хрестяться невдовзі після народження. Одразу після хрещення як дорослої особи, так і дитини відбувається таїнство миропомазання, об'єднане з хрещенням у єдину відправу.
Таїнство хрещення зазвичай відправляється єпископами і пресвітерами. Проте у крайніх випадках (небезпека для життя) будь-який член Православної церкви може здійснити хрещення. Якщо особа переживе небезпеку, її хрещення доповнюється миропомазанням.
Попри певні зміни, які зазнала процедура хрещення в історії та різних помісних церквах, її кістяк зберігається зі стародавніх часів. Св. Кирил Єрусалимський (пом. 386) у своїй «Проповіді на Таїнство Хрещення» описує практично таку ж службу, яка має місце у Православ'ї нині.

### Миропомазання
Миропомазання (що зветься також конфірмація) — це таїнство, у якому хрещеній особі надається дар Святого Духа через помазання Святим Миром. Зазвичай миропомазання здійснюється одразу після хрещення як частина однієї служби, але воно також застосовується для прийняття назад колишніх членів Православної церкви. Таким чином, як хрещення є участю людини у смерті і воскресінні Христа, миропомазання є участю людини у сходженні Святого Духа в день П'ятидесятниці.
Хрещений і миропомазаний православний християнин є повноцінним членом церкви і може приймати Євхаристію, незалежно від свого віку.
Святе Миро може приготувати будь-який єпископ у будь-який час, але звично воно готується лише раз на рік. Як правило тоді, коли синод чи собор єпископів збирається на щорічне засідання. Деякі автокефальні церкви отримують своє Миро від інших. Миропомазання у давнину замінювалось покладанням рук, що описано в Новому Заповіті.

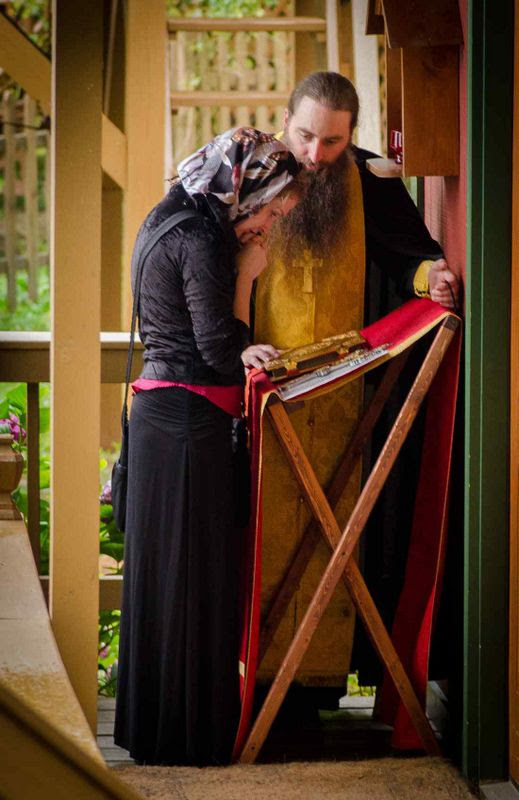
Сповідь

### Сповідь
Православні християни, що вчинили гріхи, але розкаюються в них, і бажають примиритись з Богом та відновити чистоту свого первісного хрещення, зізнаються (сповідаються) у своїх гріхах Богу у присутності духовного наставника, котрий надає поради і спрямовує людину, щоб допомогти їй побороти гріх. Парафіяльні священники зазвичай виконують функції духовних наставників (духівників), але таким наставником може бути будь-хто, як чоловік, так і жінка, за наявності благословення єпископа на приймання сповіді. Духівники обираються вірними дуже обережно, оскільки раз обравши духівника, його не прийнято змінювати. Після зізнання у гріхах вголос (сповіді), священник читає над людиною, що щиро покаялась, молитву, яка звільняє її від гріхів.
Гріх не розглядається Православ'ям як пляма на душі, яку слід очистити, або як порушення закону, що має бути виправлене каральним вироком. Гріх сприймається як помилка, що зроблена особистістю, що є слушною нагодою для духовного росту і розвитку. Накладання епітимії (покарання), якщо духовний наставник вважає її необхідною, ніколи не буває формальним, а повинне бути спрямованим до людини з урахуванням її особистої проблеми, сприяти глибшому розумінню вчиненої помилки і шляхів її подолання. Хоч це звучить суворо, але в Православ'ї широко поширене тимчасове відлучення від Причастя. Вимагається дуже високий рівень душевної чистоти для здійснення Причастя, тому тяжкі гріхи роблять необхідним для особистості утриматись від нього на певний час. Сповідь та покаяння є обов'язковими, аби людина піднялась до прийнятного для Євхаристії духовного рівня (хоча цілковито достойним не може бути ніхто). Оскільки повноцінне членство у церкві надане дітям, навіть для малих дітей сповідь не є рідкістю. Вона лише повинна враховувати, що їхня вина набагато нижча, ніж у старших дітей, хоча їхня здатність до духовного росту не менша. В Українській православній церкві, окрім окремих випадків, не прийнята сповідь дітей приблизно до семи років (точніше, до часу їхнього усвідомлення своїх вчинків і гріхів).

### Єлеопомазання

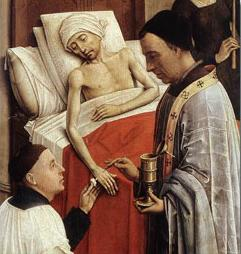
Сім таїнств (фрагмент Помазання хворих), Рогір ван дер Вейден (1445)

Єлеопомазання (що зветься також соборуванням), одне з семи головних таїнств Православної церкви. Таїнство поширеніше у Православній церкві, аніж у Римській католицькій (до останнього часу). У обох церквах сьогодні воно призначається не для помираючих чи тяжкохворих, а для всіх, хто потребує духовного чи фізичного зцілення. У Православ'ї воно пропонується щороку у Велику Середу для всіх віруючих. Воно також надається і в інші дні посту, або у будь-який час коли священник вбачає його необхідність для своєї пастви. Вважається, що під час соборування людині прощаються ті гріхи, які вона не пам'ятає.
Відповідно до православного віровчення, єлеосвячення ґрунтується на соборному посланні апостола Якова:
|  | Чи хворіє хто з вас? Хай покличе пресвітерів Церкви, і над ним хай помоляться, намастивши його оливою в Господнє ім'я, і молитва віри вздоровить недужого, і Господь його підійме, а коли він гріхи був учинив, то вони йому простяться (Яків, 5:14-15). |

### Вінчання
Шлюб у Православній церкві розглядається як дія Бога, у якій він освячує об'єднання двох людей в одне ціле. Це поєднання розглядається як милість Бога. Головне завдання шлюбу — взаємна втіха і допомога двох людей. Хоча продовження і збереження роду вважається важливим, але значно важливішим є зв'язок любові між двома особистостями, як відбиття нашого первісного зв'язку з Богом (теозису). Розлучення рідкісне явище у Православній церкві (серед практикуючих православних). Церква визнає, що трапляються ситуації, коли подружжю краще розділитись. Дозвіл на повторний шлюб залежить від рішення єпархіального єпископа. Зазвичай вдівці можуть одружитись вдруге, як і окремі розлучені. Чоловіку не дозволяється бути священником, якщо він або його дружина були розлучені. Якщо особа одружується вдруге після розлучення, таїнство зовсім інше — воно містить покаянні молитви стосовно першого зруйнованого шлюбу. Другий шлюб вже не вважається повноцінним, це поблажливість до людської слабкості, аби вберегти людину від гріха поза шлюбом. В окремих випадках допускається також третій шлюб, але четвертий вже заборонений — він розглядається як гріх, що несумісний з перебуванням у Православній церкві.
Таїнство шлюбу у Православ'ї складається з двох окремих частин: заручин та вінчання. У минулому ці дві частини були розведені у часі, часто між ними проходили роки, але нині вони зазвичай зводяться у одне чинопослідування. Заручини включають обмін перснями, весільну процесію, заяву про наміри (освідчення в коханні) та запалювання свічок. Вінчання включає читання зі Святого Письма, власне вінчання (благословення вінцями), благословення спільною чашею (майбутнє подружжя п'є вино зі спільної чаші), танець Ісаї (наречений і наречена тричі обходять навколо аналоя) і зняття вінців. У таїнстві немає обміну обітницями. Виголошуються очікування виконання зобов'язань, покладених на подружжя, та всіх обіцянок, які вони дали один одному приватно. Завершується таїнство вітанням подружжя.

### Священство

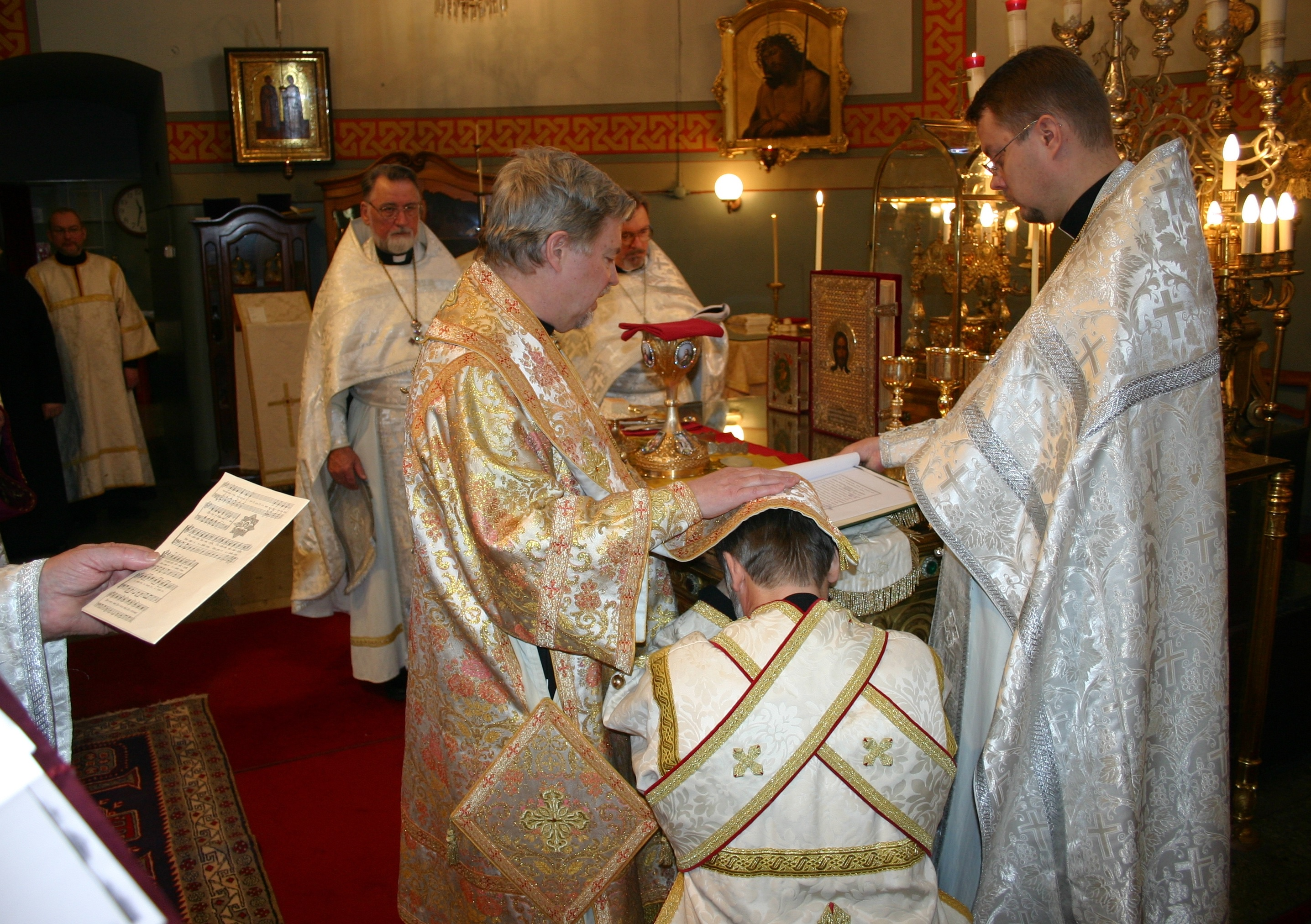
Східний православний іподиякон висвячується в сан дияконату. Єпископ поклав омофор і праву руку на голову кандидата і читає Молитву Чейротонії.

Таїнством священства називається рукоположення чоловіків у різні духовні чини церкви (свячення, хіротонія). Від свого заснування церква поширилась різними територіями і в кожному місці апостоли та місіонери рукопокладали з місцевих єпископа (гр. ἐπίσκοπος, «наглядач»), що очолював общину. Були ще інші духовні чини — пресвітер (гр. πρεσβύτερος, «старший»), що в українській став зватись «священник», та диякон (гр. διάκονος, «служитель»). Існувало багато адміністративних чинів серед кліру, що носили додаткові титули. У грецькій традиції, єпископи, що очолювали давні катедри називались митрополитами, а головний єпископ у Греції зветься Архієпископом. У слов'янській традиції вживання термінів зворотне. Священники (ієреї) можуть бути протоієреями, благочинними, архімандритами, протопресвітерами. Диякони можуть бути архідияконами або протодияконами. Диякон служить як асистент священника чи єпископа. Існують також нижчі чини іподиякона та чтеця.
Православна церква завжди дозволяла священникам і дияконам бути одруженим, за умови, що шлюб укладено до посвячення (принаймні, у випадку священників). Вважається, що парафіяльні священники мають бути одруженими, оскільки вони живуть у звичайному суспільстві (тобто, «у миру», а не в монастирі). Овдовілі священники не можуть одружитись вдруге (це можливе лише після складання сану). Вони залишаються священниками у целібаті, або приймають чернечий постриг. Вдови священників, що не вийшли заміж вдруге, часто теж приймають постриг у монастирях, коли їхні діти виростають. Єпископи у сучасній Православній церкві повинні бути неодруженими (у целібаті). У ранній церкві допускався одружений єпископат, але пізніше це відмінили з практичних міркувань, аби єпископ не був нічим зв'язаний і міг повністю віддаватись своєму служінню. Хоча Православ'я визнає повну рівність чоловіка і жінки перед Богом (Гал. 3:28), лише чоловіки, що достатньо підготовлені і не мають канонічних перешкод, можуть бути посвячені у єпископа, священника чи диякона. Хоча в ранній церкві існував чин дияконис, які готували до Хрещення та інших таїнств жінок, нині потреби у ньому немає.

## Історія

### Рання церква

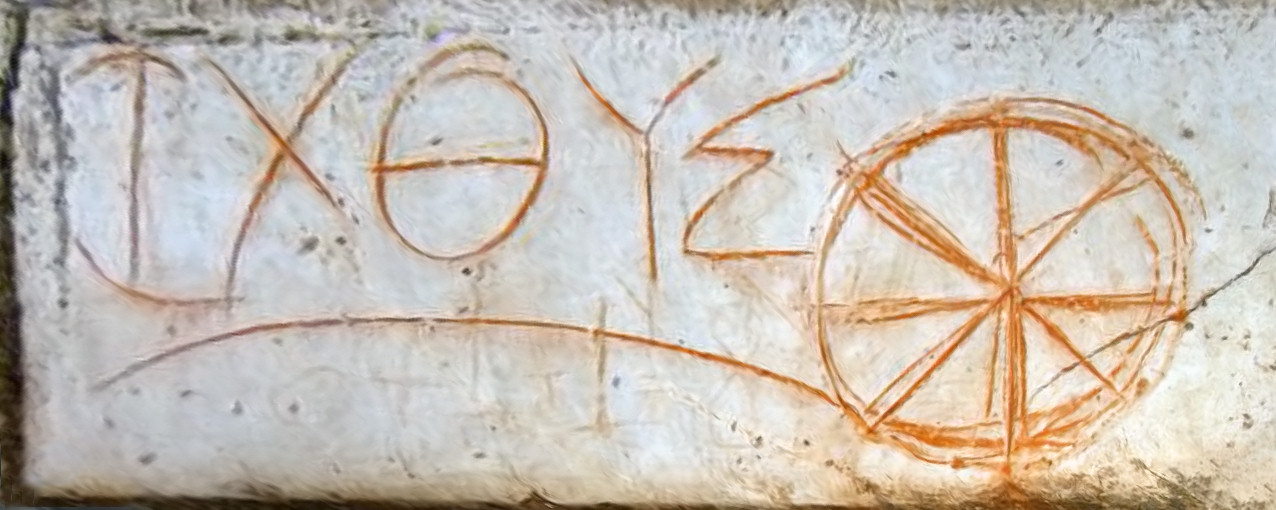
Ранньохристиянський напис «Іхтіс» з стародавнього Ефесу

Християнство від початку поширилось у переважно грекомовній східній частині Римської імперії. Св. Павло та апостоли активно подорожували по всій Імперії, засновуючи церкви у основних містах. Перші церкви з'явились у Антиохії, Александрії та Єрусалимі, а потім у двох політичних центрах — у Римі і Константинополі. Православні вірять у заснування в той час апостольської спадкоємності. Це відіграє ключову роль у погляді церкви на саму себе як на пряму спадкоємницю першої християнської спільноти.
Тривалі гоніння на християн припинились у 313 році, коли імператор Костянтин Великий оприлюднив Міланський указ (едикт). Відтоді Візантійський імператор здійснював більшою чи меншою мірою вплив на церкву (див. цезаропапізм). У цей період також скликались Вселенські собори, щоб розв'язати суперечки та встановити церковні догми, щодо яких погоджується вся Вселенська церква. Іноді патріархи (часто Константинопольські) усувалися імператором. Зокрема, імператори були на стороні єресі іконоборців у VIII і IX століттях.

### Вселенські собори

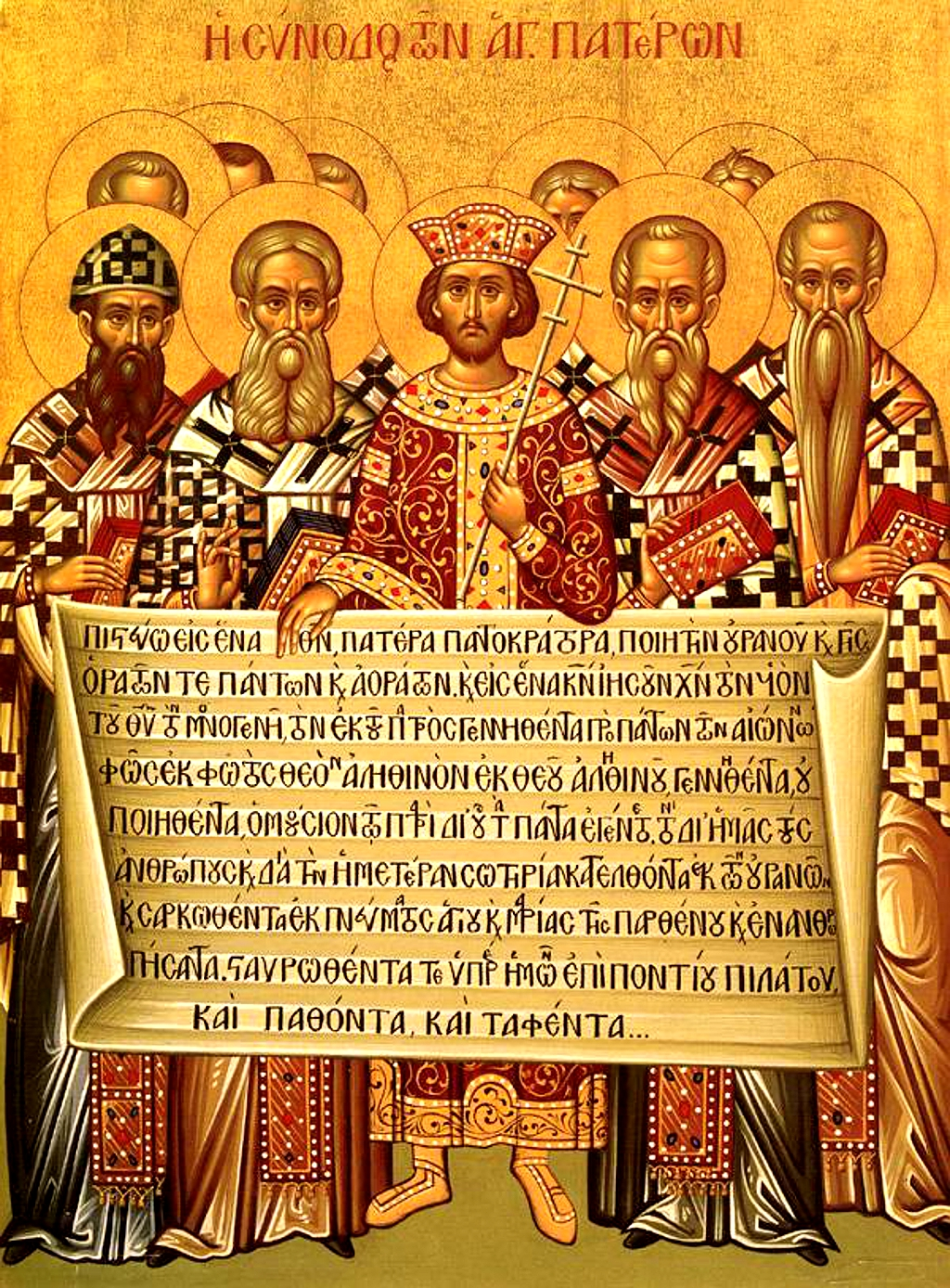
Отці Першого Вселенського Собору (325) з текстом Символу Віри (381)

Ряд богословських диспутів IV століття призвів до скликання Вселенських соборів.
Православна церква вважає такі собори вселенськими:
1. Перший Вселенський собор, що був скликаний Римським імператором Костянтином у Нікеї у 325 році. Він засудив погляди Арія, що Син є створеною істотою, нижчою за Отця.
2. Другий Вселенський собор, що зібрався у Константинополі у 381 році, визначив природу Святого Духа, засудив тих, хто відстоював його нерівність іншим особам (іпостасям) Святої Трійці.
3. Третій Вселенський собор 431 року у Ефесі підтвердив, що Діва Марія є Матір'ю Бога (Богоматір), заперечивши вчення Несторія.
4. Четвертий Вселенський собор 451 року у Халкідоні підтвердив, що Ісус є істинним Богом, і істинною людиною, без змішування двох природ, заперечивши вчення монофізитів.
5. П'ятий Вселенський собор 553 року, другий, зібраний у Константинополі, роз'яснив постанови Халкідонського собору і повніше розкрив взаємозв'язок двох природ в Ісуса. Також він засудив вчення Орігена про передіснування душ.
6. Шостий Вселенський собор 681 року у Константинополі підтвердив, що Христос мав дві волі у своїх двох природах, людську і божественну, заперечивши вчення монофелітів.
7. Сьомий Вселенський собор був скликаний імператрицею Іриною у 787 році у Нікеї. Він підтримав шанування ікон, але заборонив поклоніння їм. Відомий також як «Тріумф Православ'я».
8. Восьмий Вселенський собор або Четвертий Константинопольський собор, що був скликаний 879 року. Він відновив св. Фотія на Константинопольському Престолі і заборонив будь-які зміни у Нікео-Цареградському Символі віри. Собор був прийнятий як вселенський усіма п'ятьма патріархами, включаючи Папу Римського Івана VIII.
9. Дев'ятий Вселенський собор або П'ятий Константинопольський собор, що відбувався як ряд соборів між 1341 та 1351 роками. Він прийняв богослов'я ісихазму св. Григорія Палами та засудив філософа Варлаама Калабрійського.

Останні два собори офіційно не були утверджені як Вселенські (це може бути здійснено лише на наступному Вселенському соборі).
Окрім цих соборів, відбувся ще ряд значних соборів, які чіткіше окреслювали православну позицію. Це Константинопольські собори 1341 року, 1583 року, 1819 року та 1872 року, Ясський собор 1642 року, Всеправославний Єрусалимський собор 1672 року та Всеправославний собор на Криті 2016 року.

### Римська / Візантійська імперія

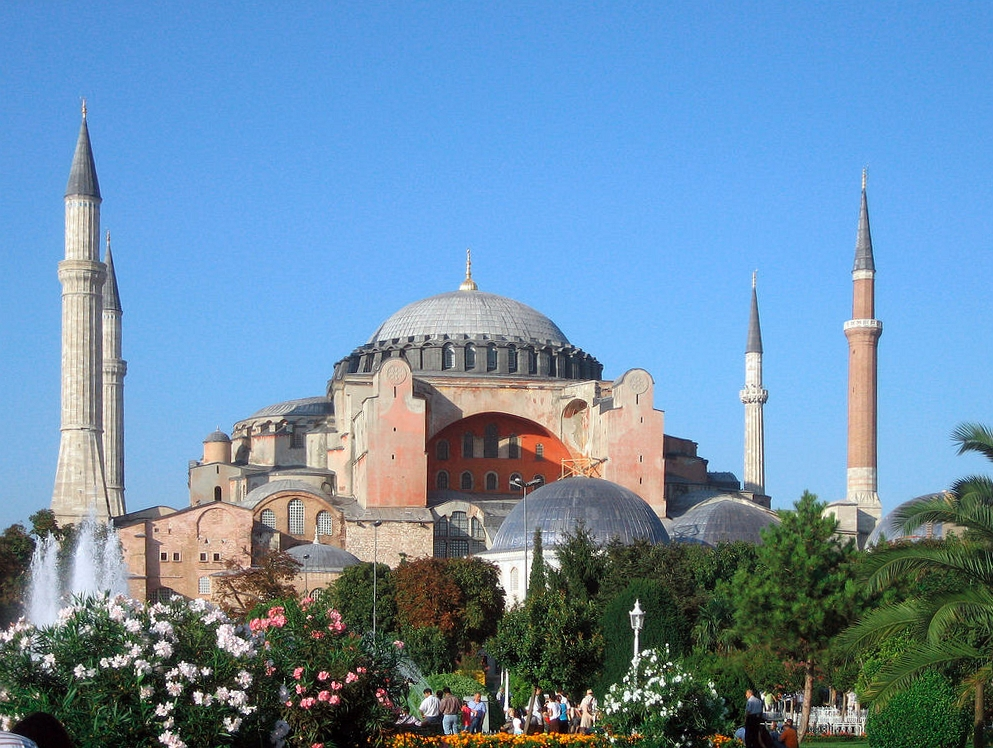
Собор Святої Софії, найбільша церква у світі та патріархальна базиліка Константинополя протягом майже тисячі років, згодом перетворена на мечеть, потім музей, потім знову мечеть.

Східнохристиянська культура досягла свого золотого віку у найвищій точці Візантійської імперії і продовжувала процвітати на Русі-Україні після падіння Константинополя. У Європі були створені численні автокефальні церкви: Греції, Грузії та України.
У 530-х роках імператором Юстиніаном І був збудований Константинопольський собор Святої Софії — Премудрості Божої (Hagia Sophia), що залишається головним архітектурним символом Православ'я. Її архітектурний стиль наслідували османські мечеті тисячу років потому. Будучи єпископським престолом Вселенського патріархату Константинополя, він залишався найбільшим собором у світі протягом майже тисячі років, поки Севільський собор не був добудований в 1520 році. Собор Святої Софії був описаний як той, що «займає унікальне місце в християнському світі» та є архітектурною і культурною іконою візантійської та Православної цивілізації, і вона вважається втіленням візантійської архітектури і, як кажуть, «змінила історію архітектури».

### Ранні розколи
Існують «несторіанські» церкви, що виникли внаслідок Ефеського собору (431 р.), це перші східнохристиянські церкви, які зберігають віру лише перших двох вселенських соборів, тобто Першого Нікейського собору (325) і Першого Константинопольського собор (381) як законних. «Несторіанська» — аутсайдерський термін для традиції, яка передувала впливу Несторія, походження якої могло лежати в певних моментах Антіохійської школи або через вчителів Несторія Теодора Мопсуестійського або Діодора Тарського. Сучасне втілення «Несторіанської церкви» є Свята апостольська католицька ассирійська церква Сходу та її частина, що відділилась від неї у 1964 році — Давня церква Сходу.
Єгипетський Александрійський патріархат розколовся на дві групи після Халкідонського собору (451) через дискусію стосовно зв'язку між божественною і людською природою Ісуса. Зрештою, це призвело до появи двох пап Александрійських, що очолювали ці групи. Ті, хто зберегли євхаристійне спілкування з іншими патріархами (котрі прийняли рішення Халкідонського собору) стали називатися «мелкітами» («люди царя», оскільки Константинополь був містом імператорів) і нині відомі як Грецька православна церква Александрії, що очолюється Папою і Патріархом Теодором ІІ. Ті, хто не погодились з рішенням Халкідонського собору нині відомі як Коптська православна церква Александрії, що очолюється Папою Шенудою ІІІ. Таке ж розділення виникло в Сирії (Антіохійський Патріархат) на Грецьку православну церкву Антиохії та Сирійську православну церкву. Деякі сучасні дослідники вбачають причини розколу не тільки в догматиці, а й у культурних особливостях, у спробах греків уніфікувати церкви інших культур.
Ті, хто не погодились з Халкідонським собором на Заході часто називається «Орієнтальним православ'ям» аби розрізнити їх зі «Східним православ'ям», тобто Вселенською православною церквою, яка прийняла рішення Халкідонського собору. Орієнтальні православні також часто називаються «монофізитами», «нехалкідонськими» або «дохалкідонськими» церквами. Остання назва прийнята у слов'янському богослов'ї. Нині Орієнтальні православні церкви заперечує, що вони монофізитські, і надає перевагу терміну «міафізитська», аби підкреслити «об'єднану» природу Христа. І Вселенська православна церква, і Орієнтальне Православ'я офіційно вважають себе продовженням істинної церкви, і вважають, що протилежна сторона впала у єресь. Однак в останні десятиліття XX століття намітилося примирення і спроби зблизитись. Церкви мають дуже багато спільного, незважаючи не певні розходження у богослов'ї, які останнім часом списують на невірний переклад і плутанину в богословській термінології.

Дохалкідонські церкви визнають лише три перших Вселенських собори (Перший Нікейський, Перший Константинопольський, Ефеський) і відкидають догматичні визначення Халкідонського собору.

### Навернення південних і східних слов'ян

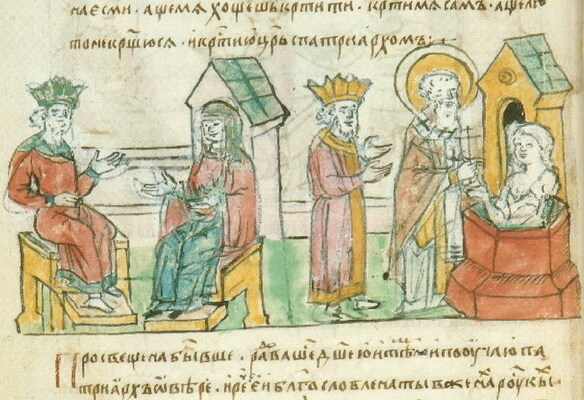
Хрещення княгині Ольги в Константинополі, мініатюра з літопису Радзивілл

У IX та X століттях Православ'я зробило значне розширення на територію Східної Європи, включаючи Київську Русь. Це було здійснено значною мірою завдяки роботі візантійських святих Кирила і Методія. Коли Ростислав, король Моравії, попросив Візантію прислати вчителів, що могли б відправляти богослужіння моравам їхньою рідною мовою, візантійський імператор Михаїл III обрав цих двох братів. Оскільки їхня мати була слов'янкою з віддаленого регіону Салонік, Кирило і Методій володіли місцевою слов'янською говіркою і переклали Біблію та багато інших богослужбових книг. Оскільки підготовані ними переклади переписувались носіями інших діалектів, виникла змішана штучна літературна мова — церковнослов'янська. Спершу надіслані для навернення слов'ян Великої Моравії, Кирило та Методій зіткнулись там франкськими місіонерами Латинської церкви, які конкурували з ними. Їхні учні були змушені покинути Моравію у 886 році й емігрувати в Булгарію.

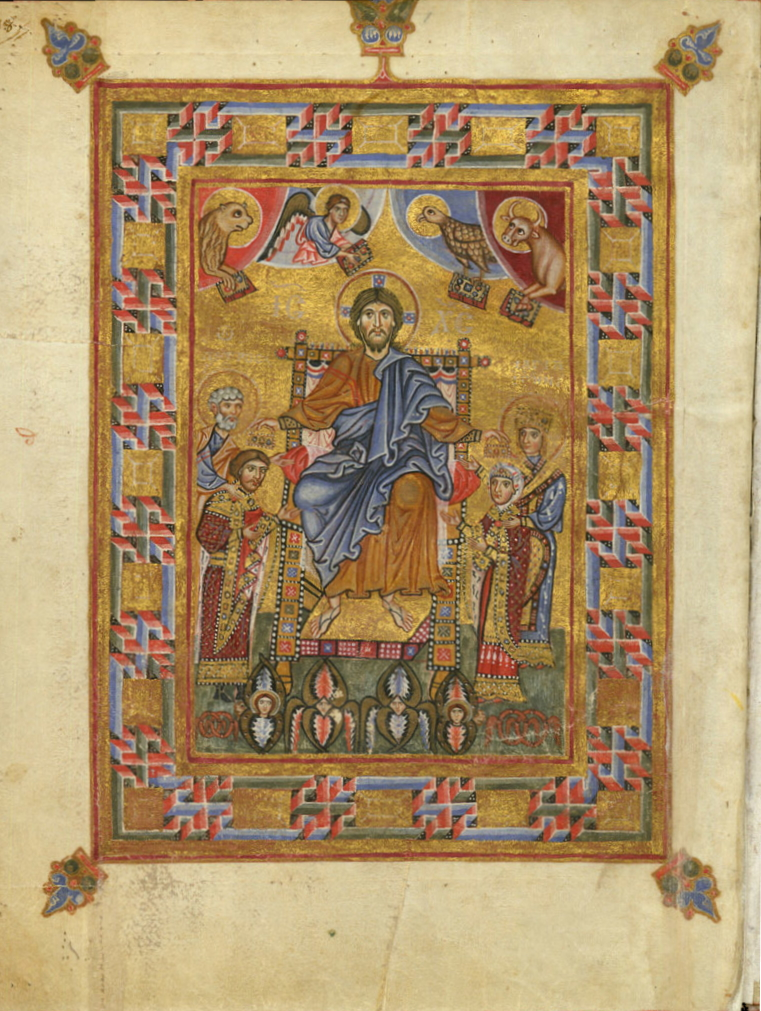
Христос коронує сина великої принцеси Гертруди, князя Ярополка Київського та Кунігунди Саксонської. Мініатюра XI століття з Псалтиря Егберта (Псалтир Гертруди, Трірський Псалтир). Зараз знаходиться в Національному археологічному музеї Чивідале, Італія.

Методій працював пізніше серед сербів. Деякі з учнів братів, св. Климент Охридський, св. Наум Охридський, які були нащадками болгарських дворян, та св. Ангеларій, повернулись до Булгарії, де вони були тепло прийняті болгарським царем Борисом I, який розглядав слов'янську літургію як спосіб нівелювати грецький вплив на країну. Протягом короткого часу учні Кирила і Методія підготували та навчили майбутній болгарський клір глаголичному алфавіту та біблійним текстам і в 893 році Булгарія вислала грецьких священників та проголосила старослов'янську (староболгарську) мову як офіційну мову церкви і держави. Успіх у наверненні болгар полегшив наверненню інших східнослов'янських народів, особливо русів — предків українців і білорусів.
Місіонерські успіхи серед південних і східних слов'ян пояснювались використанням рідної мови народів, а не латини, якою користувались латинські священники, чи грецької.
Праця братів із Салоніків Кирила та Методія та їх учнів мала значний вплив і на сербів. Однак вони прийняли християнство колективно сім'ями та племенами (у процесі між VII та IX століттями). На згадку про своє хрещення кожна сербська сім'я чи плем'я почали святкувати виключно сербський звичай, який називався Слава (покровитель), щоб вшанувати святого, в день якого вони прийняли таїнство Святого Хрещення. Це найурочистіший день у році для всіх сербів православної віри і зіграв життєво важливу роль в історії сербського народу. Слава — це фактично святкування духовного дня народження сербського народу, яке церква благословила і проголосила це церковною установою.
Варто звернути увагу, що православ'я тих часів, для полегшення роботи з місцевим населенням, багато речей запозичило від язичництва. Зокрема були запозичено — хрест (стародавній символ вічного Дерева Життя), сільськогосподарський календар (перепов'язаний з певними святами, днями православних святих) тощо.

### Великий Розкол

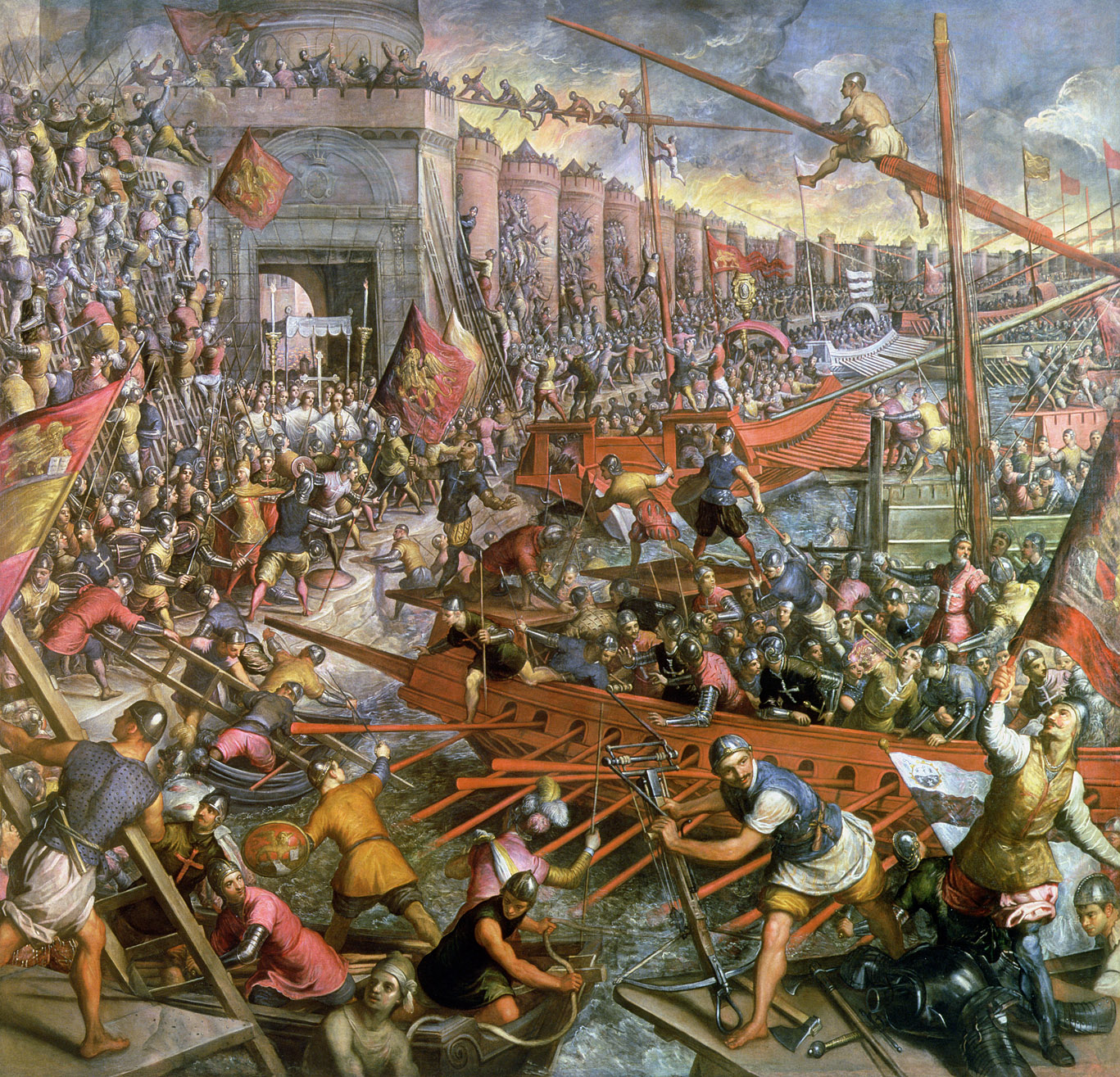
Латинські хрестоносці розграбували столицю Візантійської імперії

У XI столітті між Римом і Константинополем відбулося те, що було визнано Великим розколом, що призвело до поділу між Західною церквою, нині Латинською церквою та Східними візантійськими церквами, нині Православною. У розкол були залучені такі доктринальні питання, як filioque та авторитет Римського Папи, але вони значно посилювались політичними факторами як церкви, так і держави, а також культурними та мовними відмінностями між латинянами та греками. Що стосується папського верховенства, східна половина розчарувалася в централізації влади Папи, а також у його відвертих спробах виключити східну половину під його влади. Бувало, що імператор хоч би сказав, коли буде обраний новий Папа Римський, але до середини середньовіччя християни в Римі повільно консолідували владу і усували візантійський вплив. Однак, навіть до цієї тенденції виключення із Заходу, задовго до 1054 р., східна та західна половини церкви перебували у вічному конфлікті, особливо в періоди східного іконоборства та фотійського розколу.
Остаточною крапкою часто вважається захоплення і розграбування Константинополя Четвертим хрестовим походом в 1204 році; остаточний розрив з Римом стався приблизно в 1450 р. Звільнення Церкви Святої Мудрості та встановлення Латинської імперії, як очевидна спроба витіснити православну Візантійську імперію в 1204 р. розглядається й до наших днів. У 2004 р. Папа Римський Іван Павло II висловив офіційні вибачення за пограбування Константинополя в 1204 р., що важливо він також суворо засудив Папу (в той час це був Інокентій III); вибачення офіційно прийняв Вселенський патріарх Варфоломій. Багато речей, які були вкрадені в цей час: святі реліквії, багатства та багато інших речей — не були повернуті і зберігаються досі в різних європейських містах, зокрема у Венеції.
Возз'єднання було здійснено двічі, на Другому Ліонському соборі 1274 року та Флоренційському соборі 1439 року. Флорентійський собор ненадовго відновив спілкування між Сходом і Заходом, яке тривало до падіння Константинополя в 1453 р. Однак у кожному випадку ці унії були відкинуті православним народом в цілому, а Флоренцька унія стала дуже політично важкою після переходу Константинополя під владу Османів. Однак деякі місцеві східні церкви з часом відновили союз з Римом. В останні десятиліття відбулося оновлення екуменічного духу та діалогу між церквами.

### Грецька церква під османською владою

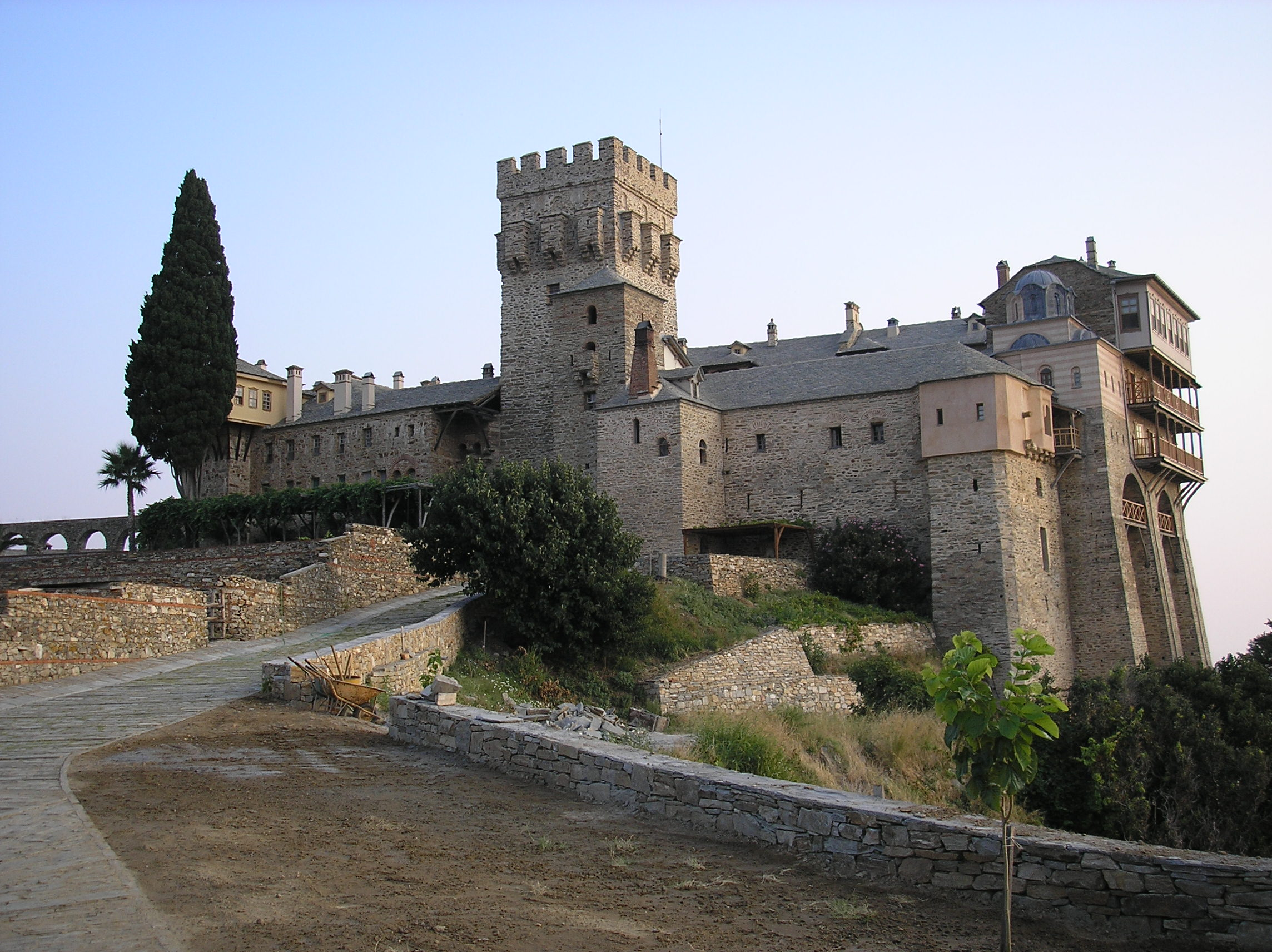
Ставронікітський монастир на Святій Горі Атос.

У 1453 році Візантійська імперія була захоплена Османською імперією. На цей момент Єгипет був під ісламським контролем вже сім століть, але Православ'я залишалось дуже сильним у Московській державі, де церква невдовзі отримала автокефальний статус. Через це Москва стала називати себе «Третім Римом», підкреслюючи духовну спадкоємність від Константинополя. Втім, ця доктрина «Третього Риму» ніколи не визнавалась офіційно Російською православною церквою і жорстко критикувалась грецькими церквами, вона залишається більше політичною, ніж релігійною.
Під османським пануванням Церква Греції отримала істотні права як автономний міллет (millet). Вселенський патріарх отримав релігійні та адміністративні права над усією «греко-православною нацією» (османська адміністративна одиниця), що включала усі православні суб'єкти Імперії, а не лише греків. Як результат османського завоювання Візантії та Падіння Константинополя уся православна спільнота на Балканах та Близькому Сході була різко ізольована від Заходу. Протягом наступних чотирьох століть вона перебувала у ворожому ісламському світі, де Православ'я усіляко обмежувалось. Російська православна церква, Київська митрополія та церкви Валахії і Молдови були єдиними частинами православної спільноти, що перебували за межами Османської імперії. Через це, відповідно до географічного обмеження, голос Православ'я не було чути під час Реформації у Європі XVI століття. Православна церква залишалась осторонь цих суперечок, критично ставлячись до обох сторін. Втім, у XVI—XVII столітті відбувся діалог між Англіканською церквою і православними патріархами Сходу. Православні вітали спроби протестантів повернутися до первісної християнської віри, але твердо стояли на православних догматах і захищали Священне Передання, авторитет якого протестанти переважно не визнавали. Ці контакти з Англіканською церквою і діалог про можливе об'єднання зберігалися до середини XX століття, коли ліберальне крило англікан остаточно витіснило консервативну «Високу церкву» на периферію, після чого будь-які реальні перспективи об'єднання стали неможливими.

### Православна церква в Русі-Україні

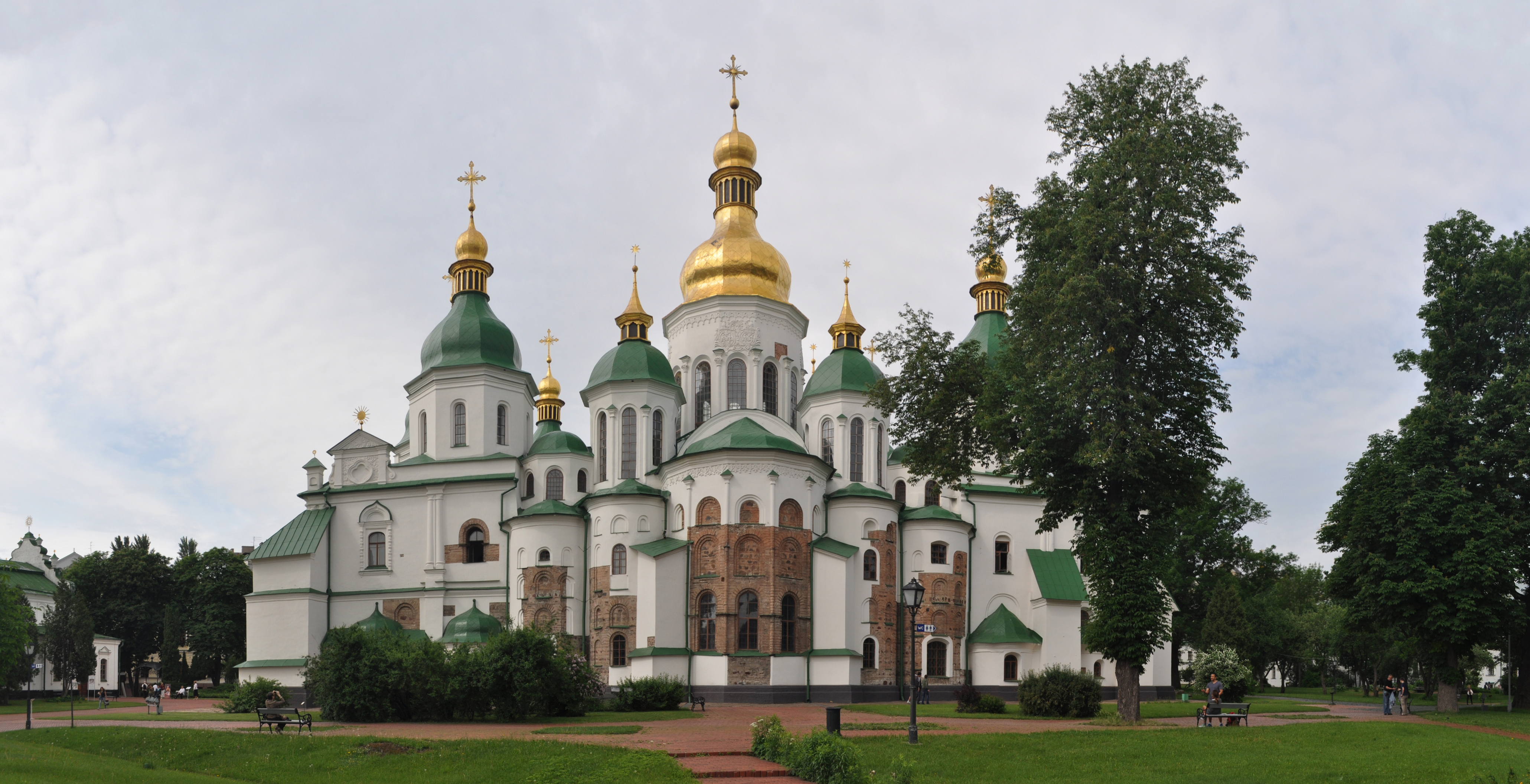
Собор святої Софії — Премудрості Божої (Київ).

Православ'я з'явилося на території сучасної України ще в роки першохристиян. На Русі воно існувало задовго до її хрещення за часів князя Володимира у 988 році. Однак саме з цього періоду християнство стає головною релігією населення Русі. Прийняття Руссю православ'я дало великий поштовх для розвитку держави. Будуються кам'яні церкви, відкриваються перші монастирі, які на багато століть вперед становляться не тільки центром релігійного життя, а і тогочасної освіти та науки (навіть писемність прийшла до Русі разом з релігійними книжками).
Епоха феодальної роздрібненості позначилася і на християнському житті. Митрополити в цей період ще в основному були греками, що добре вплинуло на їх незалежність від князів. В багатьох випадках митрополити брали на себе роль посередників у встановленні миру серед руських князівств.
З 1299 року митрополит Київський та всієї Русі фактично покидає Київ, який занепав до того часу через численні війни, та переїжджає спочатку у Владимир на Клязмі, потім у Москву. У цей період на території Русі формуються три великі держави: Галицько-Волинське князівство, Велике князівство Литовське та Московське князівство. Правителі всіх трьох держав прагнули мати власного митрополита, та в деякі періоди історії всім цим державам вдавалося отримати від Константинополя власну митрополію.

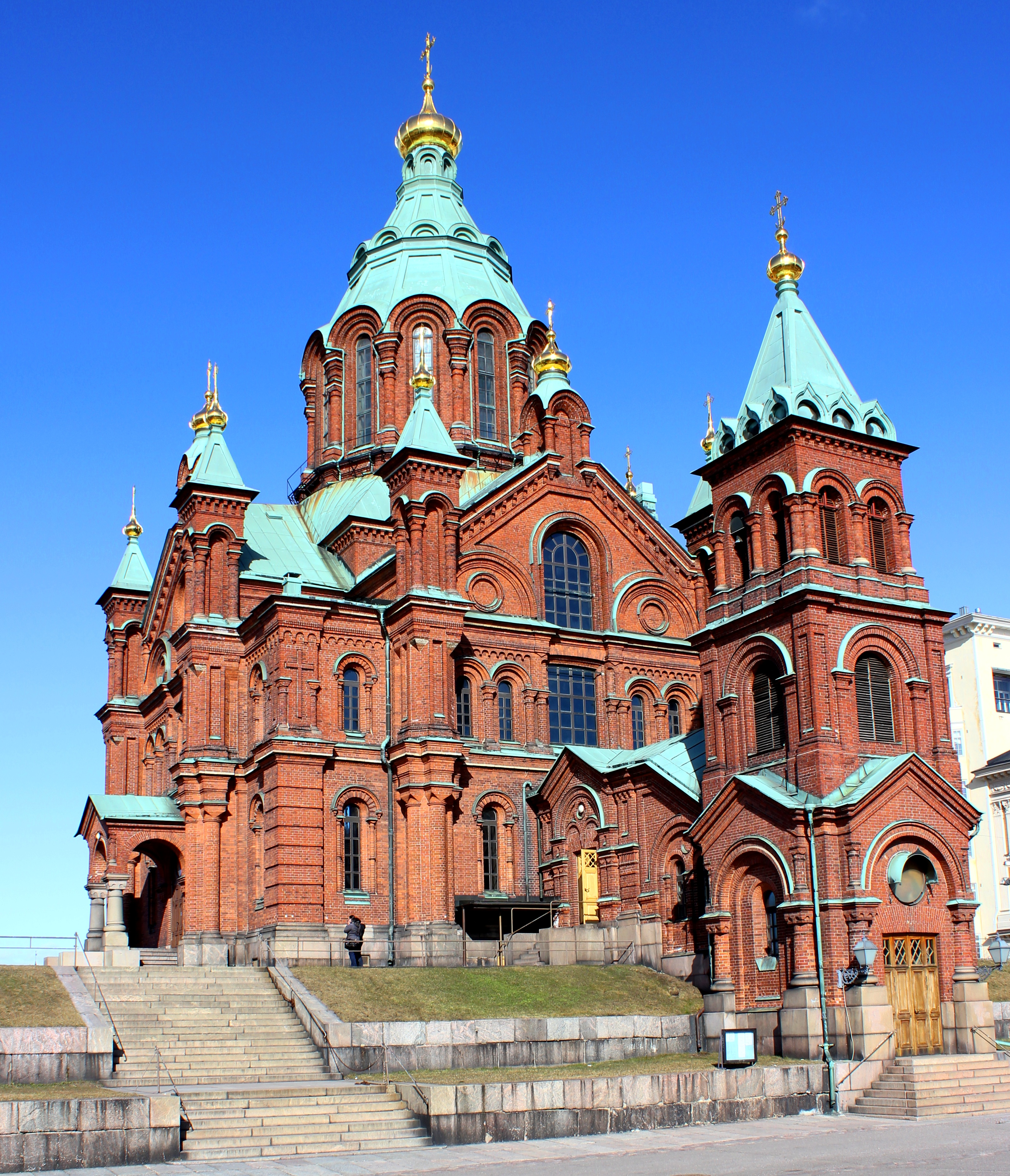
Успенський катедральний собор у Гельсінкі, Фінляндія.

У 1448 через Флорентійську унію православна церква в Москві відпадає від спілкування з Константинополем. З цього року в Великому князівстві Литовському створюється Київська митрополія, яка мала резиденцію в Вільно. Литовське князівство на початку свого існування перейняло розвинутішу руську культуру, та руське населення мало можливість вільно сповідувати свою віру. Проте з часом зростає вплив католицької Польщі.
У 1569 підписана Люблінська унія, за якою українські землі передавалися Польщі. Починається процес полонізації та окатоличення. Після Берестейської унії 1596 року королівська влада стає на бік унійної церкви, а православну ієрархію проголошує поза законом. У православних відбирають храми, забороняють призначати єпископів та священників. З 1610, коли помер єпископ Михайло Копистенський, православ'я залишилось без єпископства.

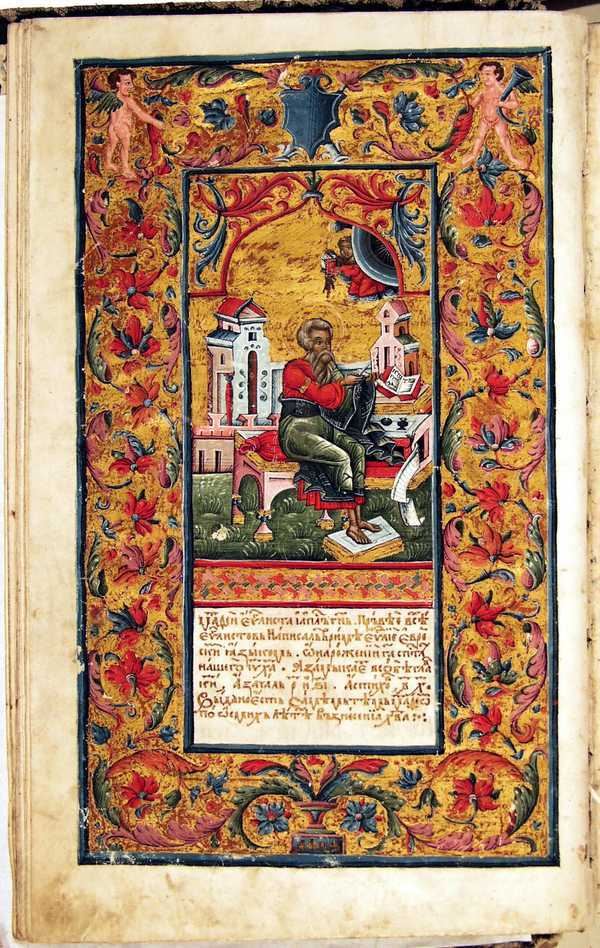
Пересопницьке Євангеліє (1561)

Але саме в ці тяжкі часи православна церква в Україні досягає культурного розквіту. У 1566 видано Пересопницьке Євангеліє — перше Євангеліє староукраїнською мовою. Перша Біблія слов'янською мовою (Острозька Біблія) надрукована у 1581 в Острозі. Українські руські землі стають провідниками освіти та науки серед всього православного світу. У 1576 заснована Острозька Академія, а першим університетом світового рівня в православних країнах стає Києво-Могилянська академія. За необхідності протистояти католицькій та протестантській думці зростає якість православної літератури. Серед відомих авторів того часу є Лаврентій Зизаній, Мелетій Смотрицький, Петро Могила
Церковні братства захищали православну віру, організовували школи, церковні друкарні. Вони формувалися переважно з населення міст, купців та ремісників, та мали великий авторитет в державі. Захист від утисків православ'я також могло знайти серед деяких магнатів (найвідоміший з них Костянтин Острозький) та у козаків.
Саме за підтримки козаків та особисто гетьмана Сагайдачного у 1620 православні знову отримали митрополита, резиденцією відновленої митрополії з того часу стає Київ. У 1633 православна шляхта домоглася офіційного визнання права існування православної церкви в Речі Посполитій.
Після повстання під проводом Богдана Хмельницького настає новий етап історії України. Її землі поділяються між Московським царством та Польщею. На землях Речі Посполитої все XVIII сторіччя православ'я зазнає все більших утисків, а в Галичині фактично перестає існувати.
Київська митрополія, яка опинилася на підконтрольних Москві землях, з 1684 році підпорядковується московському патріарху. У XVIII столітті у монастирів відбирають землі та обмежують право на створення нових монастирів. У ХІХ столітті процес наступу держави на церкву призупиняється. Проте в самому суспільстві зростає секуляризація. Не тільки дворяни та еліта підпадають під її вплив. Навіть селяни рідше ходять до храмів та все менше розуміють промови, які проголошуються церковнослов'янською мовою, яка останній раз редагувалась у XVII сторіччі. Ближче до XX століття атеїзм можна часто зустріти серед семінаристів. Багато з них увійдуть в історію діячами революцій 1905 та 1917 років, що мали в тому числі антицерковний характер.
Звісно, в цей період були і свої досягнення. Замість Києво-Могилянської академії створюється Київська духовна академія. В цьому періоді з'являються перші переклади Біблії українською мовою. Однак, до 1917 року влада забороняла використовувати в церквах іншу мову, ніж церковнослов'янська.
За час революції 1917–1918 років проходив помісний собор Російської церкви, та був скликаний собор церкви в Україні. Серед української інтелігенції були представлені три точки зору на майбутнє православ'я: залишення статусу без змін у складі російської церкви, надання автономії чи надання автокефалії українській церкві. За підтримки собору розпочався переклад богослужіння на українську мову. Проте у зв'язку з російсько-українською війною рішення соборів залишились не доведеними до життя.
У роки радянської влади церква зазнала наймасштабнішого переслідування за всю історію. Насаджувався атеїзм, віру забороняли, священників заарештовували та розстрілювали. Більшість храмів була знесена або передана світським установам. Трохи зменшився градус переслідування в роки Другої світової війни, але все ж до кінця 80-х років 20 століття церква перебувала під державним утиском.
З 1988 в ході перебудови православна церква отримала свободу.
Протягом 1990–2018 років в Україні діяли три основні православні церкви: Українська автокефальна православна церква, Українська православна церква (Київський патріархат) та Українська православна церква (Московський патріархат). У 2018 році УАПЦ та УПЦ (КП) спільно звернулися до Константинопольського патріархату з проханням про надання томосу про автокефалію. В ході переговорів було досягнуто домовленостей про об'єднання двох церков та визнання об'єднаної церкви Константинополем.
15 грудня 2018 року, в ході Об'єднавчого собору українських православних церков, була створена єдина Православна церква України. Також продовжує існувати Український екзархат Московського патріархату, який відмовився від євхаристійного спілкування з іншими православними церквами.
Крім того, існують закордонні українські православні церкви та єпархії: Українська православна церква Канади, Українська православна церква США та Американська карпаторуська православна єпархія.

### Православна церква в російській імперії
До Жовтневого перевороту Російська православна церква займала привілейований статус в Російській імперії. Церква досягла значних успіхів у розвитку духовних практик, традицій духовного наставництва, у розвитку богослов'я, перекладацької діяльності, церковної архітектури, у місіонерській діяльності тощо. За Петра І було ліквідовано патріаршество. Відтоді Священний Синод став вищим органом управління церкви, він водночас був державним департаментом, а його керівник призначався особисто царем (за зразком Великої Британії).
Однак, окрім переваг, привілейований статус церкви в державі наносив багато шкоди. Церква була втягнута у царські заходи з русифікації анексованих територій. Через великі землеволодіння монастирів церква не наважувалась виступати проти кріпацтва, а деякі монастирі мали своїх кріпаків. У XIX сторіччі російська інтелігенція значною мірою секуляризується, церква втрачає вплив. Як і царська держава, під час революції церква сприймалась більшовиками як ворог народу.

### Православна церква в Турецькій республіці
Після встановлення світської Турецької республіки велика кількість православних Анатолійського півострова була різко відрізана від стосунків з урядом, особливо після обміну населенням між Грецією та Туреччиною у 1924 році. Після цього православні стали дуже дрібною релігійною меншиною у країні.

### Православна церква під комуністичним режимом

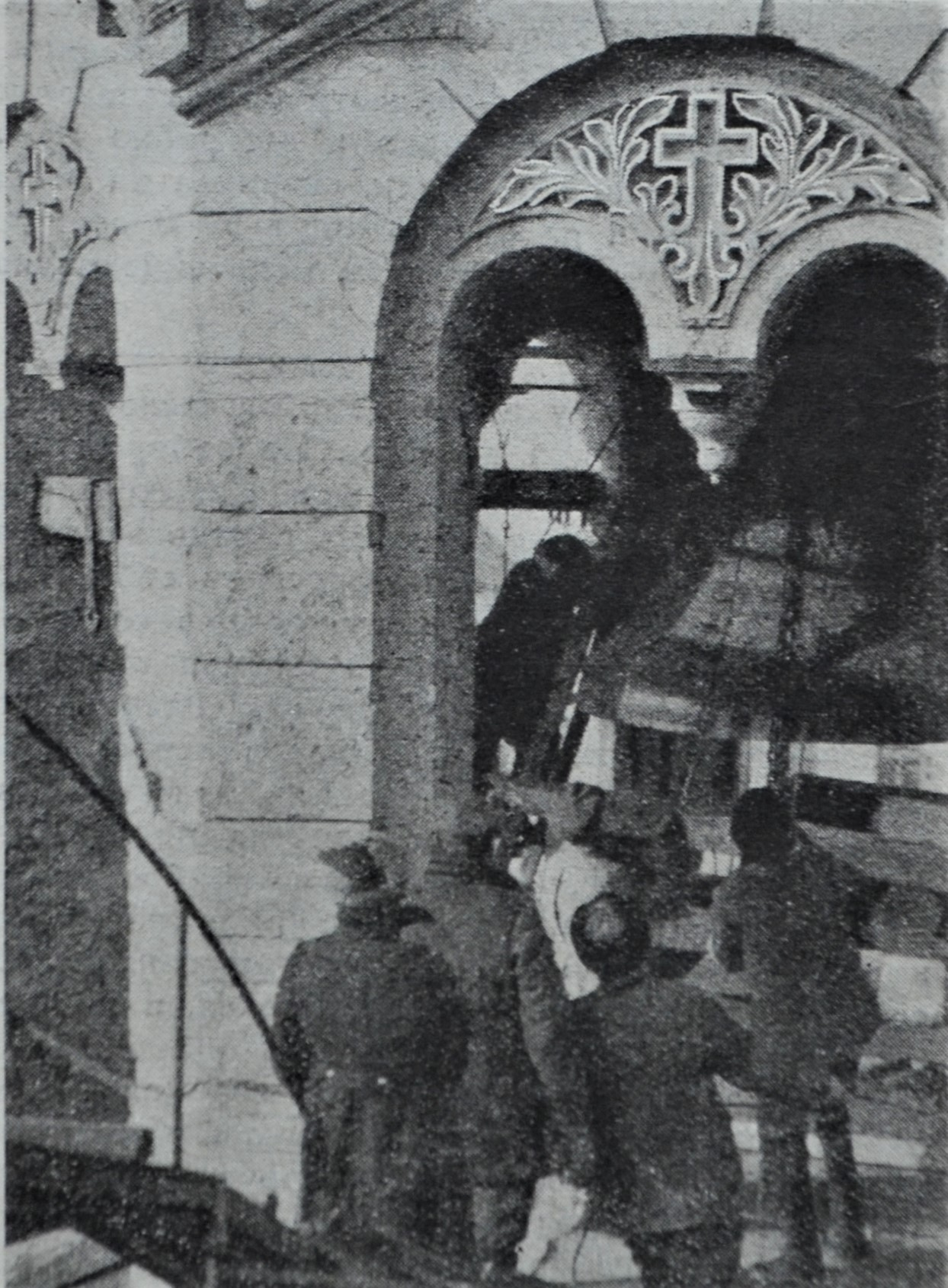
Антирелігійні активісти знімають великий (5000 кг) дзвін з Володимирського собору у центрі Києва СРСР 1930

Атеїзм став основною ідеологією Радянського Союзу. Будь-яка критика атеїзму суворо заборонялась і часто призводила до ув'язнення. Союз став першою державою, яка повністю відмежувалась від релігії. Дії проти релігій, втім, завжди враховували державні інтереси, тому найбільш організовані конфесії ніколи не були цілковито заборонені.
У перші п'ять років після революції 28 єпископів та 1200 священників було страчено. Головною мішенню антирелігійної компанії стала Православна церква, що мала найбільшу кількість послідовників. У 1920-х та 1930-х роках майже увесь православний клір та багато віруючих були розстріляні або заслані у трудові колонії. Богословські школи були закриті і церковні публікації заборонені. Між 1927 та 1940 роками кількість православних храмів у СРСР впала з 29.584 до менш ніж 500. Між 1917 та 1935 близько 130.000 православних священників було арештовано. Серед них близько 95.000 було страчено. Окрім того, у 1922–1935 роках влада спробувала підірвати економічну основу церкви і організувала кілька кампаній з вилучення церковних коштовностей і дзвонів.
Як і вся приватна власність, церковна власність була конфіскована для державних потреб. Храми і монастирі перетворювались на склади, клуби, школи, гуртожитки, психіатричні лікарні чи, у найкращому випадку, на музеї. Лише невелика кількість приміщень була залишена церкві, але це була державна власність, просто надана у користування. Ця радянська «спадщина» зберігається і в Україні — більшість старих храмів, збудованих церквою, досі не повернуті у її власність, а лише здаються в оренду. Радянський уряд також повністю взяв під свій контроль систему освіти, тому церкві була заборонена будь-яка навчальна активність, окрім обмеженої кількості осіб, що навчались у семінаріях на священників. Натомість у всіх закладах освіти велась пропаганда атеїзму. Окрім проповідей під час Літургії будь-які інші настанови, євангелізація чи місіонерська діяльність були заборонені. Катехізаторські курси, релігійні і недільні школи та всі релігійні публікації були незаконними.
Після нападу нацистської Німеччини на Радянський Союз у 1941 році Йосип Сталін відродив Російську православну церкву, щоб активізувати патріотичну підтримку воєнних дій. До 1957 року активізувалося близько 22 000 російських православних церков. Однак у 1959 році Микита Хрущов ініціював власну кампанію проти Російської православної церкви і змусив закрити близько 12 000 церков. За підрахунками, між революцією та кінцем епохи Хрущова було страчено 50 000 духовенства. Члени церковної ієрархії були ув'язнені або витіснені, їх місця зайняло слухняне духовенство, багато з яких мали зв'язки з КДБ. До 1985 року діяло менше 7 000 церков. Таке продовжувалось аж до кінця комунізму у 1990 році. Це спричиняло до поширення релігійної літератури нелегальним способом — через самвидав.
Однак у Росії безумовно помітно повернення до християнського православ'я. Згідно з проєктом Pew Research Religion & Public Life, між 1991 і 2008 роками частка дорослих росіян, які вважають себе православними християнами, зросла з 31 % до 72 %, згідно з новим аналізом дослідницького центру Pew трьох хвиль даних (1991, 1998 та 2008 р.) з Міжнародної програми соціальних опитувань (ISSP) — співпраця, в якій беруть участь соціологи близько 50 країн.
Албанія була єдиною державою, яка офіційно оголосила себе повністю атеїстичною. У деяких інших комуністичних державах, таких як Румунія, Румунська православна церква як організація користувалася відносною свободою і навіть процвітала, хоча і під суворим контролем таємної поліції. Однак це не виключало знесення церков та монастирів у рамках ширшої систематизації (містобудування) та державного переслідування окремих віруючих. Як приклад останнього, Румунія виділяється як країна, у якій працювала спеціалізована установа, де багато православних (разом з людьми інших конфесій) зазнавали психологічних покарань або тортур та експериментів з управління розумом, щоб змусити їх відмовитись від своїх релігійних переконань. Однак це підтримала лише одна фракція режиму і тривала лише три роки. Комуністична влада закрила в'язницю в 1952 році і покарала багатьох винних у зловживаннях (двадцять з них були засуджені до смертної кари).

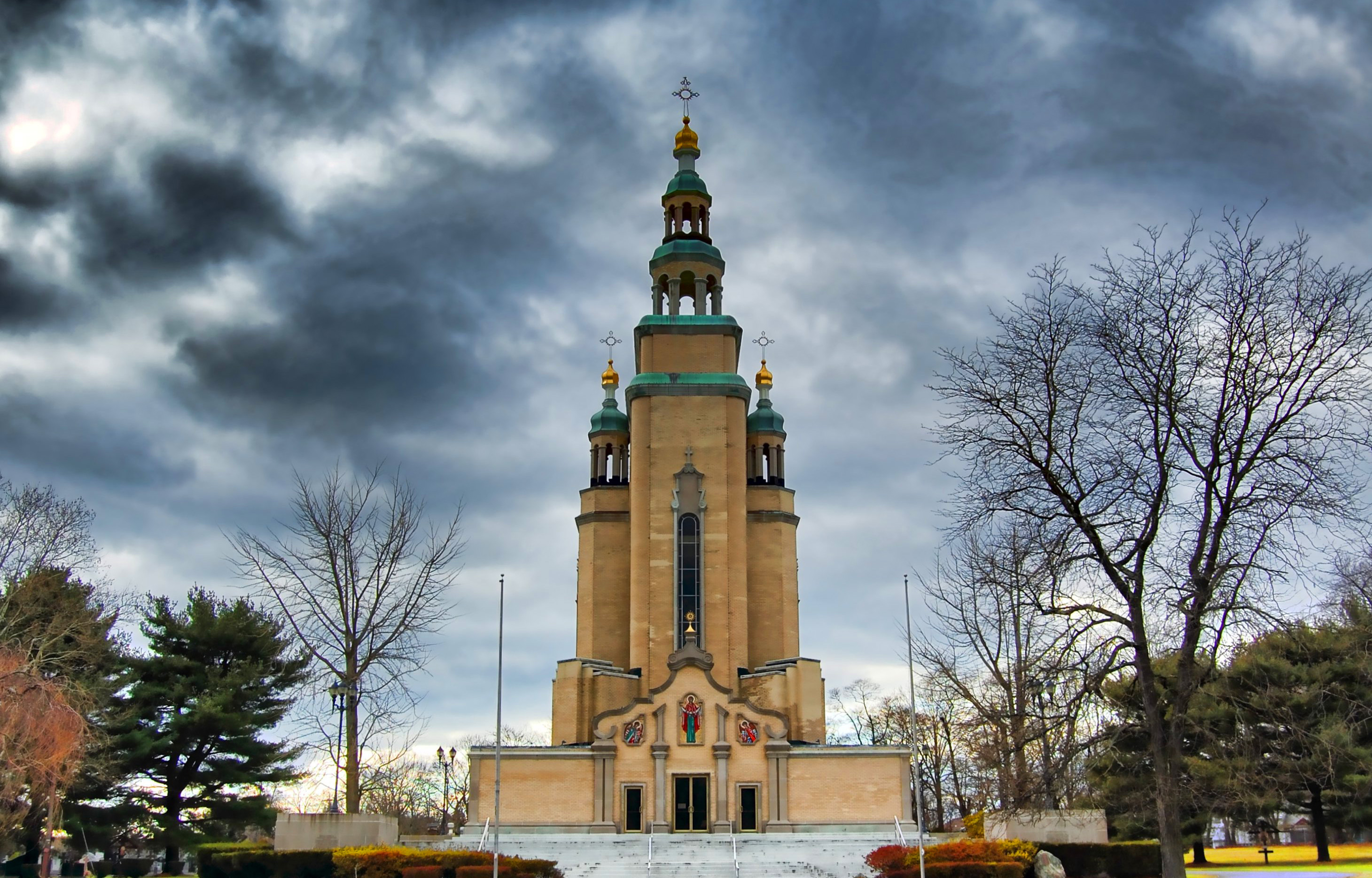
Собор святого Андрія, Саут-Баунд-Брук

### Еміграція на Захід
Одна з найбільш дивовижних історичних подій у сучасному Православ'ї — це поширення православного християнства на Захід у XX столітті. Емігранти з Греції та Близького Сходу протягом останнього століття створили значну православну діаспору у Західній Європі, Північній та Південній Америках, Австралії. Окрім цього, більшовицька революція і Друга світова війна змусила тисячі росіян, українців та білорусів теж виїхати на захід. Як результат, традиційні кордони Православ'я суттєво змінились. Мільйони православних вже не були географічно «східними», оскільки вони почали проживати у країнах Заходу. Незважаючи на все, вони переважно зберегли свою православну віру і традицію, а також сприяли наверненню частини місцевих жителів до Православ'я. У Сполучених Штатах існують православні парафії (і навіть єпархії) усіх православних національностей — греків, арабів, росіян, сербів, македонців, албанців, українців, румунів, болгар, і самих американців, а загальна кількість православних у країні сягає 2 % населення, тобто близько 6 мільйонів осіб.

## Міжконфесійні відносини

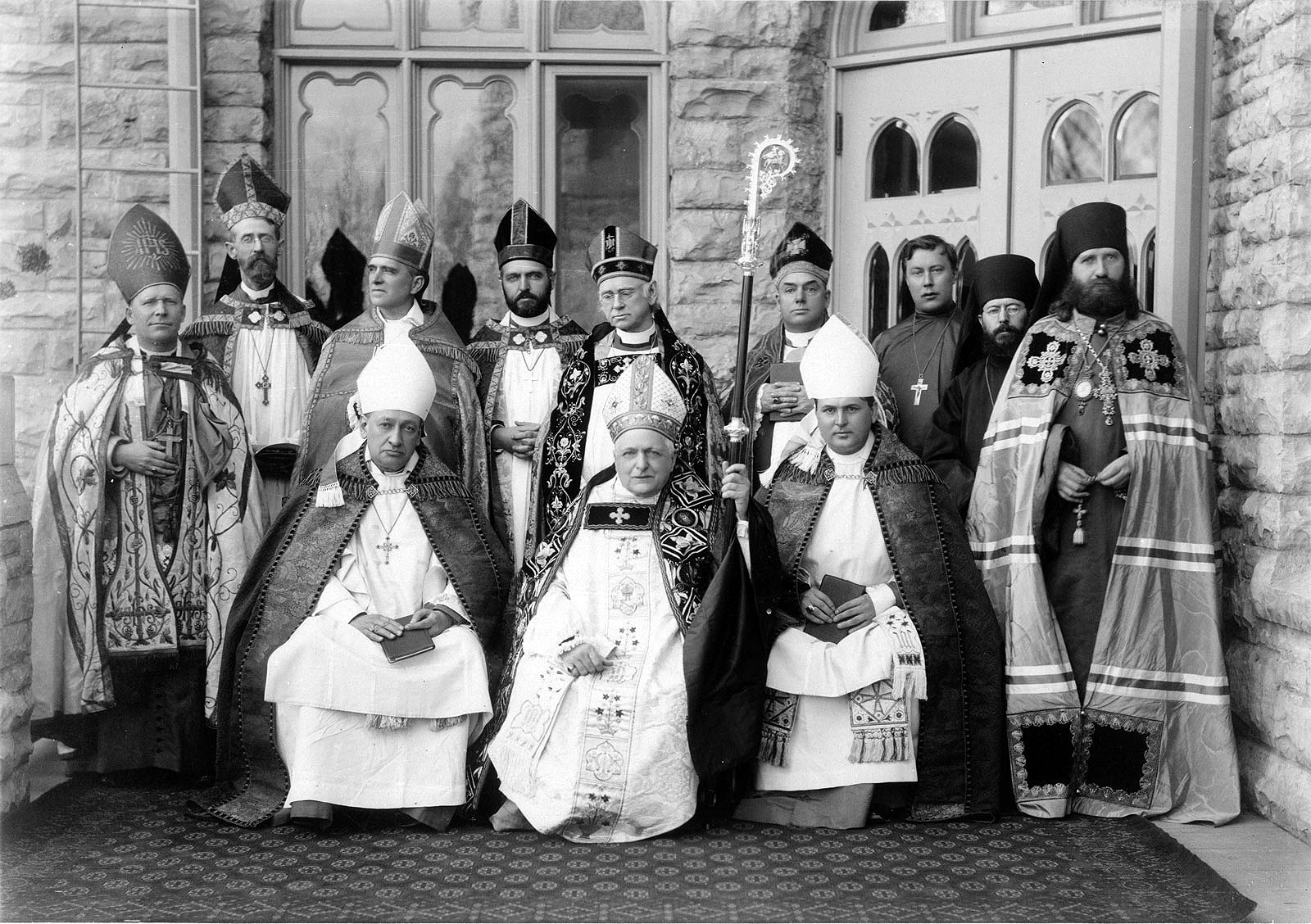
Посвячення преподобного Редженальда Гебера Веллера англіканським єпископом в соборі Святого апостола Павла в єпископській єпархії Фонд дю Лак разом із священником. Преподобний Антоній Козловський з Польської національної католицької церкви та святий Тихон, тодішній єпископ алеутських та Аляскинських (разом із його капеланами о. Іоанном Кочуровим та о. Себастьяном Дабовичем) Російської православної церкви

### Відносини з іншими християнами

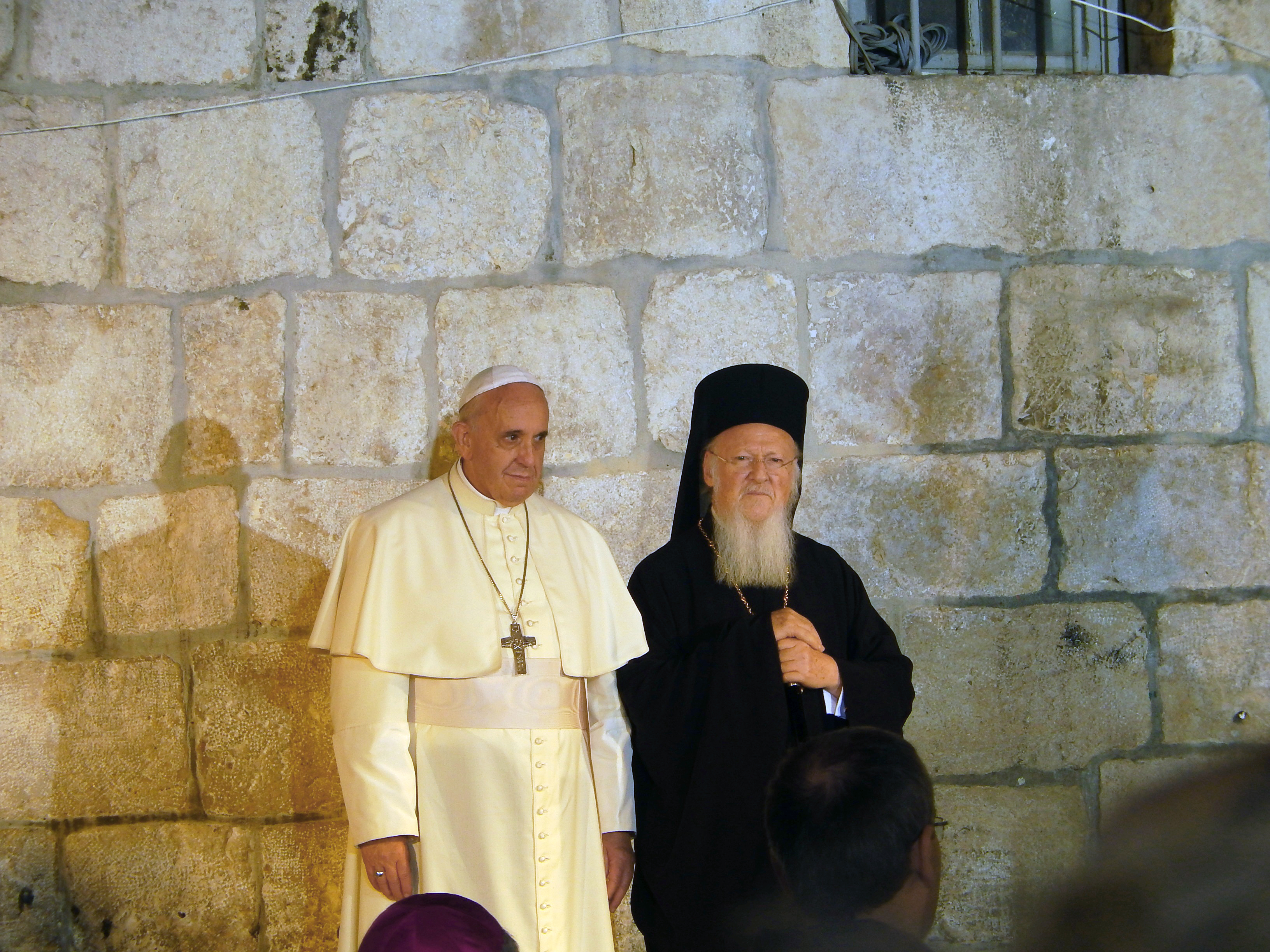
Папа Франциск та патріарх Варфоломій I у церкві Гробу Господнього, Єрусалим, 2014 рік

Православ'я представляє більшість східного християнства. Православні ведуть своїх єпископів до апостолів шляхом апостольської спадкоємности і продовжують давню християнську практику шанування святих, особливо Марії як Богородиці, молитви за померлих та чернецтво. Православ'я не пропагує відкрито статури, хоча і не засуджується прямо, натомість обмежуючись, перш за все, двовимірною іконографією. Західні богословські концепції первородного гріха, замісної спокути, приречення, чистилища та особливого судження, як правило, відкидаються традиційними православними богословами.
Православні вважають себе єдиною, святою, католичною та апостольською, тобто справжньою церквою, встановленою Ісусом Христом і переданою на опіку апостолам. Оскільки майже всі інші християнські групи перебувають у опосередкованому розколі з Православною церквою, здебільшого в результаті Великого розколу з Латинською церквою на рубежі другого християнського тисячоліття (до розколів протестантської Реформації), ці інші групи розглядаються як християнські, але яким тою чи іншою мірою бракує повної теологічної ортодоксальности та ортопракси. Таким чином, усі групи, що не входять до Православної церкви, вважаються не членами відповідної церкви, а скоріше відокремленими братами, які не змогли зберегти повноту християнської віри та теології. Ці відхилення від ортодоксальности традиційно називали єрессю, але через сприйняті цим терміном пейоративні конотації деякі віддають перевагу більш технічному позначенню терміна гетеродокси.
Латинська церква була в повному євхаристійному спілкуванні зі Константинопольським, Александрійським, Антіохійським і Єрусалимським патріархатами до Великої схизми 1054 році. Тим не менш, патріарх Заходу, тобто Папа Римський, мав статус Primus inter pares «перший серед рівних» у Пентархії згідно з давнім тисячолітнім порядком: Рим, Константинополь, Александрія, Антіохія та Єрусалим. Зараз статус Primus inter pares має Вселенський патріарх Константинополя.
У 1920 р. Вселенський патріархат Константинополя опублікував енцикліку «до всіх церков Христових, де б вони не знаходились», закликаючи до більш тісного співробітництва між відокремленими християнами та пропонуючи «Лігу церков», паралельну новій заснована Ліга Націй. Цей жест сприяв заснуванню Всесвітньої ради церков (ВРЦ); як такі, майже всі східні православні церкви є членами ВСЦ, і «православна церковна церква та богослови служать у її комітетах». Британський столичний єпископ Православної церкви Каллістос Уер заявив, що екуменізм «важливий для православ'я: він допоміг змусити різні православні церкви вийти з порівняльної ізоляції, змусивши їх зустрітися одна з одною і вступити в живий контакт».
Іларіон Алфєєв, митрополит Волоколамський, глава зовнішніх зв'язків Московського патріархату Російської православної церкви, заявив, що православні та євангельські християни-протестанти поділяють однакові позиції щодо «таких питань, як аборти, сім'я та шлюб» і бажають «енергійних низових заручини» між двома християнськими спільнотами з таких питань.
У цьому відношенні відмінності між католицьким та східним православним спілкуванням жодним чином не покращились. Догматичні та літургійні полярності були значними, навіть і особливо останнім часом. Важливою точкою суперечок між монархо-папською, адміністративно централізованою католицькою церквою та децентралізованою конфедерацією православних церков є теологічне значення Діви Марії. Навіть під час візиту папи Франциска до Грузії в жовтні 2016 року, лідер католиків був принижений більшістю православних християн, коли він проводив месу перед практично порожнім стадіоном Михайла Месхі в Тбілісі.
Орієнтальні православні церкви не спілкуються зі східною православною церквою, незважаючи на їх схожі назви. Повільний діалог щодо відновлення спілкування між двома церквами розпочався в середині XX століття, і, особливо, у XIX столітті, коли грецькому патріарху в Єгипті довелося відсутній у країні протягом тривалого періоду; він залишив свою церкву під керівництвом коптського папи Кирила IV Олександрійського.
У 2019 році митрополит Епіфаній заявив, що «теоретично» Православна церква України й Українська греко-католицька церква могли б об'єднатись над київським престолом у майбутньому. У 2019 році глава УГКЦ, головний архієпископ Києво-Галицький Святослав, заявив, що слід докласти максимум зусиль для відновлення первісної єдності Київської церкви в її православній та католицькій філіях, заявивши, що відновлення євхаристійного спілкування між Римом і Константинополь не є утопією.

### Відносини з ісламом
Історично склалося так, що православна церква та нехалкедонці були одними з перших народів, які контактували з ісламом, який підкорив римсько-візантійську Сирію-Палестину та Єгипет у VII столітті, і вів багато битв проти ісламських завоювань. Сам Коран фіксує свої супутні спостереження щодо римського світу в Сурі аль-Рум. Однак основний контакт з ісламом відбувся після завоювання турками-сельджуками римсько-візантійської Анатолії в ХІІІ столітті.
Християни, які перебували під владою ісламу, були позбавлені рівності прав і були змушені платити податок на голосування Джидзи.
У Росії митрополит Алфєєв висловив віру в можливість мирного співіснування між ісламом та християнством, оскільки дві релігії ніколи не мали релігійних воєн в Росії.

## Церква сьогодні

### Співпраця між помісними церквами

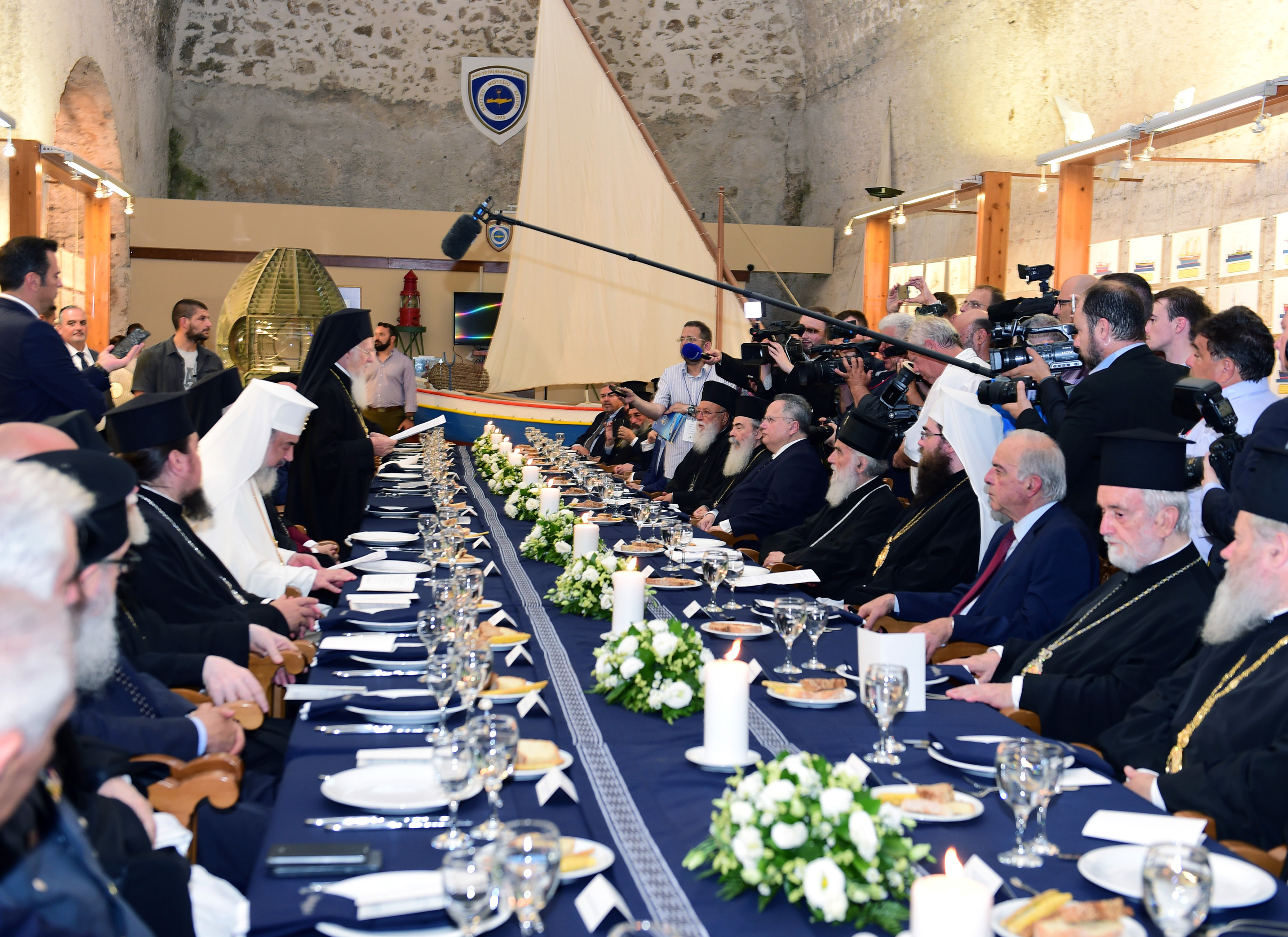
Всеправославний собор, Колимварі, Крит, Греція, червень 2016 року

Співпраця між помісними церквами у рамках Вселенської православної церкви налагоджена не надто добре. Фактично, єдиною реальною формою такої співпраці з метою прийняття спільних рішень та визначення єдиної позиції був і залишається Вселенський собор, хоч останній було скликано аж у 787 році (або у 1351 році з іншої точки зору). З 1950-х років йшла підготовка до чергового Вселенського собору, але після смерті Вселенського Патріарха Димитрія вона, фактично, була припинена. Нинішній Вселенський Патріарх намагається координувати діяльність церков іншими методами — скликаючи періодично Всеправославні наради, розпочинаючи різні ініціативи, проводячи богословські конференції. Деякі його кроки сприймаються іншими церквами як втручання у їхні внутрішні справи. Скликаються всеправославні наради і в інших помісних церквах у випадку якихось серйозних проблем (у Болгарській церкві у зв'язку з розколом, у Єрусалимській у зв'язку з усуненням патріарха тощо). Також представники різних помісних церков часто зустрічаються і спілкуються під час святкувань та богословських конференцій. Іноді це теж призводить до офіційних спільних заяв.
Діалог між помісними православними церквами та вироблення спільної позиції здійснюється також у рамках діяльності Всесвітньої ради церков і в процесі офіційного діалогу з Римською католицькою церквою. Загальноправославними рішеннями вважаються лише ті, які підтримуються усіма без винятку помісними церквами.

### Внутрішньоправославні суперечности
Календарна реформа

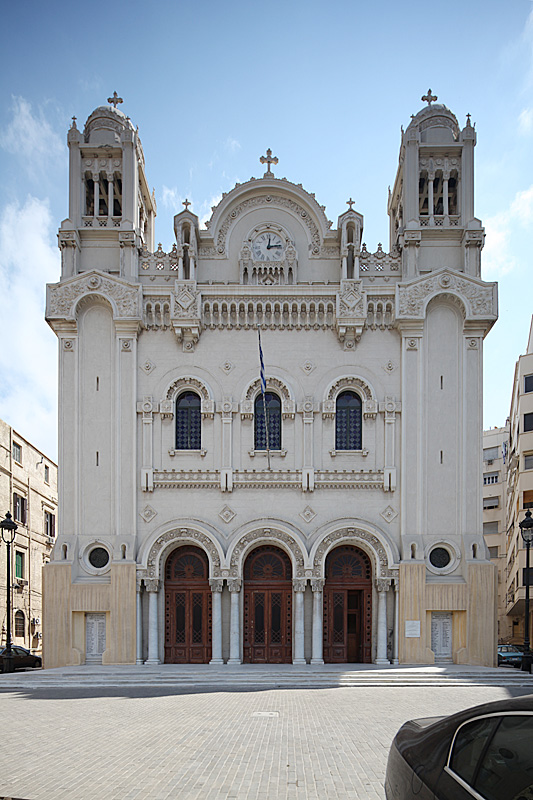
Благовіщенський собор, Александрія

Різні автокефальні та автономні синоди православної церкви відрізняються між собою з точки зору управління та місцевої культури, але здебільшого існують у повному спілкуванні між собою. У даний час існує два причастя, які відкидають одне одного, і, крім того, деякі схизматичні церкви, які не мають жодного причастя, причому всі три групи ідентифікуються як східні православні.
Основне традиційне історичне спілкування ділиться на дві групи — ті, хто використовує новоюліанський календар для обчислення нерухомих свят (юліанський календар для розрахунку рухомих свят) і ті, хто використовує юліанський календар для обчислення рухомих і нерухомих свят. До цієї другої групи можуть входити громади, церква яких дозволяє їм вибирати, за умови, що вибір залишається чинним принаймні до кінця церковного року. Також у спілкуванні є естонська та фінська православні церкви, які використовують григоріанський календар. Іншу групу називають справжнім православ'ям (або старокалендаристами); це ті, хто, не маючи повноважень батьківських церков, продовжував користуватися старим юліанським календарем, стверджуючи, що календарна реформа в 20-х роках суперечить Вселенським соборам. Подібним чином, інша група, що називається старообрядцями, відокремилася в 1666 р. від Російської православної церкви в знак протесту проти реформ церковного обряду, запроваджених московським патріархом Никоном. Оскільки східно-православне християнство за своєю структурою є як колегіальним, так і місцевим, жодної організації, яка називається «Справжня православна церква», не існує офіційного визнання серед «справжніх православних» щодо того, хто належним чином включений до них.
Календарне питання відображає суперечку між тими, хто хоче використовувати календар, який реформований, але не григоріанський (фактично отримуючи відчутні переваги григоріанського календаря, нехтуючи трьома анатемами, виданими проти папи Григорія XIII у XVI столітті), те, що противники вважають непотрібним, завдаючи шкоди спадкоємности, і ті, хто бажає підтримувати традиційний церковний календар (який, як правило, базується на юліанському календарі), аргументуючи, що така сучасна зміна суперечить 1900-річній церковній традиції і фактично була здійснена без екуменічного собору, який напевно відкинув би цю ідею.
Суперечка призводила навіть до насильства. Наслідуючи канонічні заповіді, деякі прихильники старого календаря вирішили утриматися від духовного спілкування з тими синодами, які прийняли новий календар, доки конфлікт не буде вирішено. Монастирські громади на Атосі найбільше протистояли новому календарю і модернізму в цілому, зберігаючи при цьому спілкування зі своєю церквою-матір'ю.
Російська православна церква закордоном (РПЦЗ) нещодавно об'єдналася з Московським патріархатом; ці дві гілки Російської православної церкви відокремилися одна від одної в 1920-х роках через підпорядкування останньої ворожому радянському режиму.
Екуменізм
Деякі приховані суперечності існують між різними помісними церквами і стосовно поглядів на екуменізм. Вселенський Патріархат, Постійна конференція канонічних православних єпископів Америки (SCOBA, вважається зародком майбутньої помісної церкви Америки), Румунський єпископат та деякі інші відкриті до діалогу з Римською католицькою церквою, активно займаються обговоренням ключових теологічних різниць (як філіокве, примат Папи) з метою досягти згоди, відновити дружні стосунки і навіть повне євхаристійне спілкування з Римською Католицькою та Англіканською церквами. Однак, більш консервативні та обережні представники старостильних церков і общин (ченці Гори Атос, ряд єпископів Російської, Сербської, Болгарської і окремі з Грецької церков, Грузинська церква) розглядають екуменізм як компроміс у непорушних доктринальних питаннях з метою пристосування до інших християн. Вони заперечують доцільність діалогу про сопричастя, а натомість вірять, що Православ'я повинне тільки свідчити з любов'ю про істину, якою воно володіє, у надії на навернення до Православ'я інших християн.

### Православні церкви в євхаристійному спілкуванні

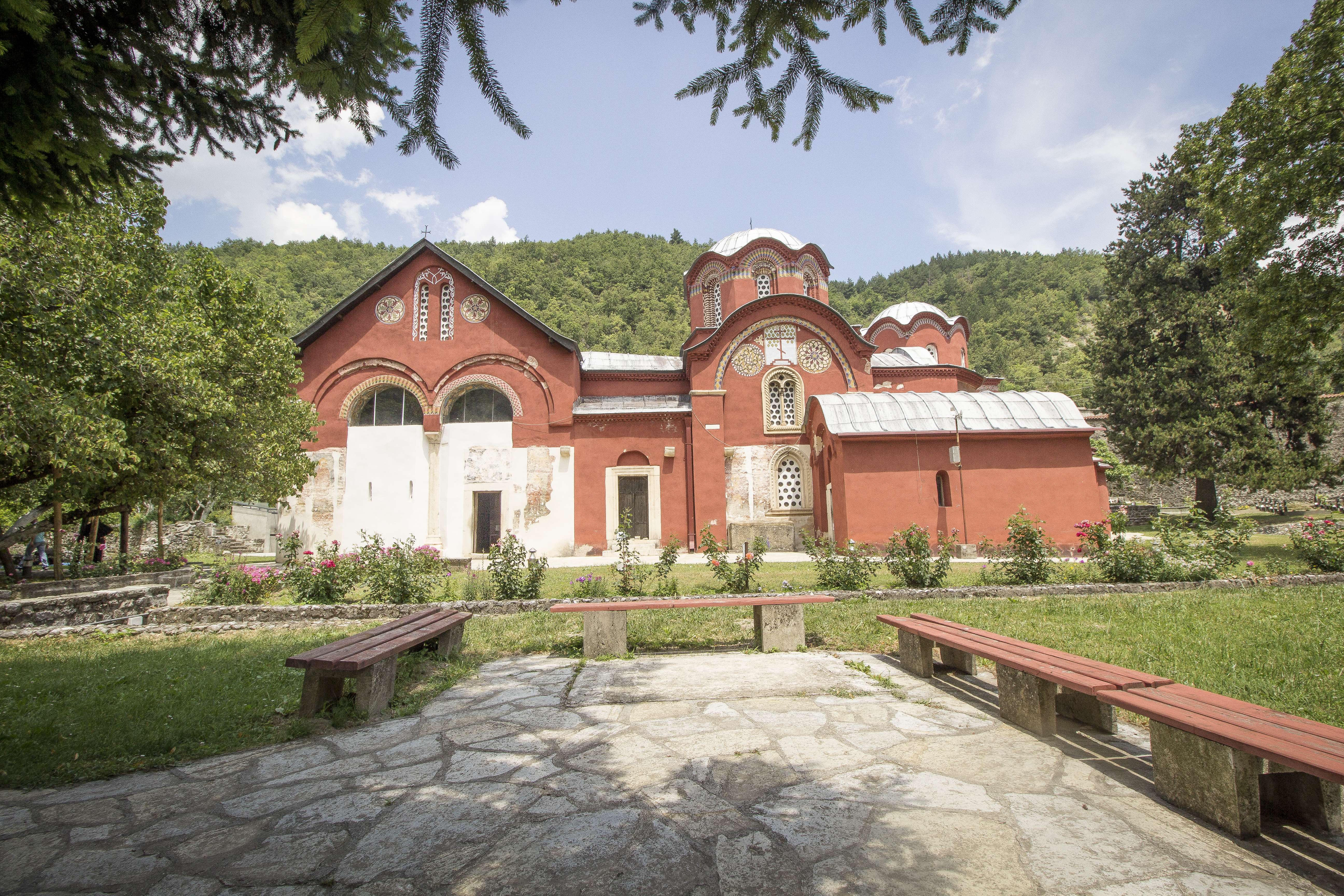
Пецький патріархат у Косово, місце перебування Сербської православної церкви з XIV століття, коли її статус було підвищено до патріархату

Православна церква — це спільність 16 автокефальних (тобто адміністративно повністю незалежних) регіональних церков, плюс Православна церква Америки. Православна церква в Америці визнана автокефальною лише російською, болгарською, грузинською, польською та чесько-словацькою церквами.
Кожна церква визначила географічні межі своєї юрисдикції, і нею керує рада єпископів або синод під головуванням старшого єпископа — її предстоятеля (або першого ієрарха). Предстоятель може носити почесне звання патріарха, митрополита або архієпископа (за грецькою традицією).
Кожна регіональна церква складається з установчих єпархій (або єпархій), якими керує єпископ. Деякі церкви надали єпархію або групу єпархій різного ступеня автономії (самоврядування). Такі автономні церкви підтримують різний рівень залежності від своєї матері-церкви, як правило, це визначено в томосі чи іншому документі про автономію.
Історія свідчить, що автокефалія проголошувалася самою церквою, яка її добивалася, а лише потім, раніше або пізніше, визнавалася з боку інших помісних церков. Одним з вирішальних факторів проголошення автокефалії є відповідні політичні умови, зокрема — незалежність того народу, серед якого помісна церква несе своє служіння. Найактивнішу роль у питанні проголошення автокефалії багатьох церков відігравала державна влада та патріотичні політичні сили. У випадку з Сербською та Болгарською церквами за проголошення автокефалії на ієрархію і навіть народ накладалися анафеми, що не стало перешкодою у майбутньому відновити євхаристійне єднання, а всі анафеми та заборони віддати забуттю. Не зважаючи на невизнаний статус автокефалії, на існування паралельної ієрархії або й анафеми, накладені на ієрархів автокефальної церкви, у відповідних помісних церквах продовжувалося благодатне життя, звершувалися всі таїнства і вони належним чином несли своє служіння серед відповідного народу.
Нижче наведено список з 16 автокефальних православних церков, що становлять основну частину православного християнства, і всі вони мають титули рівних одна одній, але Вселенський патріархат названий першим серед рівних. Виходячи з визначень, список наводиться в порядку черговості та в алфавітному порядку, де це необхідно, з переліком деяких автономних церков та екзархатів, що входять до їх складу. Літургійний титул предстоятеля написаний курсивом.
- Вселенський патріархат Константинополя (Його Божественна Всесвятість Архієпископ Константинополя — Нового Риму і Вселенський Патріарх)
  - Автономна Естонська апостольсько-православна церква (Митрополит Талліна й усієї Естонії)
  - Автономна Фінляндська православна церква (Архієпископ Гельсінкі й усієї Фінляндії, раніше Архієпископ Карелії та всієї Фінляндії)
  - Самоврядована монастирська громада гори Атос
  - Самоврядована Церква Криту (Архієпископ Криту)
- Александрійський патріархат (Блаженнійший, Божественнійший і Святійший Отець і Пастироначальник, Папа та Патріарх Великого Міста Александрії, Лібії, Пентаполісу, Етіопії, усі землі Єгипту, і усієї Африки, Батько Отців, Пастир пастухів, Архієрей Архієреїв, Тринадцятий Апостол і Суддя Ойкумена)
- Антіохійський патріархат (Його Божественне Блаженство, Блаженніший Патріарх Великого Божого міста Антіохії, Сирії, Аравії, Кілікії, Іверії, Месопотамії та всього Сходу)
  - Самоврядована Антіохійська православна архієпархія Північної Америки (Архієпископ Нью-Йорка і митрополит всієї Північної Америки)
  - Самоврядована Антіохійська православна архієпархія Австралії, Нової Зеландії та всієї Океанії (Митрополит Архієпископ Австралії, Нової Зеландії та Філіппін)
- Єрусалимський патріархат (Його Божественне Блаженство, Патріарх Святого Города Єрусалима і всієї Палестини, Сирії, Аравії та Зайордання, Кани Галілейської та Святого Сіону)
  - Автономна Церква гори Синай (Архієпископ Хорева, Синаю та Раїти)
- Російська православна церква (Його Блаженство Патріарх Московський і всієї Росії)
  - Самоврядована Російська православна церква закордоном (Митрополит Східної Америки та Нью-Йорка, Перша Ієрархія Російської церкви за кордоном)
  - Самоврядована Латвійська православна церква (Митрополит Риги й усієї Латвії)
- Сербська православна церква (Його Святість, Архієпископ Печа, митрополит Белграду і Карліву, сербський патріарх)
  - Автономна Православна Охридська архієпископія (Архієпископ Охриду і митрополит Скоп'є)
- Болгарська православна церква (Святіший Патріарх Болгарський, митрополит Софійський)
- Румунська православна церква (Блаженнійший Архієпископ Бухарестський, Митрополит Мунтенський і Добруджийський, Намісник Кесарії Каппадокійської, Патріарх Румунський)
  - Автономна Митрополія двох Америк (Митрополит двох Америк)
  - Автономна Митрополія Західної та Південної Європи (Архієпископ і митрополит Західної та Південної Європи)
  - Самоврядована Митрополія Бессарабії (Архієпископ Кишинівський, митрополит Бессарабський)
- Грузинська апостольська автокефальна православна церква (Святіший і Блаженніший, Католикос-Патріарх усієї Грузії, Архієпископ Мцхети і Тбілісі і митрополит Бічвінтскій і Цхум-Абхазький)
- Церква Кіпру (Блаженніший Архієпископ Нової Юстініани та всього Кіпру)
- Церква Греції (Його Блаженство, Архієпископ Атен і всієї Греції)
- Автокефальна православна Церква Албанії (Архієпископ Тирани, Дурресу та всієї Албанії)
- Польська автокефальна православна церква (Його Блаженство Архієпископ Варшави і Митрополит усієї Польщі)
- Православна церква Чеських земель і Словаччини (Його Блаженство, Архієпископ Праги, митрополит Чеських земель і Словаччини або Архієпископ Пряшева, митрополит Чеських земель і Словаччини)
- Православна церква України (Його Блаженство Митрополит Київський і всієї України)
- Охридська архієпископія (Митрополит Скоп'є та архієпископ Охридський і Македонський і Царичин-Града)

В основній частині східного православ'я є невирішені внутрішні питання щодо автономного чи автокефального статусу чи легітимности наступних православних церков, особливо між церквами, що походять від Московського патріархату:
- Православна церква Америки (Архієпископ Вашингтону, митрополит усієї Америки та Канади) — не визнана Вселенським, Александрійським, Антіохійським, Єрусалимським патріархатами, Сербською православною церквою, Румунською православною церквою, Церквою Кіпру, Церквою Греції, Автокефальною православною церквою Албанії та Православною церквою України.
- Автономна Китайська православна церква (Єпископ Пекінський і Китайський / Єпископ Шанхайський) — не визнана Вселенським патріархатом Константинополя та Православною церквою України.
- Автономна Японська православна церква (Архієпископ Токіо і митрополит усієї Японії) — не визнана Вселенським патріархатом Константинополя та Православною церквою України.
- Самоврядована Естонська православна церква Московського патріархату (Митрополит Талліна та всієї Естонії) — не визнана Вселенським патріархатом Константинополя та й Православною церквою України.
- Самоврядована Молдовська православна церква Московського патріархату — територія якої канонічно належить Румунській православній церкві.
- Самоврядована Українська православна церква (Митрополит Києва і всієї України) — не визнана Вселенським патріархатом Константинополя, Александрійським патріархатом, Церквою Кіпру, Церквою Греції й Православною церквою України, на стан 01.01.21.[джерело?]

### Традиціоналістські групи
Справжнє православ'я

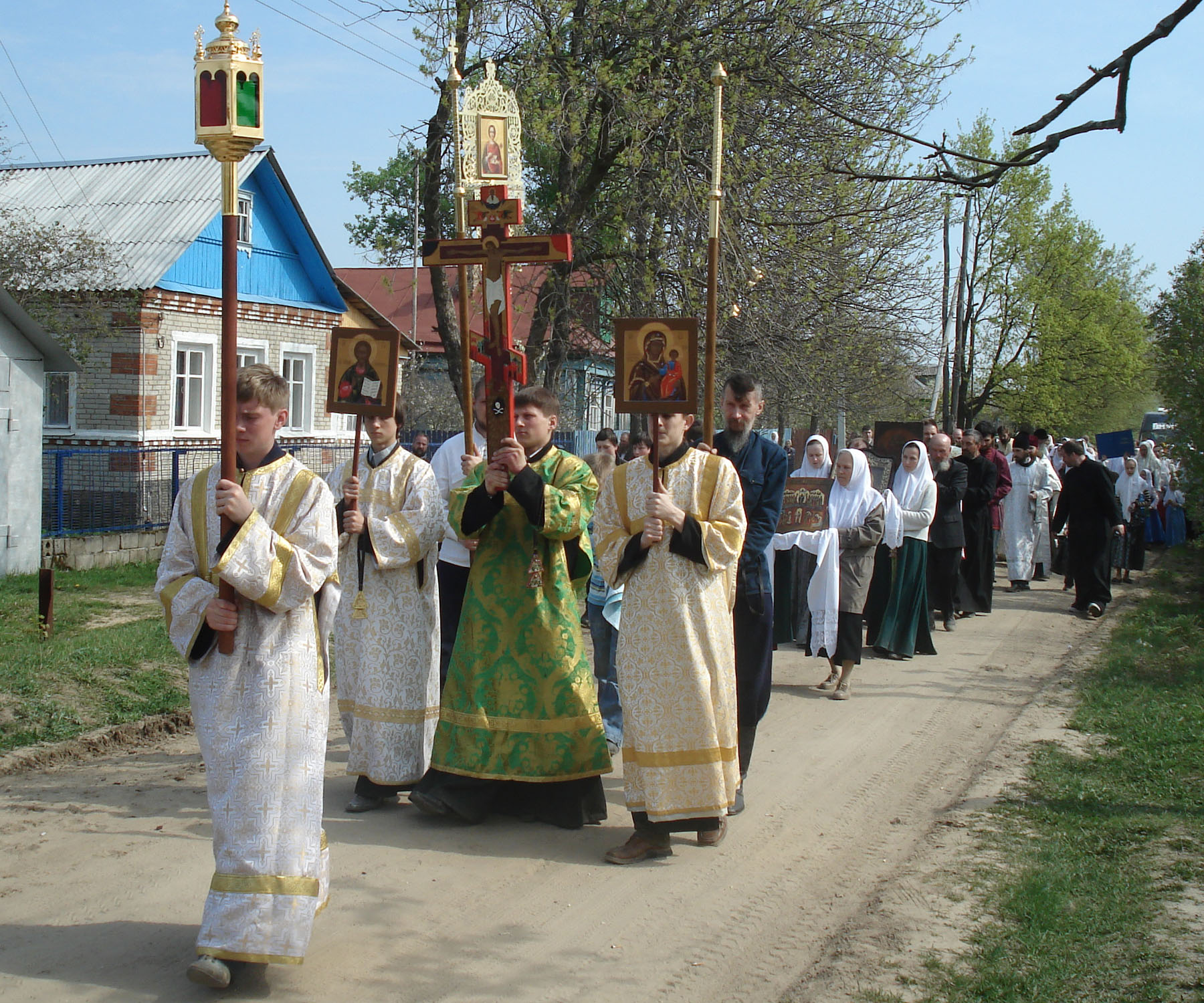
Традиційна пасхальна процесія Російської православної церкви старообрядців

Справжнє православ'я було відокремлено від загального спілкування з питань екуменізму та реформи календаря з 20-х років минулого століття. Рух відкидає Вселенський патріархат Константинополя, Московський патріархат та ті церкви, які з ними у спілкуванні, звинувачуючи їх у єресі та підкоряючись єпископам, які роблять те саме. Вони дотримуються використання старого юліанського календаря ще з античності, стверджуючи, що календарна реформа в 20-х роках суперечить Вселенським соборам. Справжні православні письменники стверджують, що в таких місіонерських регіонах, як США, кількість православних може бути завищена, порівняльна кількість справжніх православних становить до 15 % православного населення в Росії, заявляють деякі священнослужителі, що до мільйона росіян можуть бути справжніми православними з різних юрисдикцій, хоча загальна кількість людей часто називається 1,7–2 мільйонами.
Ці спільноти зазвичай не вважаються частиною Вселенської православної церкви, оскільки її межі визначаються не лише єдністю в вірі (яка зберігається з більшістю розкольників), але й наявністю євхаристійного спілкування, якого з ними немає. Такі церкви звуться розкольницькими, схизматичними, неканонічними. Коректними і нейтральними назвами є — канонічно ізольовані церкви або церкви поза євхаристійним спілкуванням. Також їхню сукупність часто називають «альтернативним Православ'ям». Ці спільноти можуть не лише відходити від Православ'я, а й повертатись назад. Іноді це траплялось з цілими помісними церквами, наприклад, з Болгарською православною церквою.
Офіційного спілкування традиціоналістів не існує. Вони часто є місцевими групами і обмежуються певним єпископом або місцевістю. Далі наведено список найвидатніших Православних церков:
- Церкви, що виходять з Російської православної церкви закордоном
- Грецькі старокалендарники
- Старокалендарна Болгарська православна церква
- Старокалендарна Румунська православна церква
- Російська православна автономна церква
- Російська справжня православна церква (Катакомбна церква)
- Російська істинно-православна церква
- Російська істинно-православна церква (Лазаря Журбенка)
- Сербська істинно-православна церква
- Українська істинно-православна церква

Старообрядці
Старообрядці — це групи, які не сприймають літургійні реформи, проведені в Російській православній церкві патріархом Московським Никоном у XVII столітті. Незважаючи на те, що всі групи старообрядців виникли в результаті протидії ніконійським реформам, вони не становлять єдиного монолітного органу. Незважаючи на свій акцент на незмінному дотриманні доніконівських традицій, старообрядці відрізняються великою різноманітністю груп, які сповідують різні тлумачення церковних традицій, і вони часто не спілкуються між собою (деякі групи навіть практикують повторне хрещення, перш ніж визнати члена іншої групи серед них).
- Російська православна старообрядська церква (Білокриницька ієрархія)
- Липованська православна церква старого обряду (Білокриницька ієрархія)
- Російська Давньоправославна церква (Білокриницька ієрархія)
- Поморійська староправославна церква (Поморці)
- Федосеєвці

### Православні церкви, що не мають євхаристійного спілкування з іншими
Церкви з нерегулярним або невирішеним канонічним статусом — це організації, які здійснюють єпископські освячення поза нормами канонічного права або єпископи яких були відлучені від церкви однією з 16 автокефальних церков. До них належать націоналістичні та інші схизматичні органи, такі як Абхазька православна церква або Євангельська православна церква.
- Абхазька православна церква
- Американська православна католична церква
- Білоруська автокефальна православна церква
- Болгарський альтернативний синод
- Італійська православна церква
- Причастя західних православних церков
- Євангельська православна церква
- Свята православна церква в Північній Америці, у євхаристійному спілкуванні з грецькими старокалендарниками
- Лузитанська православна церква
- Чорногорська православна церква
- Православна церква Франції
- Турецька православна церква
- Українська автокефальна православна церква канонічна

Зниклі церкви
- Хорватська православна церква
- Китайська православна церква (нині намагаються відродити)